# Somogy vármegye
Somogy vármegye, 1950 és 2022 között Somogy megye (németül: Komitat Schomodei, horvátul: Šomođska županija, latinul: Comitatus Simigiensis) közigazgatási egység Magyarországon, a Dunántúlon, a Dél-Dunántúli régió területén. 6065,07 km2-es területével hazánk ötödik legnagyobb közigazgatási egysége, amely Magyarország teljes területének mintegy 6,5%-át adja. Ugyanakkor közel 300 ezer fős lakosságával a 13. legnépesebb vármegyénk, ezzel hazánk népességének csupán 3%-ával rendelkezik, népsűrűsége emiatt nagyban elmarad az országos átlagtól.
Központja a Dél-Dunántúl második legnépesebb települése, a "virágok városa"-ként is becézett Kaposvár, második legnagyobb települése pedig a Balaton fővárosának is számontartott Siófok. De nevezetesebb települései közé tartozik a búcsújáróhelyként ismert Andocs, a fesztiváljairól híres Zamárdi illetve a vármegye borvidékének központjaként szolgáló Balatonboglár.
Északról a Balaton és Veszprém vármegye, nyugatról Zala vármegye, délről Horvátország, keletről pedig Fejér, Tolna valamint Baranya vármegye határolja. Hajdanán a területet Somogyországnak is nevezték. Lehetséges azonban, hogy az ez alatt a név alatt felfogott terület valamivel nagyobb volt, ugyanis kiterjedhetett a mai Szlavónia egy kisebb részére is. Népszerű turistacélpont természeti szépségei, a Balatonhoz való közelsége illetve épített öröksége végett.
A terület a római korban Pannonia Superiorhoz tartozott, majd az 5. században a hunok, a longobárdok és avarok foglalták el a térséget, majd az Avar Kaganátus bukása után telepedtek le itt a szlávok. A magyarok a 10. században vették birtokba a területet, majd a honfoglalás után Somogy Koppány vezér központja lett, aki István király elleni háborúban esett el. Somogyvár lett a vármegye központja, ahol Szent László alapított monostort, a terület pedig fontos egyházi és politikai központtá vált.
Somogy vármegye sajátos kultúrával és gazdag hagyományokkal rendelkezik, melyet leginkább a népi szokások, a helyi kézművesség és a gasztronómiai örökség határoz meg. A területen sokáig megőrizték a hagyományos falusi életformát, amely a népművészet, a népzene és a néptánc gazdag tárházával bővült. Gazdaságilag a vármegye főként mezőgazdasági tevékenységekre épül, viszont a 21. századtól kezdve nagyban építettek a turizmusra, mely emiatt jelentős fejlődésen ment keresztül.

## Nevének eredete
A „Somogy” elnevezés a legelterjedtebb nézet szerint a „som” szóból ered, amely a somfát jelöli. A somfa (Cornus mas) a megye területén a mai napig előforduló növény, ez a név a vidék növényzetére utalhat.
A megye elnevezésének első írásos említése a 11. századra tehető.

## Címere
Somogy vármegye címere 1498. január 6-án kapta meg a címert adományozó levelet II. Ulászló királytól, ezzel Somogy vármegye az első lett a címert viselő vármegyék között. A királyi okirat tartalmazta a címer részletes magyarázatát is.
Ebből tudható, hogy a kék pajzs alján található korona a somogyiak hűségét szimbolizálja a király és a korona iránt. A páncélozott kézben tartott szőlővesszők, rajtuk az érett fürtökkel, a mezőgazdaság fontosságára, különösen a szőlőtermesztés kiemelt szerepére utalnak. A címer két oldalán látható, lágyan lengedező díszítéseket a leírás fuvallattól mozgó virágokként említi. Az értelmezők szerint ez a sisakra tűzött fátyolt jelképezi – amelyet egykor a napfény ellen vagy díszként használtak –, és a címerrajzoló virággá formálta azt. A sisak tetején álló arany koronás, arany csőrű és lábú, vörös-fehér sakkozású sas azonban az eredeti leírásban nem kapott magyarázatot, jelentésének megfejtése a kutatók feladata maradt.
Mára Somogy minden évben január 6-án, a címer adományozásának évfordulóján tartja a vármegyenapot.

Somogy vármegye középkori címere

## Földrajz

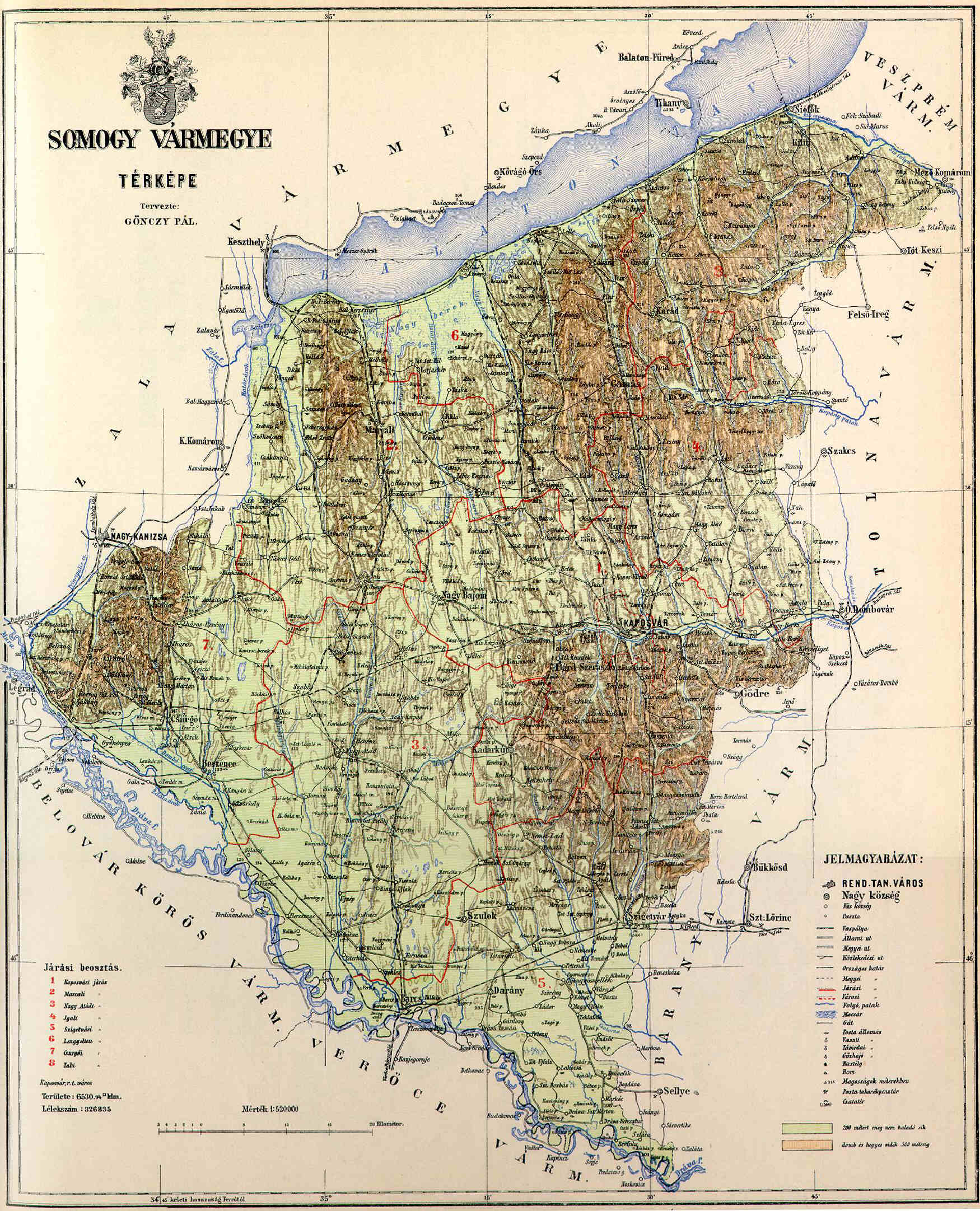
Somogy vármegye domborzati térképe, még az 1950 előtti határokkal

Az Észak felé a Balaton, Délen a Dráva folyó által határolt változatos tájnak az alapját a 200–300 méter mélységig leülepedett és kiszáradt tengerfenék teremtette meg. Somogyot és a környező vármegyéket valamikor, mint a Kárpát-medence jelentős részét, a pontuszi, vagy pannón tenger borította. Majd körülbelül ötmillió évvel ezelőtt a tenger kiszáradt és vulkanikus kitörések és földmozgások változtatták meg a vidék arculatát. Somogy vármegye területére két ilyen kitörés jutott, a boglári és fonyódi. A Boglár és Fonyód környéki dombokat, hegyeket ezeknek köszönhetjük. A kitörések idejében nagy szárazság volt az egész vidéken. Biztos adataink vannak arra nézve, hogy ez az úgynevezektt levantei kor éghajlata sivatagszerű lehetett és a szárazságot kísérő nagy szelek, szélviharok következtében az észak-déli irányú törésvonalak mentén létrejöttek a somogyi és zalai völgyek, amiket tehát nem folyók, hanem a szél alakított ki.
A sivatagkorszak után jött a pleisztocén, vagy diluviális félsivatag időszaka, megbővült a csapadék és a jégkorszak végével, amikor a folyók is megindultak a somogyi táj mai alakot öltött. A "mesterek", mint a víz és a szél, a pannon tengerfenékből és a jégkorszaki löszből kiformálták a változatos hajlású somogyi dombvidéket.
A Balaton tó neve, amelyet a római írók Peiso, Pelso, később a germán források Pelissa néven említenek, a szláv blato- (mocsár, posvány) szóból származik és még az avar uralom idejéből, a tó körül lakó szlávoktól ered, akiktől a magyarok is átvették.
A Balaton még a 19. században is egészen Somogyvárig vizes, mocsaras lápvidéket alkotott és még a kaposfüredi uradalomhoz is tartoztak olyan berki rétek, ahol a valamikori lápvilágban honos csigákat találtak.
A tó mai vízgyűjtő területe 5180 km², fő táplálója a Zala folyó, de számos kisebb patak is folyik bele. Vízszintje nyaranta a párolgás miatt csökken, ősszel és télen a csapadék miatt pedig emelkedik. Elvezető vízfolyása is van, a Sió csatorna, amely délkeleti irányban haladva a Kapossal és Sárvízzel egyesülten ömlik Szekszárd táján a Dunába és vezeti el a tó vizét.

### Somogy vármegye jellemző földrajzi pontjai
- Szélső települések égtájak szerint:
  - legészakibb települése Balatonvilágos (Siófoki járás),
  - legdélibb települése Szentborbás (Barcsi járás),
  - legkeletibb települése Balatonvilágos (Siófoki járás),
  - legnyugatibb települése Őrtilos (Csurgói járás).
- Tengerszint feletti magasság:
  - legmagasabb pontja a Szólád, Kötcse és Kereki közötti Almán-tető (316 m).316,43 m-es magasságával az Almán-tető a vármegye legmagasabb pontja

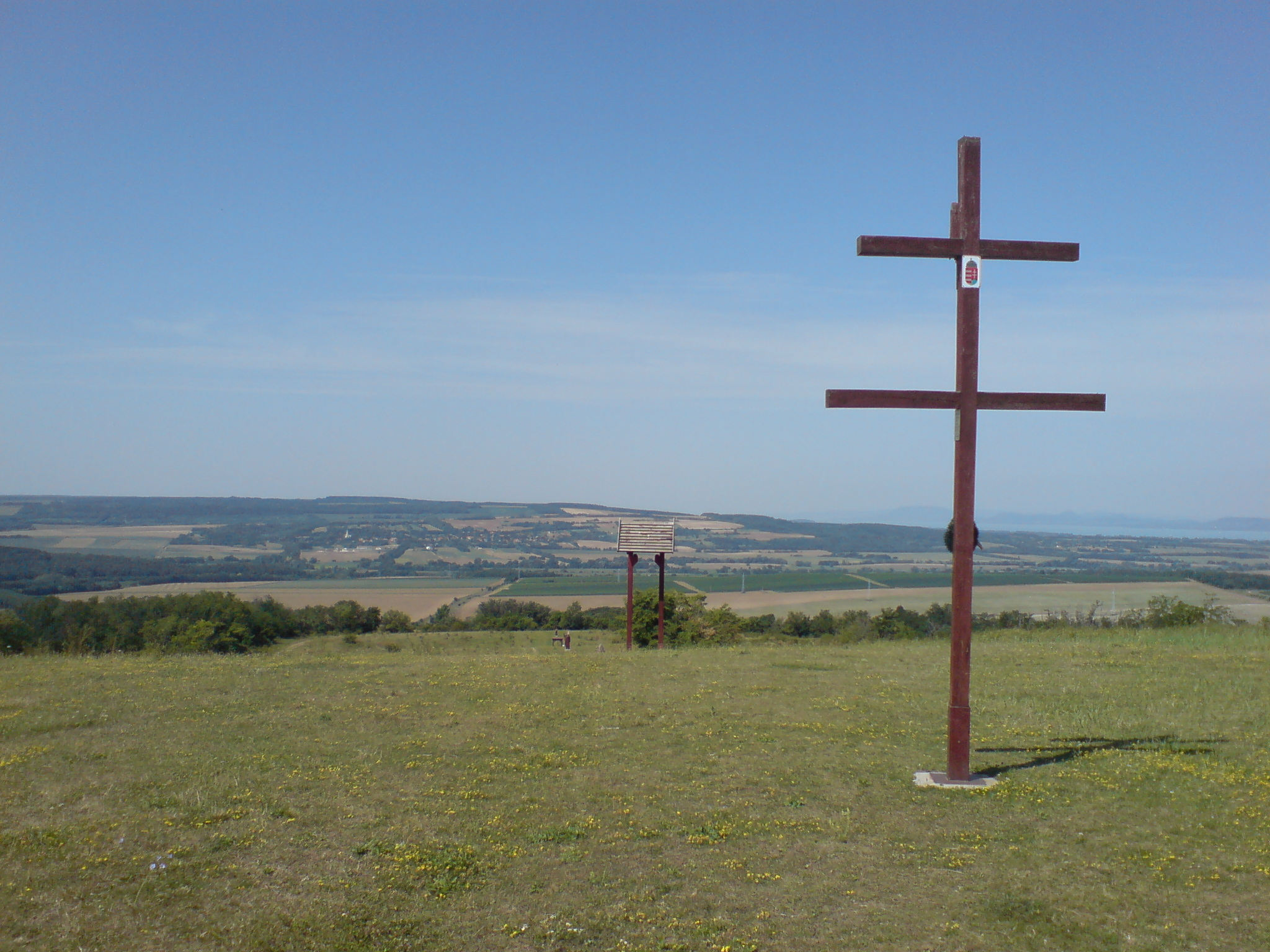
316,43 m-es magasságával az Almán-tető a vármegye legmagasabb pontja

### Éghajlat
Somogy Magyarország egyik legdélebbi megyéje. Az elmúlt 50 és 100 év átlaga alapján a napsütéses órák száma évente a megye délnyugati részén 1800–1900, nagyobb területén 1900–2000, míg Siófokon és a Sió völgyében 2000–2100 óra körül alakul. Télen a napsütéses órák havi átlaga 260–280, nyáron pedig 440–480. A Balaton környékén a főnszél hatása nyáron növeli a napsütéses órák számát.
A téli napok száma a megyében 25–35 között, a fagyos napoké pedig 80–100 között mozog. Az első fagyos napot október 20. és 31. között lehet várni, míg az utolsó általában április 5. és 20. között fordul elő. A hótakarós napok száma 35 és 50 között változik, míg a fagymentes napok száma a megyében többnyire legalább 200 évente, ami különösen fontos a mezőgazdaság szempontjából. A nyári napok száma 65–80 között, a hőségnapoké pedig 10–20 között alakul a megye területének nagy részén. A három nyári hónap időjárása, amely a balatoni idegenforgalom szempontjából meghatározó, kedvezőnek tekinthető. Januárban a megye nagy részén a középhőmérséklet -2 és -1 Celsius-fok között mozog, míg júliusban +20 és +21 Celsius-fok közötti átlagos értékek a jellemzők, a Balaton környékén azonban gyakran eléri a +22 Celsius-fokot is. Az évi középhőmérséklet általában +10 és +11 Celsius-fok között alakul, de a Zselic térségében csak +9 és +10 Celsius-fok körül ingadozik.
A megye átlagos évi csapadékmennyisége mintegy 700 mm, amely délnyugatról északkelet felé haladva fokozatosan csökken (délnyugaton 800 mm-t is elér, míg Siófok környékén átlagosan 600 mm körül alakul). Az éves csapadékeloszlásban a megye déli részein egy őszi másodlagos csapadékmaximum figyelhető meg, ami a mediterrán hatásoknak tulajdonítható. A tenyészidőszak csapadékmennyisége és eloszlása kedvező a mezőgazdasági termelés számára. A megye különböző részein eltérő szélirányok a jellemzőek: délnyugaton a délnyugat–északkeleti, míg Siófokon az északnyugat–délkeleti irányú szelek dominálnak.
Somogy éghajlata átmeneti jellegű. Délnyugaton erőteljesebb az óceáni hatás, míg az északkeleti és keleti területeken a kontinentális jegyek erősödnek meg, délen pedig a mediterrán hatások is hangsúlyosak. Az éghajlati adottságok országos szinten kedvezőek, a mezo- és mikroklíma sokszínű, az aszály kockázata alacsonyabb, mint az ország középső részein, így a mezőgazdasági termelés szempontjából kisebb az éghajlat által okozott kockázat.
A Balaton térsége, különösen a keleti medence, mezoklímája kedvező a nyári turizmus számára. A tó víztömege miatt a relatív páratartalom itt a legmagasabb a megyében, általában 70–75 százalék körül mozog.

### Vízrajz
Somogy vármegye területén az I. rendű vízfolyások hossza 171 km, míg a II. rendűeké 849 km. A vízhálózatának sűrűsége 0,17 km/négyzetkilométer, amely meghaladja az országos átlagot. Végső soron a  Duna vízgyűjtő területéhez tartozik: északi és középső része a Zala–Balaton–Sió vízgyűjtőhöz, míg déli része a Dráva vízgyűjtőjén keresztül csatlakozik a Dunához. A Duna (75 km³) és a Dráva (18–20 km³) éves átlagos víztömegéhez képest a megyéből elfolyó csapadékvíz évi mennyisége (1–1,3 km³) jelentéktelen.
A közvetlen vízgyűjtő területek alapján a megye öt nagyobb egységre osztható: Balaton, Sió, Koppány, Kapos és Dráva. A Balaton vízgyűjtő területe Somogy vármegyében délről észak felé lejt. A Zala folyó egy rövid szakaszon határfolyó Somogy és Zala vármegyék között, legnagyobb somogyi mellékfolyója a Zala–Somogyi-határárok, amely a megye északnyugati vizeit (köztük a Marót-völgyi-csatornát) gyűjti össze és vezeti a Balatonba. A Zala és Sió közötti területen a folyók és patakok többnyire dél–északi irányúak, rövidek és kis vízhozamúak, számos esetben emberi beavatkozások nyomait viselik. A Sió vízgyűjtő területének somogyi része kisméretű, legnagyobb mellékfolyója a Kis-Koppány, amely kelet–nyugati irányban halad.
A Koppány folyó kelet–nyugati irányú folyása során északról és délről is több mellékpatak vizét gyűjti össze, majd továbbítja a Sióba. A vármegye középső részének vizeit a nyugat–keleti irányban folyó Kapos gyűjti össze és vezeti a Sióba. A Kapos folyó jelentősége sokrétű, különösen Kaposvár város számára növekvő fontosságú. A Dráva Magyarország és Horvátország határfolyója, vízgyűjtő területe a megye déli részeire terjed ki.
A megye területén található az ország és Közép-Európa legnagyobb tava, a Balaton. A tó kelet–nyugati irányban kialakult árkos süllyedésben keletkezett, földtani szempontból fiatal képződmény. Területe 598 négyzetkilométer, hossza 70 km, szélessége pedig változó, Szántód és Tihany között 1,5 km, míg Siófok és Alsóörs között 12 km. Átlagos mélysége 3–4 m, legmélyebb pontja a Tihanyi-kút, amely 11,5 m. A tó vízszintje és vízmennyisége szabályozható, átlagos vízmennyisége 1800 millió m³ körül mozog.
Somogy vármegyében található egy kevésbé ismert, de figyelemre méltó állóvíz, a Baláta-tó, amelynek nyílt vízfelülete jelentősen csökkent, és mára szinte teljesen természetes láppá alakult. Kaposvár számára nagy jelentőséggel bír a mesterségesen létrehozott Deseda-tó, amelynek elsődleges szerepe az üdülés és rekreáció. Somogy területén a talajvízszint változó: a legalacsonyabb a Balaton, a Dráva és kisebb folyók, patakok mentén (általában 1 méter alatt), míg a dombvidéki területeken 6 méter körül ingadozik. A talajvízszint ingadozása jelentős és területenként eltérő. Somogy vármegye, különösen annak déli része, rendkívül gazdag rétegvízforrásokban.
Barcs környékén a vízadó rétegek vastagsága eléri az 1000 métert. A rétegvizek minőségének megőrzése hosszú távú gazdasági érdek. A terület jelentős termálvízkészletekkel is rendelkezik a szénhidrogén-kutatások eredményeként. A somogyi hévizek (pl. Babócsa, Barcs, Csokonyavisonta, Igal, Kaposvár, Marcali, Nagybajom, Nagyatád, Szulok stb.) elsősorban mozgásszervi betegségek kezelésére alkalmasak.

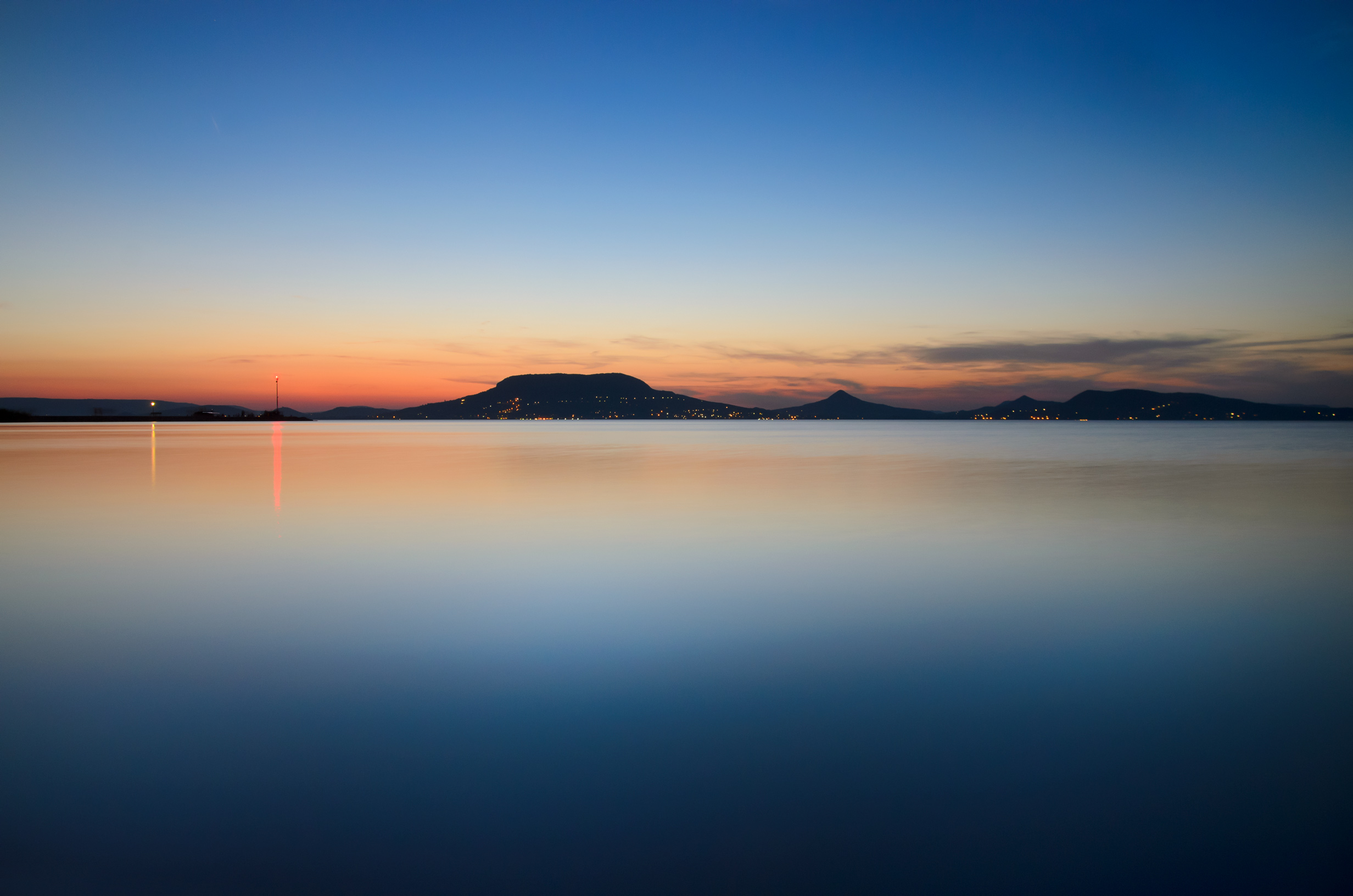
Balaton
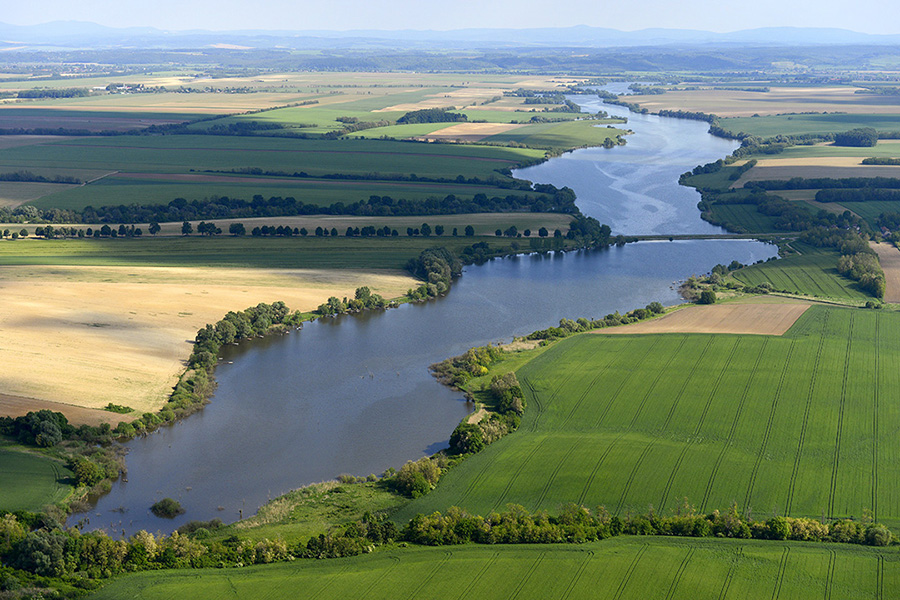
Deseda-tó
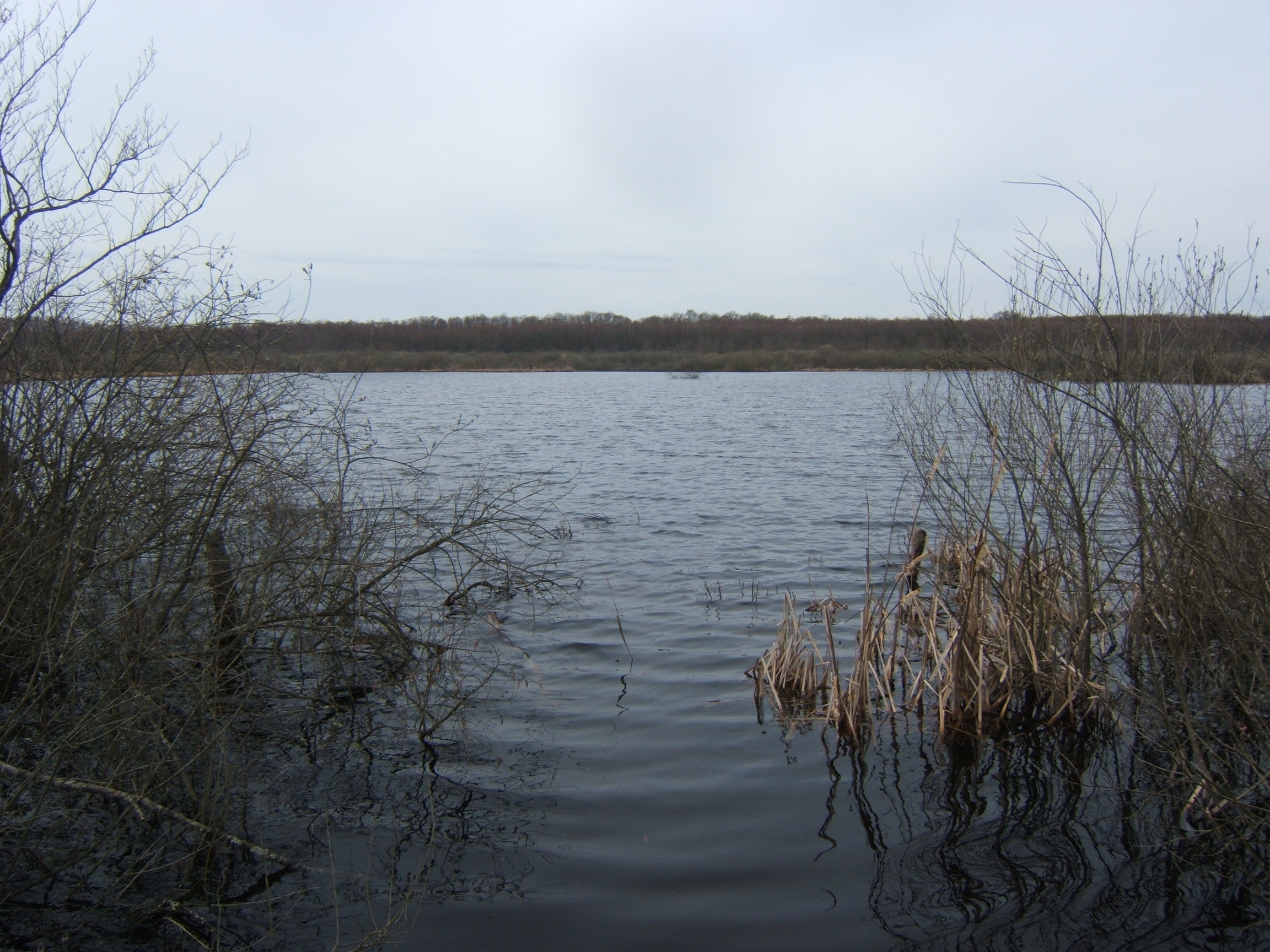
Baláta-tó
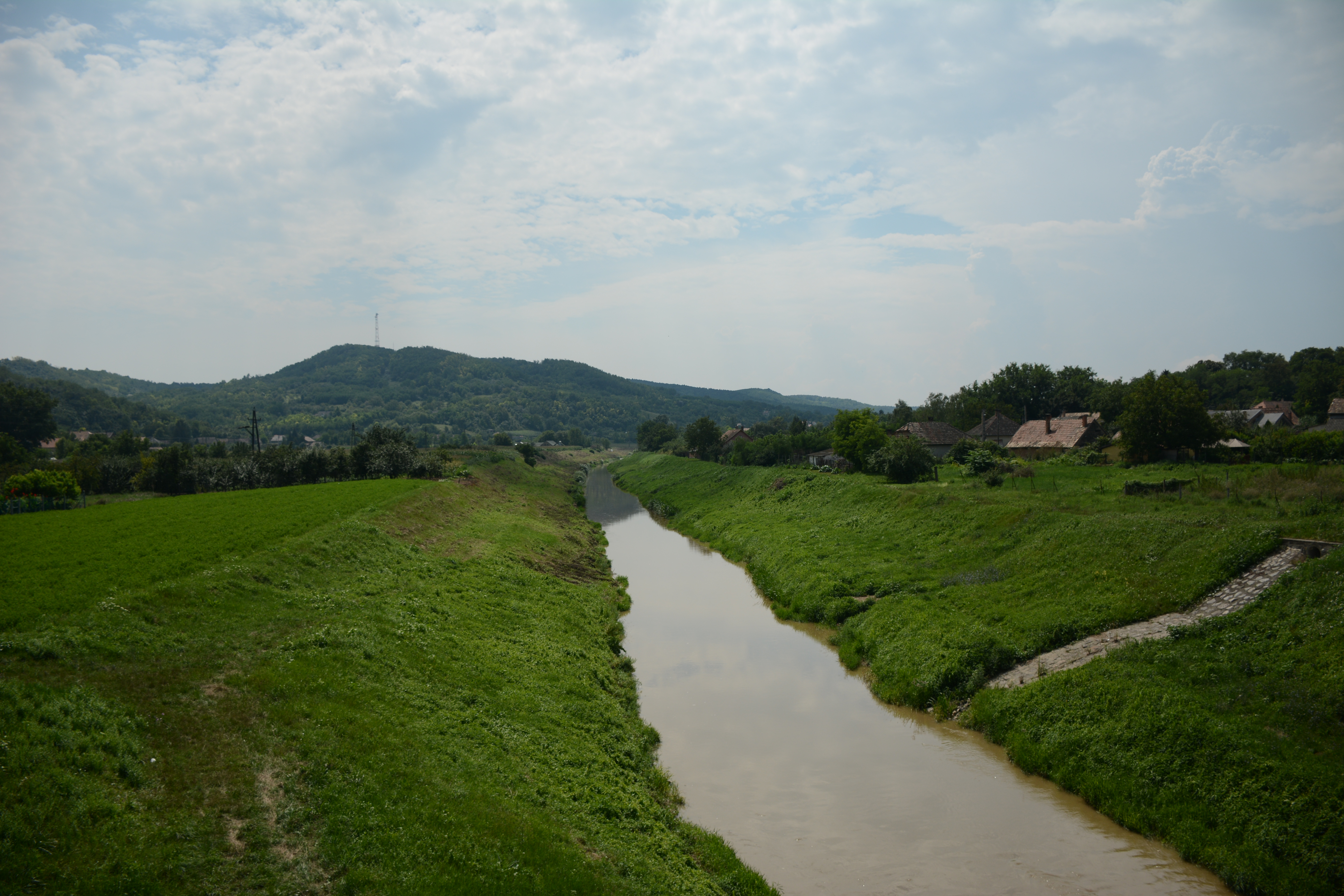
Kapos
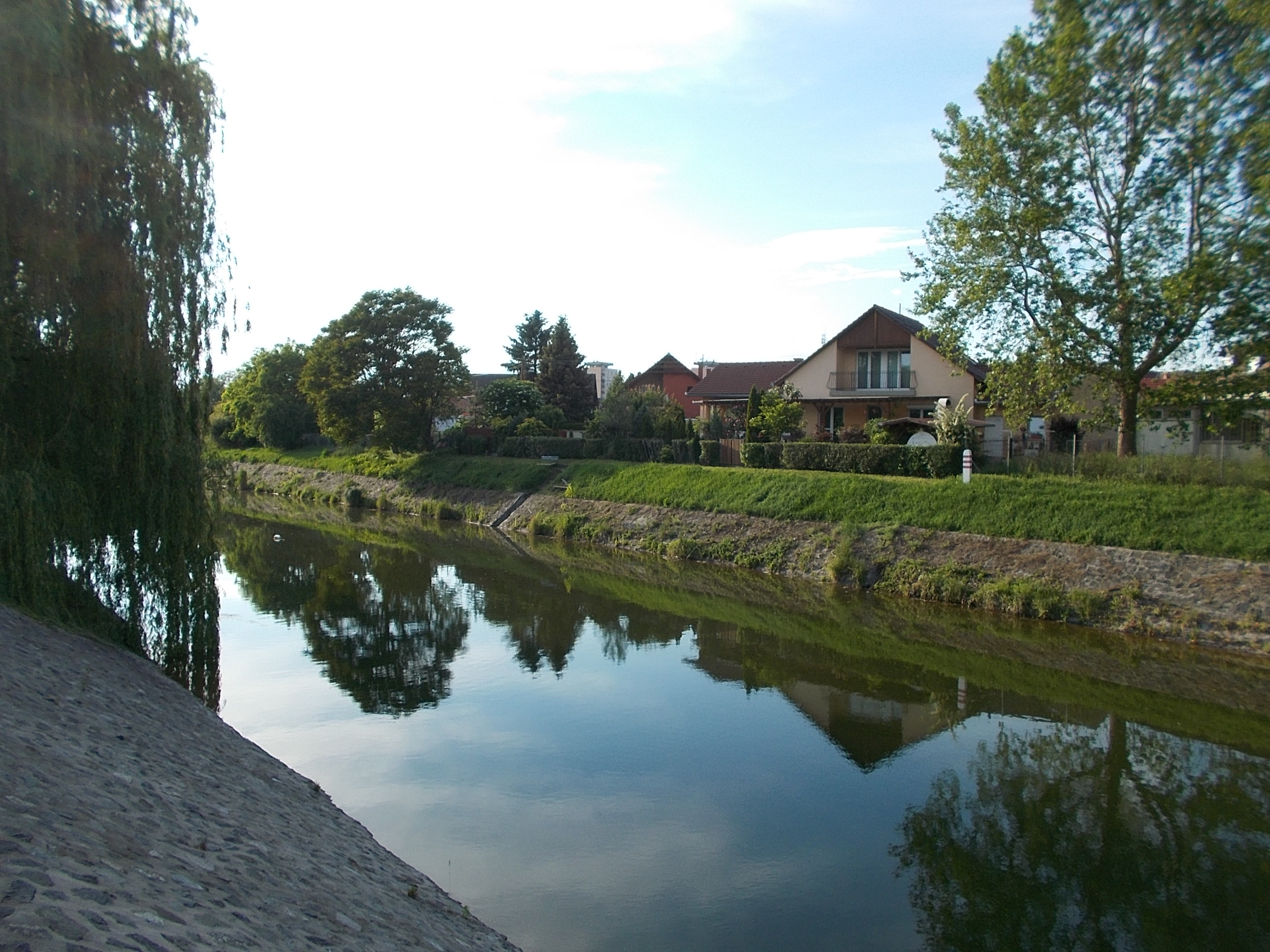
Sió-csatorna

### Természetes növény- és állatvilág
Magyarország területén ma már csak korlátozottan beszélhetünk természetes növény- és állatvilágról, mivel az eredeti növénytakaró csupán szórványosan maradt fenn, az állatvilág pedig részben őrizte meg eredeti formáját. Az országban jelenleg 500 védett növényfaj található, amelyek közül 439 zárvatermő, 2 nyitvatermő, 39 haraszt, és 20 moha. A védett állatfajok száma 857, ebből 459 gerinces (58 emlős, 340 madár, 17 hüllő, 16 kétéltű, 26 hal), valamint 375 ízeltlábú és 23 puhatestű. A természetes növény- és állatvilág részleges eltűnése Somogyra is jellemző, bár a vármegye alacsony népsűrűsége miatt néhány területen az eredeti növénytakaró megőrződhetett.
Növényföldrajzi szempontból a vármegye a Dél-Dunántúl (Praeillyricum) flóravidékéhez tartozik, mely átmeneti jelleggel bír a magyar (pannon) és nyugat-balkáni (illir) flórák között. A megye déli részein erősebben jelen vannak a mediterrán flóraelemek, amelyek észak felé haladva fokozatosan csökkennek. Somogy flórája túlnyomórészt európai elemekből áll (70%), míg a mediterrán és kontinentális elemek 10-20%-ban vannak jelen, eltérő területi eloszlásban. A megye növényföldrajzi szempontból két flórajáráshoz tartozik: a belső-somogyi (Somogyicum) és a külső-somogyi (Kaposense) járáshoz. A terület növényföldrajzi karakterét főként a belső-somogyi flórajárás határozza meg, amely a terület mintegy kétharmadát foglalja el.
A Somogyicum flórajárásban, amely a vármegye nyugati és déli részén található, az eredeti növénytakaró a domborzati viszonyokhoz igazodva alakult ki, löszhátak, homokhátak és mocsaras-lápos medencék formájában. A terület jellegzetes erdőtípusai a tölgyelegyes bükkösök, valamint gyertyános- és cseres-tölgyesek voltak. A Zselic magasabb részein balkáni aljnövényzettel illir társulások is jelen voltak. A völgytalpak és árterek erdőit főként kőris-tölgy-szil ligetek, illetve égererdők alkották. A mocsaras-lápi elemek fontos és értékes részét képezték a flórajárás növényzetének.
A Kaposense flórajárás a vármegye keleti részeit, különösen a külső-somogyi dombságot fedi le, ahol az ezüsthársas-gyertyános-tölgyesek voltak a legjellemzőbbek. Az északkeleti részeken már erősebben megjelentek az alföldi jellegű lösztölgyesek is.

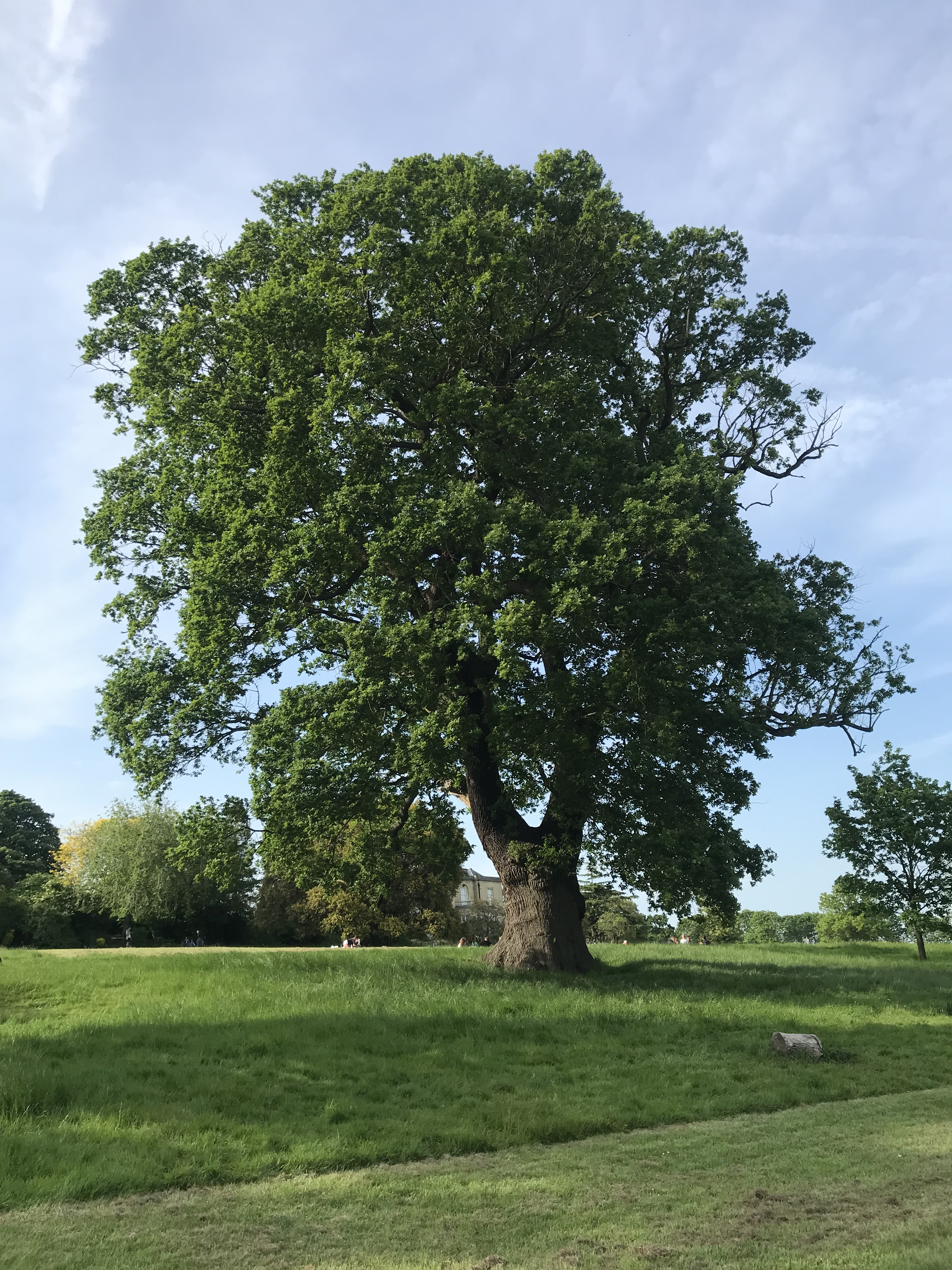
Tölgy
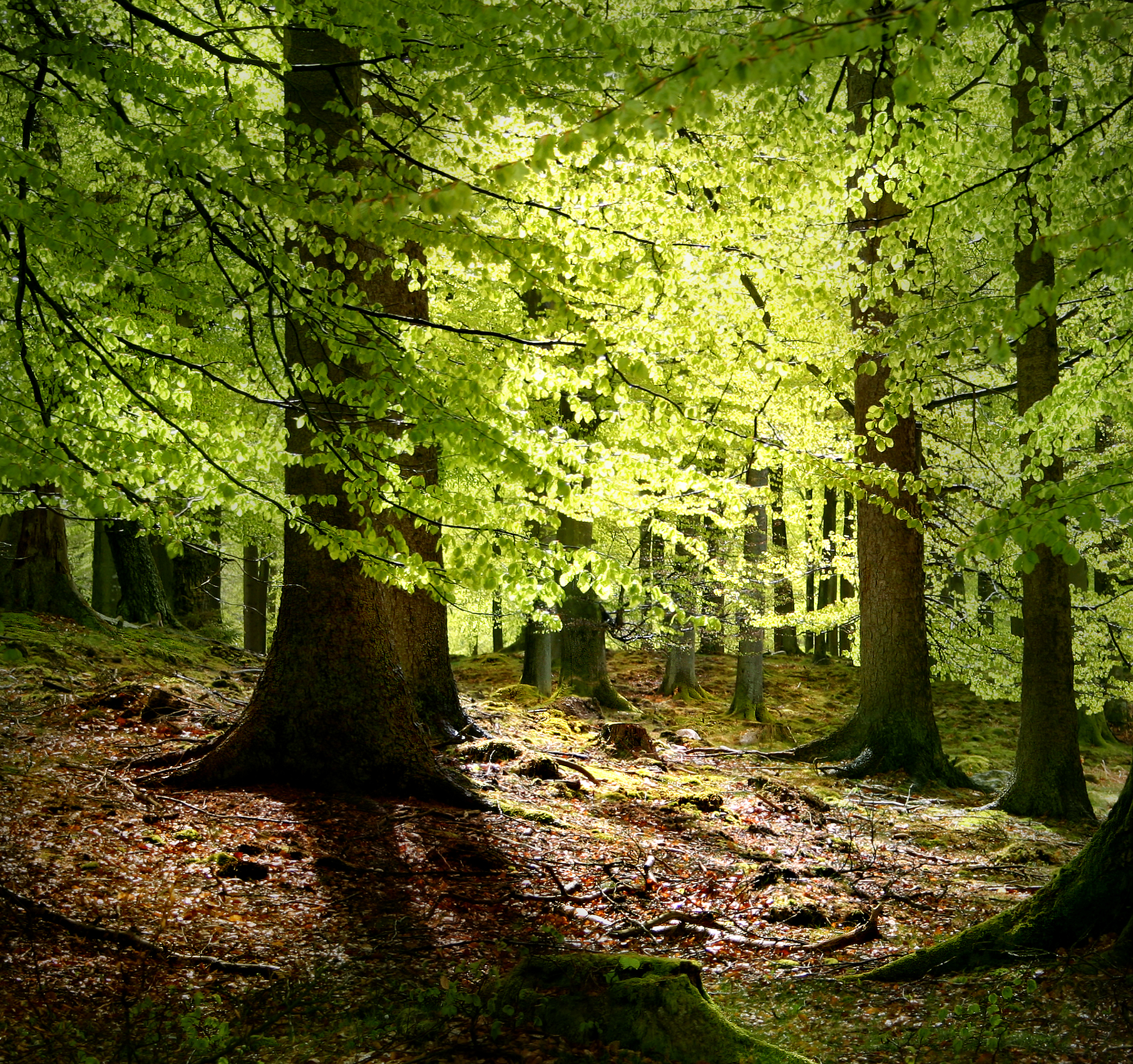
Bükk
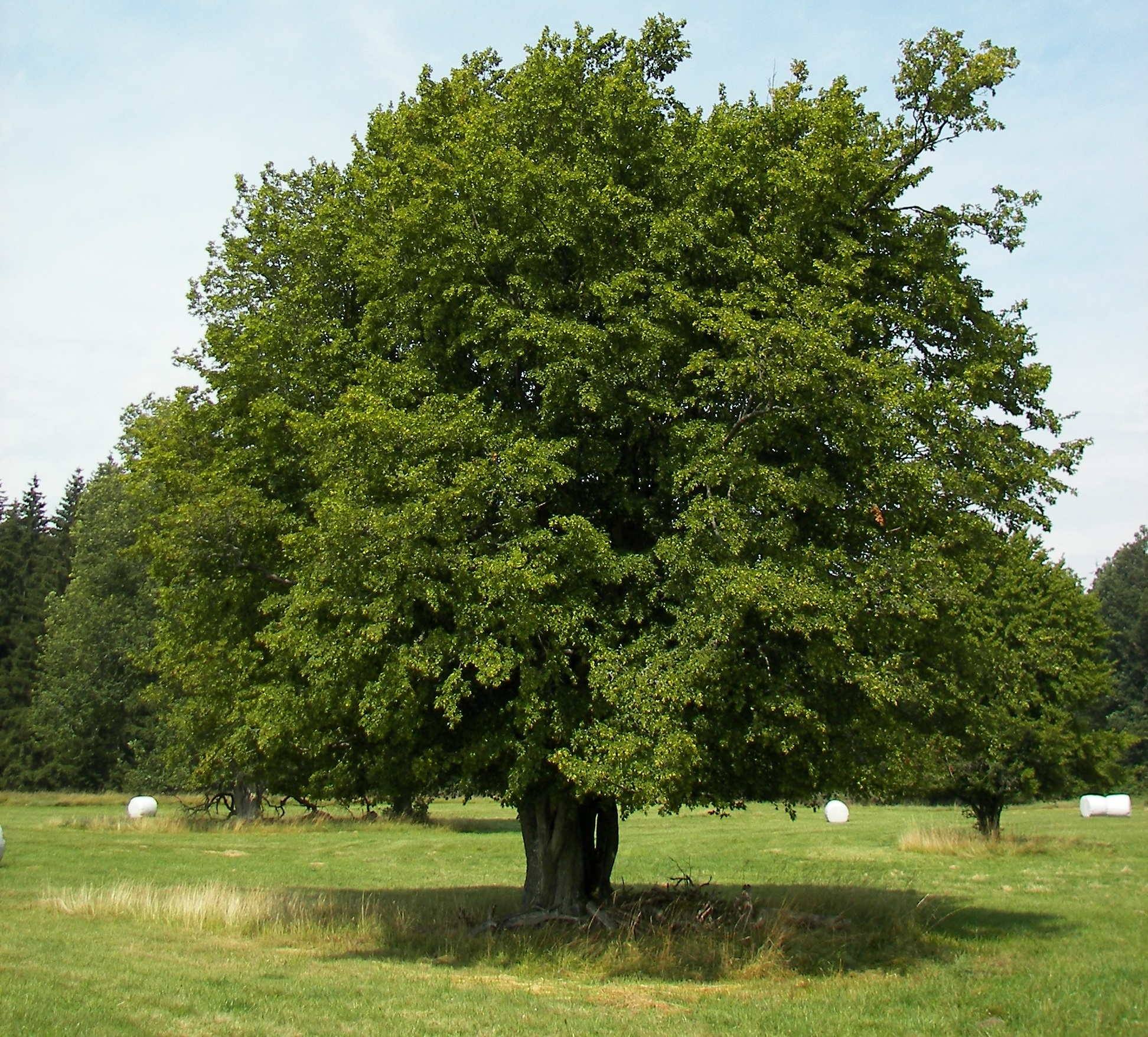
Gyertyán
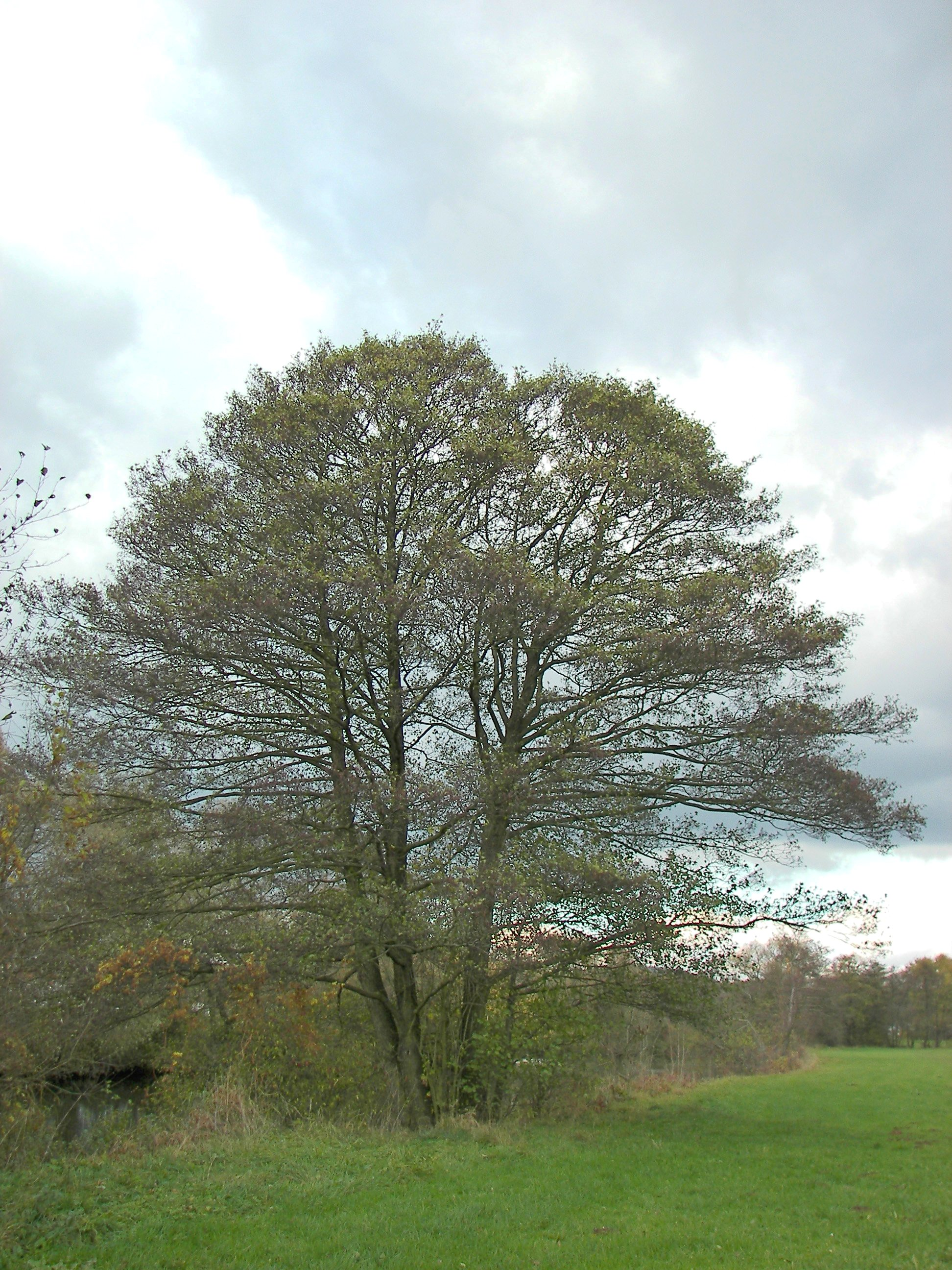
Éger
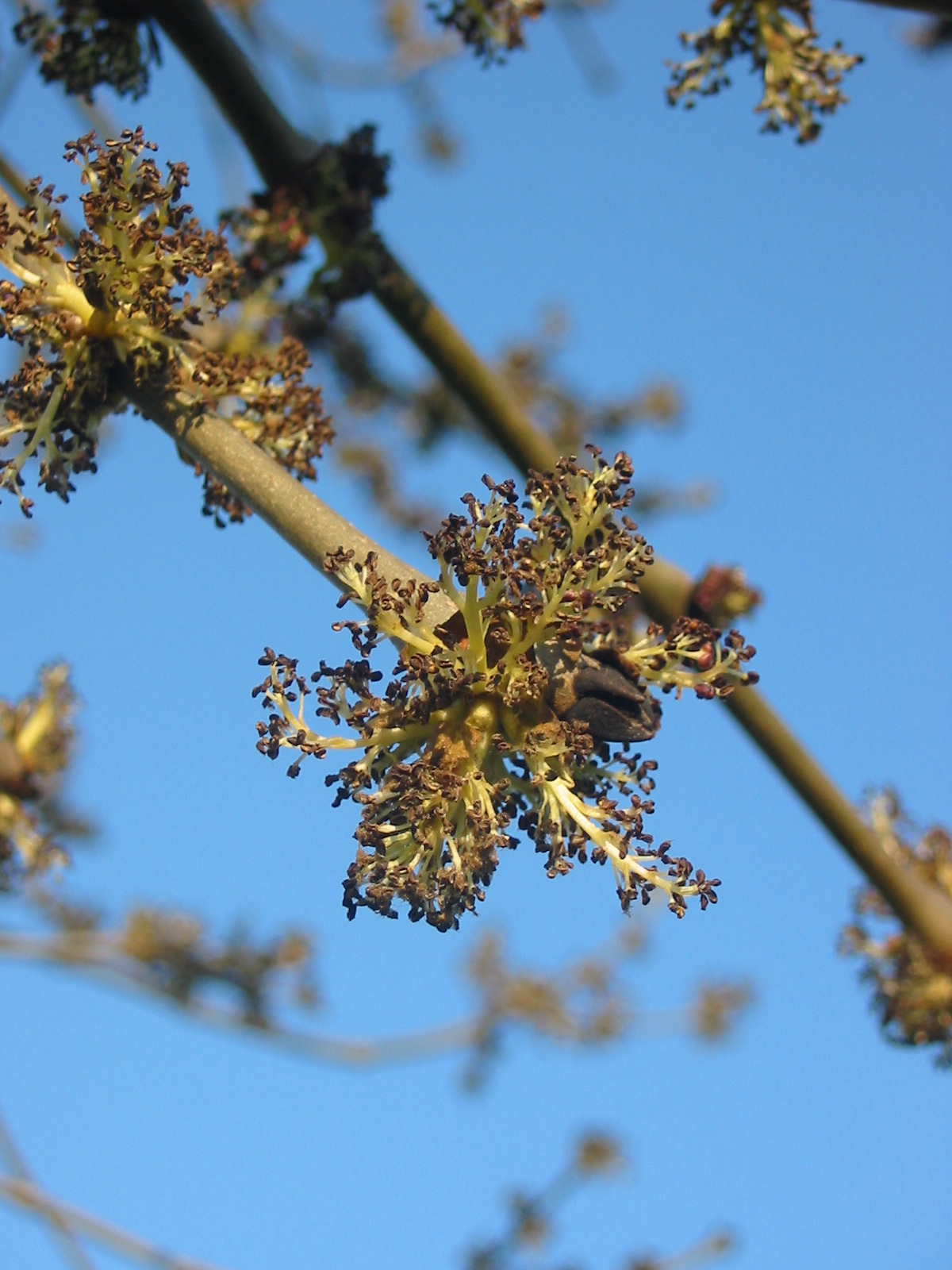
Kőrisfa virága

Magyarországon mintegy 32 ezer állatfaj él, ezek mintegy 80%-a rovar. Az ország viszonylag kis mérete és az állatvilág mozgékonysága miatt az állatföldrajzi egységek viszonylag stabilak, és egyedi élőhelyek csak kisebb területeken alakultak ki. Az állatok elterjedése inkább környezeti tényezőkön alapul, semmint közigazgatási határokon.
Magyarországon mintegy 32 ezer állatfaj él, ezek mintegy 80%-a rovar. Az ország viszonylag kis mérete és az állatvilág mozgékonysága miatt az állatföldrajzi egységek viszonylag stabilak, és egyedi élőhelyek csak kisebb területeken alakultak ki. Az állatok elterjedése inkább környezeti tényezőkön alapul, semmint közigazgatási határokon.
Somogy vármegye nagy része az Illiricum faunakörzethez tartozik, kisebb területei pedig a Mecsek-Sopianicum és Praeilliricum körzetekhez. Természetes állatvilága közép-európai jellegű, de előfordulnak észak-, kelet- és dél-európai elemek is. Faunájának zömét az alapfauna alkotja, míg az úgynevezett színezőfauna aránya 20-40%. A ragadozók száma csökkent: a vadmacska, a nyest és a nyuszt ma már csak szórványosan fordulnak elő, míg a menyét és a görény ritka fajokká váltak. A róka a vármegye legnagyobb testű ragadozója, a vidra pedig a csendes vizek lakója.
Somogy vízi állatvilága országos összehasonlításban kiemelkedően gazdag, különösen a Balatoné. A tóban több mint 50 halfaj él, csiga- és kagylófaunája pedig számos egyedi vonást mutat. A rákok közül az evezőlábú rák jellegzetes faj. A tó környéki madárvilág mintegy 300 fajjal képviselteti magát, amelyek évszakonként változnak. A nemes kócsag a legértékesebb madárfaj, míg a gémek és vöcskök a nádasok leggyakoribb madarai. Somogy erdeinek faunája is gazdag: őz, gímszarvas, borz és vaddisznó az eredeti fauna részét képezik, míg a dámszarvas és muflon betelepített fajok.

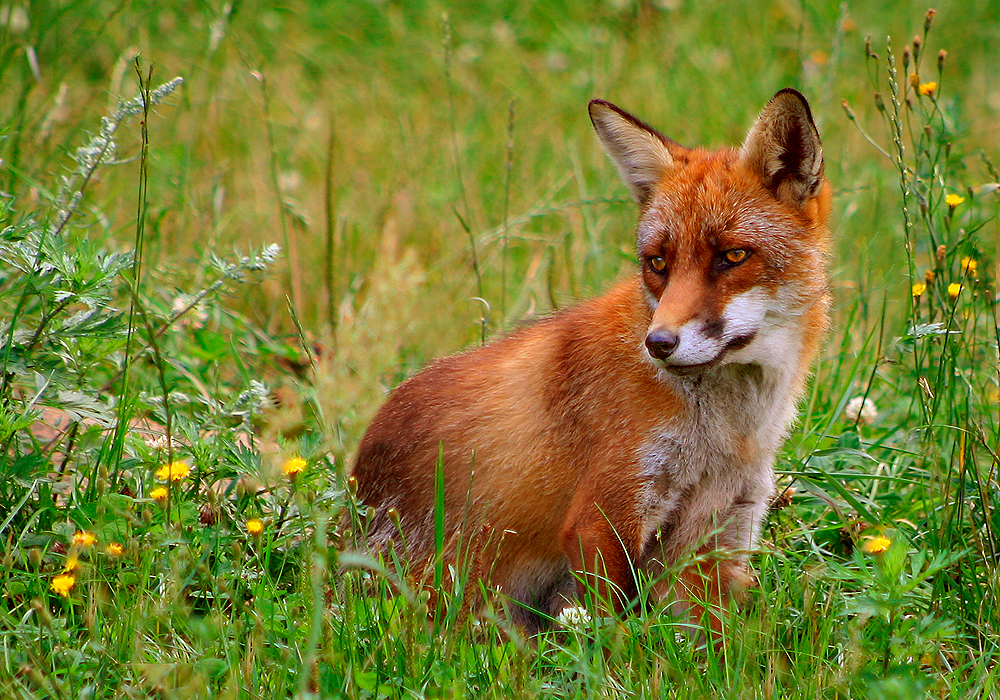
Vörös róka
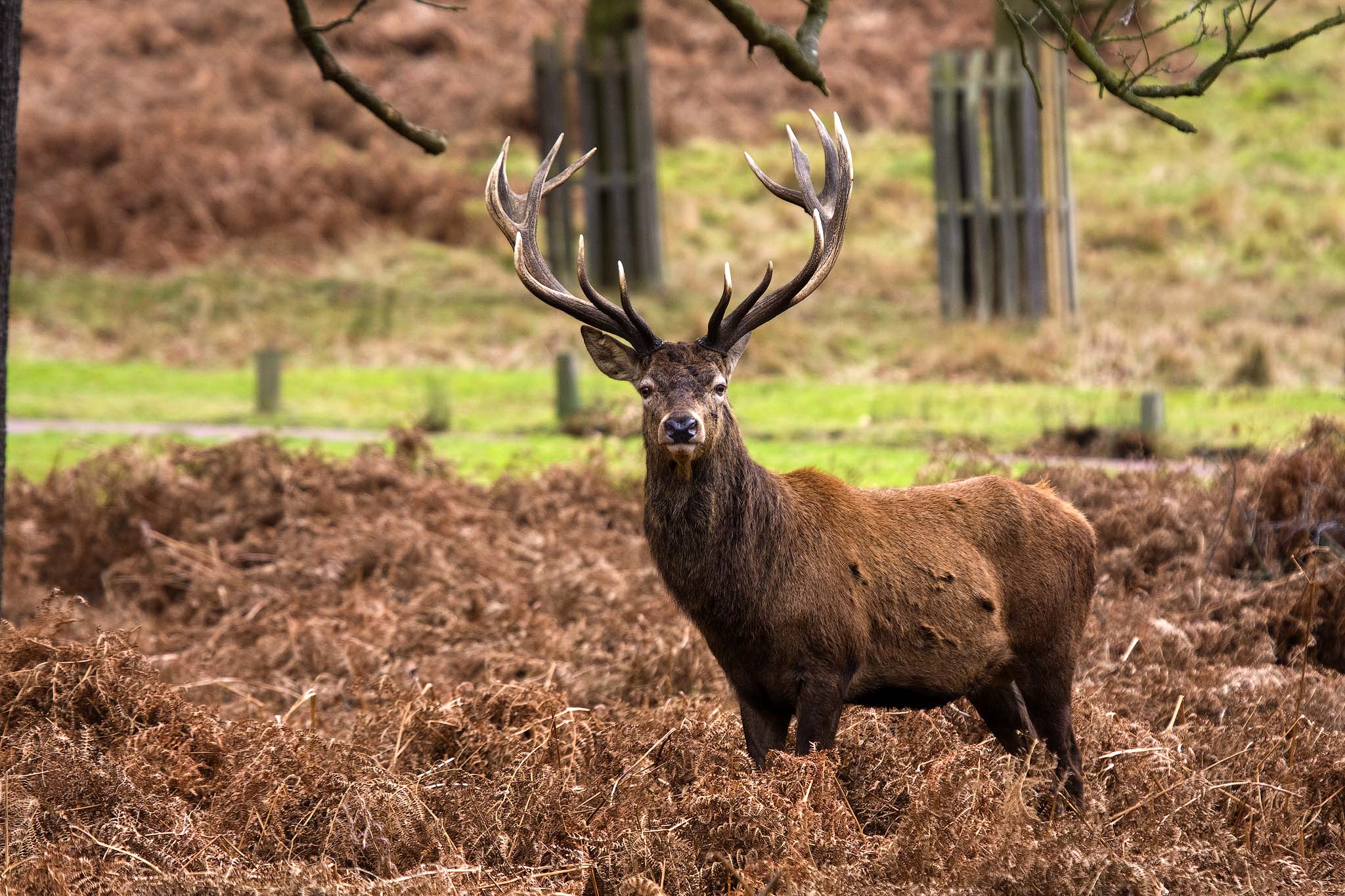
Gímszarvas
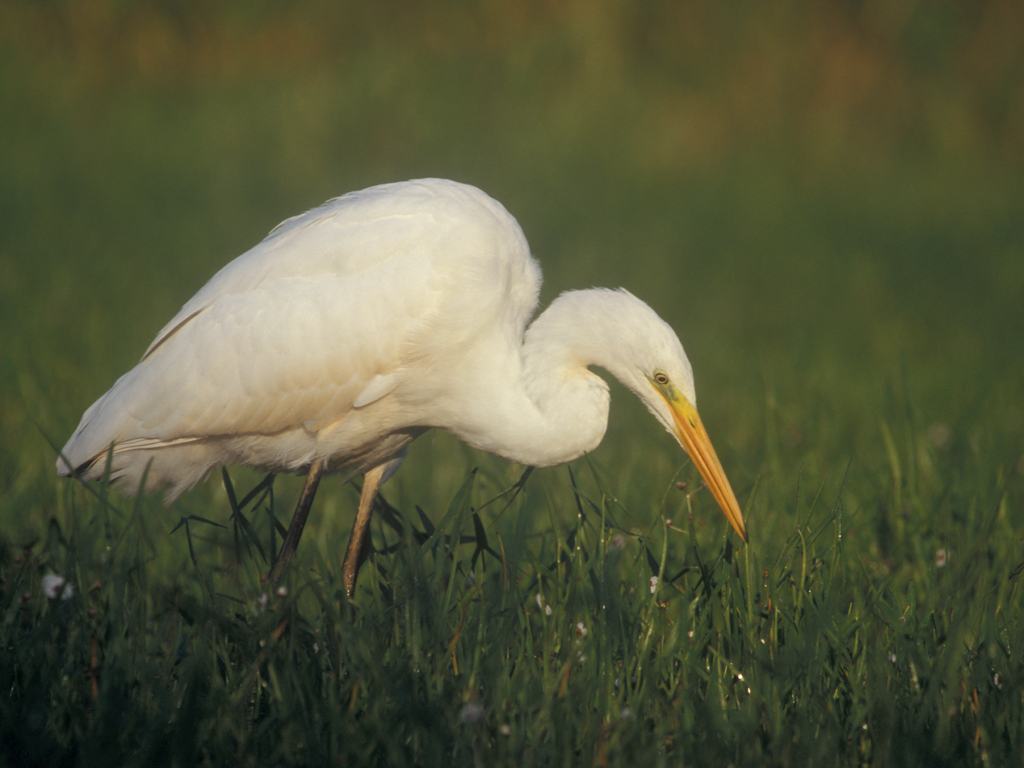
Nagy kócsag
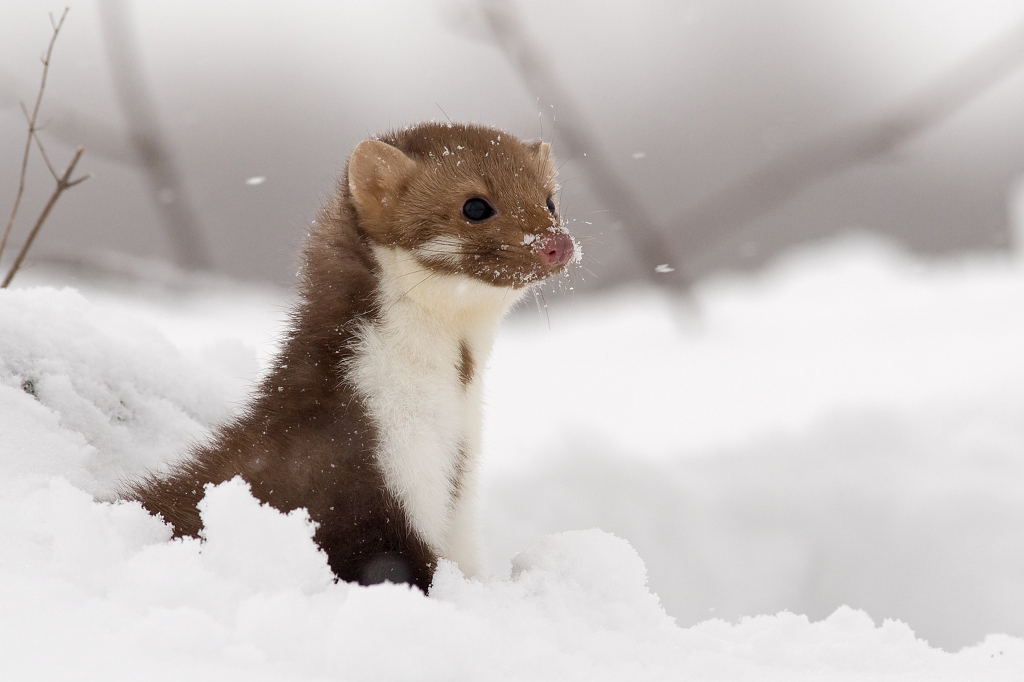
Nyest
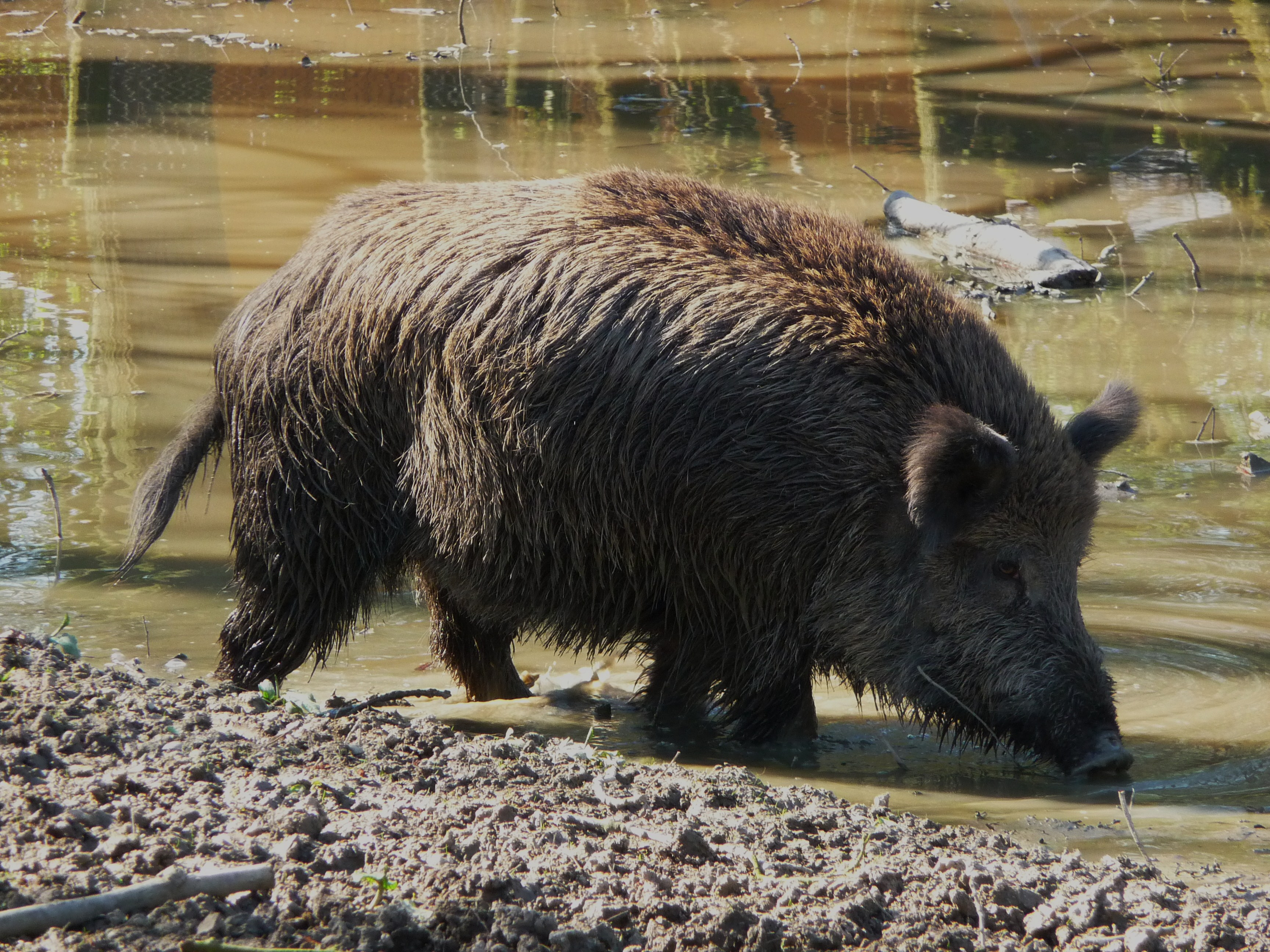
Vaddisznó

## Történelem

### Az őskortól a római korig
Az őstörténeti korban ezen a tájon, a füves pusztákon a mamut dús legelőkre, a rinocérosz pedig sűrű mocsarakra találhatott. Aztán megjelent a neolit kor ősembere, aki a Duna mentén haladt nyugatnak, de kisebb csoportokba oszolva, letért az erdővel borított magaslatokra, olyan kőzetek után kutatva, amelyek tűzön szilánkolhatók voltak, vagy finom szemcsés keménységük következtében élésre csiszolható kőeszközöket adtak.
A már ismert és feltárt kőkori telepek nyomán megállapítható, hogy a Baranya megyei Mecsek hegy elágazásain, majd Tolna megyén áthatolva, a Kapos és Koppány vagy Füzér folyók völgyein jutottak a somogyi térségbe. A Kapos vízmedre körül a népesség gyors növekedése terjeszkedésre kényszerítették Somogy őslakóit. Így jutottak el a Dráva mellék kevésbé ingoványos területeire és a Rinya- és a Dombó-csatorna medrén felfelé terjeszkedve pedig Somogynak Zalával határos részeibe.
A felszínre került őskori leletekből megállapítható, hogy kivéve a nagy kiterjedésű ingoványos területeket, Somogy megye területe minden irányban őstelepektől behálózott térség volt. A telepeknek a középpontja a Szalacskai magaslat volt. Az ősember legszívesebben a természet alkotta sziklabarlangokban vert tanyát, de mivel ilyeneket Somogy megye területén nem talált, a magaslatokon barlangszerűen bevájt üregekben tanyázott és azok nyílását állatbőrrel fedte el. Ilyen barlanglakások nyomaira bukkantak a Szalacskai hegyoldalban. A sík területeken pedig méhkas alakú vermet vájtak és annak kéményszerű nyílásán át, növényrostból font hágcsó segítségével közlekedtek.
A Kr. e. 2000 évet megelőzőleg új népáradat hozta az emberiség bölcsőjéből a bronzkori műveltséget. Az új vándortörzsek szellemi fölényükkel uraivá lettek Somogy kőkori telepeinek. Állatbőrök helyett szőrmeruhát viseltek, barlang- és veremlakások helyett cölöpviskókat emeltek a víz borította területeken. Edényeiket finom, iszapolt agyagból készítették és gyakran berakott mészdíszítéssel látták el. Míg a neolit őslakosok földbe temetkeztek, a bronzkori új népesség meghonosította a halottak máglyán való elhamvasztását, majd urnába gyűjtve, bronzékszerekkel és fegyverekkel együtt, a magaslatok oldalaiba temették el maradványaikat.
A Kapos völgyben, Szarvasd határában, 1891-ben több, majdnem kőkeménységű cölöpre akadtak, zöldpatinás bronzüsttel és jellegzetes edénytöredékekkel együtt. Ugyancsak cölöpépítmények nyomaira akadtak a Kapos völgy északabb partján levő Hangyálosi-dűlőben. A magaslatokat, hegyoldalakat földvárakkal megerősíthették. Ma már csak nagyon gyakorlott szem ismeri fel az őskori földvárakat és a többszörös lépcsőszerű körgyűrűket. E földvárak nemcsak a bronzkorban voltak használatban, de megnagyobbodva, megerősítve a vaskorban is.
Ilyen földvárak egész sorozatával találkozhatunk a Kapos víz mentén elterülő magaslatokon, a Kata hegyen és a Zselici hegyek nyúlványain. Találhatunk őskori földvárakat a Balaton somogyi partján, a fonyódi magaslatokon kívül is, így Somogyváron és környékén, nemkülönben Somogy Dráva menti részein. Somogy megyében a régészek számos bronz lelőhelyet tártak fel. Ilyen a simonfai, orczi és törökkoppányi, de a legnagyobb és leggazdagabb a kéri, amelyik urnába rejtve, 1883-ban, szántás alkalmával került felszínre. Ezenkívül számos bronz ékszer, dísz, közöttük két pompás, hengeres szalagtekercs és korongos fejű bronztű került elő a föld mélyéből. A leletben még egy teljesen ép bronztőr is előfordult. A bronzkincseket valószínűleg a vaskor első népáradatainak inváziója elől rejthették el.
Somogy vármegye vaskori műveltségének kezdete az i. e. 1. évezred közepe tájára tehető, amikor megkezdődött a kelták költözködése Galliából. A kelták többsége Itália felé húzódott, de egy másik csoport a Rajna mentén, a Duna melléki tartományok felé vette útját és leigázva az őslakókat, urává lett a későbbi Pannóniának. Az egyik népesebb törzse, a Duna mentén lefelé haladva a Kapos víz mentén jutott Somogyba és megszállta a Szalacska menti őstelepeket. A régészeti leletek alapján megállapíthatjuk, hogy Szalacskán székelt az egyik népesebb kelta törzs fejedelme. Innen terjeszkedtek, kisebb csoportokra oszolva, Somogyon át, a szomszédos vármegyékbe is. A szalacskai keltaság félezer éves uralma annyi emléket hagyott reánk Somogyban, a mennyit hazánkban egyetlen más őskori terület sem hagyott. Szalacska műkincseinek érdekességét és gazdagságát csak fokozza az, hogy amikor a rómaiak meghódították a kelta telepeket, cserekereskedést folytattak a Római Birodalom távoli területeivel, így Etruriával is. A közlekedési főút az őskorban a mainál sokkal nagyobb vízhozamú Kapos folyó volt.

### Kézművesség
A bronzkori öntőminták Somogy megyében arról is tanúskodnak, hogy nemcsak használták, de készítették is az eszközöket, fegyvereket, díszítő tárgyakat az itt letelepedett kelták. És arról is tanúskodnak a leletek, hogy különösen értettek a vas kovácsolásához és edzéséhez. Nagy tökélyre vitték a fémöntést is. A kelta ékszerek öntőmintái bronzból készültek. Fejlett agyagipart is űztek. Az edények készítésénél kisebb súlyt fektettek a díszítésre, mint az agyag finomítására iszapolással. A kelták edényeiket már nem szabad kézzel, tapasztással, hanem korongon készítették. Legjellegzetesebb díszítés az edény alsó domborulatán elhelyezett dinnyeszerű gerezdezés. Színük sárgásbarna- vagy grafitmázú volt.
Ismert kelta régészeti lelőhelyek Mocsolád, Bogát-puszta, Babod puszta, Szólád, Hedrehely, Berzence, a kaposvári csererdő és az iszáki magaslat. De Somogy vármegye legnagyobb őskori nevezetességének a szalacskai kelta pénzverő- és öntőműhelyt tekinthetjük. Az öntőműhely, amint azt feltárt berendezése is mutatja, a dunántúli kelták legvirágzóbb ipartelepe volt a Krisztus születését megelőző utolsó századokban. A szalacskai ötvösművesség kiterjedt iparága lehetett az itteni keltáknak és feltehető, hogy erre épülve alakult ki ebben a régióban a római fém és ötvösművesség. A magas művészi színvonalán álló római leletek is nagy számúak a térségben és külön említést érdemel, hogy az itt készült és talált kék edzésű kardok, lándzsák, tőrök, kések szívósságukkal és ellenálló képességükkel közel állnak a napjainkban-forgalomban levő acél eszközökhöz.

### A római hódítás
A rómaiak már Octavianus alatt, Kr. e. 34-ben megjelentek a Dráva és Száva közén, majd a Kr. u. 8. évben foglalták el a térséget. Valószínűleg Domitianus uralkodása alatt (85–92) nyomultak be a római légiók a mai Somogy vármegye területére.
Pannonia teljes és végleges meghódítását Marcus Aurelius római császárnak tulajdonítják.
Traianus császár uralkodása alatt, a 105–107. években, a tartományt kétfelé osztották. A mai Somogy vármegye területe Felső-Pannónia (Pannonia Superior) területéhez tartozott. A rómaiak főfészke, a kelták példáját követve szintén a mai Nagyberki határában emelkedő Szalacska hegy volt. Ezen kívül jelentékenyebb római táborhely vagy helység a mai Somogy vármegye területén nem létezett. A rómaiak kiterjedt útépítései ellenére is csak egy utat építettek Somogy vármegyében, amely Marsától (Eszék) kiindulva, Sopianaen (Pécs) át, Somogy megyén keresztül vezetett Mogentianaeba (Keszthely) és onnan tovább Scrabantia (Sopron) felé. A Kr. u. 4. században, a germán népvándorlás idején, jazigok és vandálok telepedtek le a térségben.

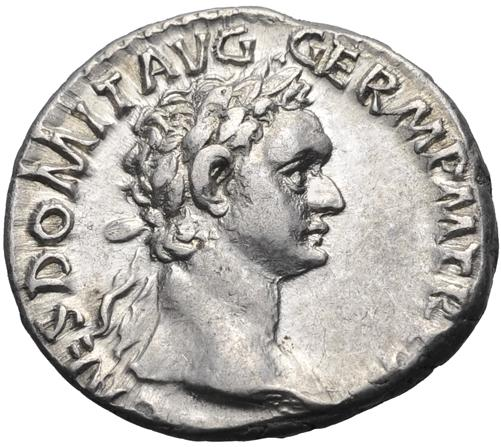
Domitianus római császár hódította meg a mai Somogy területét

A Balaton-kultusz is a rómaiak koráig terjed vissza. Vannak feljegyzések és nyomok, hogy a rómaiaknak Pannoniában tartózkodó vezérei és római patriciusok is szívesen tartózkodtak a Balaton mellett, sőt hogy állítólag Augusztus császár is, egész udvarával, nyári üdülésre a Balaton vidékére költözött.

### A hunok időszaka
Az 5. század elején azután a hun törzsek szállták meg Pannóniát és ezzel együtt Somogy vármegye területét, Attila vezetésével, több lépcsőben. Attila halála után 452-ben a hatalmas hun birodalom összeomlott és a Balaton és Dráva közötti térségben egymást váltották a Nyugat felé nyomuló germán törzsek, míg végül a longobárdok kivonulásával az avarok szállták meg Pannóniát, azaz a Dunántúlt, akik akkor már egész Magyarországot birtokolták.

### Avarok
Az avar birodalom a 8. és 9. század fordulójáig állt fenn és ezen időben a Balaton és Dráva közötti területet mindinkább elözönlötte a szlávság. A beköltözködő szlávok békés földművesekként váltak az avarok alattvalóivá. Az avarok birodalmában a 8. századra eluralkodtak a belső viszályok, ellenségeskedések, hatalmi harcok, ehhez társult a lakosság erkölcsi romlása. Az erejét vesztett birodalom bukásához, közvetlenül, a német-római császárság terjeszkedési szándéka vezetett, amikor katonai vereséget mértek az avar seregekre 786-ban. A végső tőrdöfés akkor érte az avarokat, amikor a kereszténység kényszerű felvétele ellen 799-ben fellázadtak és újból vereséget szenvedtek. Ebben az utóbbi, négy évig tartó irtóháborúban a Balatontól délre eső területen az avarok csaknem teljesen kipusztultak.
A frankok az avarok felett aratott győzelmük ellenére ekkor még nem szállták meg az elhódított területet. Nagy Károlyt lekötötték a szászokkal, nyugati és déli szomszédaival folytatott küzdelmek. A bajorok betelepedése a lakatlan, néptelen Duna és Dráva által határolt térségbe már a 9. század elejétől megindult, de otthonteremtésre, települések kialakítására, sőt mezőgazdasági hasznosításra csak a megye déli és nyugati sávja volt alkalmas. A Balatontól délre az egész parti sáv, a Zala folyó torkolatának vidéke, víztől elárasztott, mocsaras vidék volt. A térség többi részét, domb vonulatait pedig nagyrészt sűrű erdők borították.
817-ben Lajos, Nagy Károly fia és utóda a Keleti Frank Birodalom határát kiterjesztette és megszállta ezt a lakatlan földet, ami még ekkor sem volt alkalmas tartós megtelepedésre. A lakatlan keleti Pannon terület első telepesei szlávok lettek. Amikor 833-ban a Morva birodalmat megalapító Mojmír elűzte Pribina nyitrai fejedelmet és hatalma alá vonta az egész Dunától Északra elterülő térséget, Pribina behódolt a keleti frank királyság akkori uralkodójának, Német Lajosnak, aki a menekülő szláv törzseknek ezt a vidéket jelölte ki lakhelyül. Miután Pribina felvette a kereszténységet 847-ben birtokosa is lett az addig csak haszonélvezőként uralt régiónak. A Zala-folyó partján Mosaburg (későbbi Zalavár) néven várat és abban templomot építtetett, melyet Liupramm salzburgi érsek 850-ben szentelt fel. Ettől kezdődően Pribina hercegségébe újabb és újabb szláv jövevények érkeztek, most már a Balaton és a Dráva folyó közötti területre is, de mivel a földrajzi adottságok változatlanok voltak, számuk még továbbra is igen korlátozott lehetett.
Pribinát, aki a frankok hűbéreseként harcba szállt a frank királyság oldalán a Morva fejedelemség ellen, 861-ben megölték. Fia Kocel még örökölte halála után a hercegi címet és a későbbi Zala, Somogy és Baranya feletti uralmat, de Kocel halálával a friauli herceg fennhatósága alá került a régió.

### Magyar uralom kezdetei
A fuldai évkönyvek adatai szerint a magyarok először 894-ben kerültek kapcsolatba Pannóniával, amikor még a bajorok szövetségeseként védték a morva fejedelemség betörése ellen a Duna jobb parti területet. Ekkor azonban a törzsszövetség szálláshelyei még Etelközben voltak. 898-ban Árpád a törzsszövetség akkori vezetője, függetlenítette magát Arnulf keleti frank királytól és a birtokba vételt megcélozva rohamozta a bajor fennhatóságú területet. Komoly ellenállásba nem ütközhetett, ugyanis ilyenről a krónikák vagy egyéb írásos szövegek nem emlékeznek meg. A térség változatlanul gyéren lakott, földművelésre alkalmatlan volt, ámde a gazdag legelők jó hátteret kínáltak a nomád nép méneseinek, gulyáinak. Ezért feltételezhető, hogy már a honfoglalás első szakaszában telepedtek le a Dél-Dunántúlon magyar csoportok. Egyes nyelvészek szerint a Dél-Dunántúl mai „őző” tájszólása ezeknek a magyarul beszélő honfoglalóknak nyelvi sajátossága volt. A Dunántúl legnagyobb részében a magyar ajkúak másik csoportja az őslakos szlovének leszármazottja, akik a honfoglalást követően magyarosodtak el. 899-ben már a magyar törzsszövetség uralta Pannóniát.
Az Árpád nemzetség itteni letelepedésére utalnak a Fajsz és Juta helynevek. Jutas (Jutócs, Jutocsa) valószínűleg Árpád egyik fia és Fajsz édesapja volt, aki 944 körül, a magyarok fővajdája (vezére) volt. Kettőjükről Bíborbanszületett Konstantin bizánci császár is megemlékezik. Anonymus krónikája szerint Árpád másik fia, Zoltán besenyő felesége révén besenyő nemzetségeket is telepített le Alsó Pannóniában. A besenyők somogyi telepeiről a székesfehérvári János-lovagok részére III. Béla királytól 1193-ban kiállított megerősítő levél emlékezik meg, de emléküket a helynevek is őrzik a megye területén. Így Rinyabesenyő, amelyről 1437-ből van okleveles adat, továbbá a Lengyeltótihoz tartozó Feketebézseny- és Fehérbézseny-puszták.
A krónikák szerint a Balaton déli partja mentén volt a szálláshelye egy másik honfoglaló törzsnek, a Lád vagy Vérbulcsú törzsnek. Ennek volt a vezére az a Bulcsú, aki 955-ben az augsburgi csatát követően a németek kezébe került és Léllel együtt felakasztották.
Bogát emlékét szintén egy hasonnevű falu őrizte meg a vármegyében, melyről 1229-ből van adatunk (a mai Alsó- és Felsőbogát-puszták). Bogát, akit Bulcsú apjaként említenek a krónikák, történetileg igazolt személy, mert 921-ben vezetett egy hadjáratot olasz földre és ott Veronát ostromolta. Egyes történészek szerint ebből a törzsből származott Koppány is, aki Szent István ellen az első nagy pogány lázadást megszervezte és vezette. A kutatók többsége Koppányt Zoltán unokájának, Árpád ükunokájának, Tar Zerind fiának tartja.
Koppányt a krónikák somogyi hercegség vezérként említik és az ő székhelye volt Somogyvár. István, miután legyőzte Koppányt, aki a harcban életét vesztette, a Szent Márton tiszteletére épült pannonhalmi monostornak ajánlotta fel Somogy megyét.
Koppány legyőzetése után nemcsak az egyház, hanem a lázadók elleni harcban segédkező jövevény lovagok is nagy adományokban részesültek Somogyban. Ekkor kapott a Dráva mentén nagy birtokot Theobald gróf, akitől a vármegye történetében utóbb nagy szerepet játszó Tibold nemzetség ered. Főlakóhelyük az 1232. évi oklevél tanúsága szerint a Dráva parti Babócsa volt.

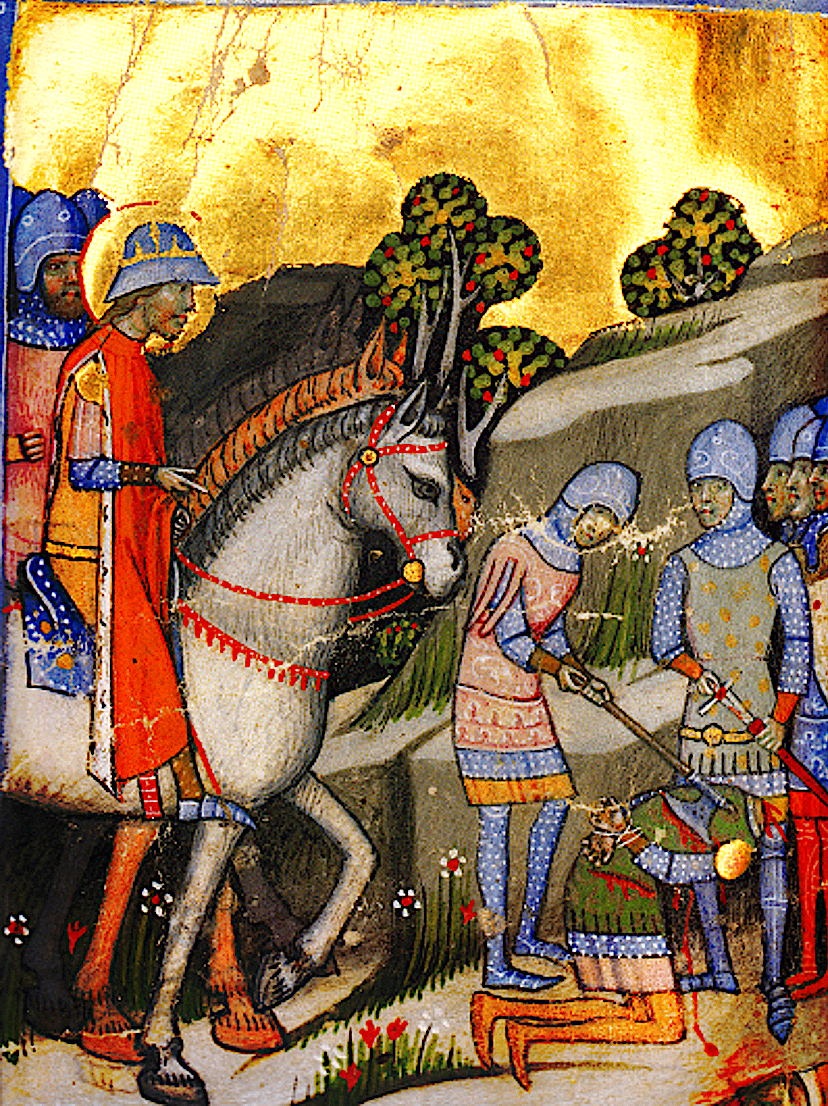
Koppány vezér, a Somogyi Hercegség egykori vezetője

A Koppány legyőzése után alapított királyi birtoknak, várispánságnak, majd vármegyének Somogyvár lett és maradt hosszú évszázadokon keresztül a központja. Szent László király nevéhez fűződik a Somogyvári apátság alapítása. Egyes kutatók szerint az 1055-ben I. Endre által alapított Tihanyi apátság alapítólevele, a legrégebbi fennmaradt magyar nyelvű írásos emlékünket a Somogyvári apátságban készítették. Itt volt Szent László eredeti sírhelye is, ahol 100 évig feküdt, csak szentté avatása után helyezték örök nyugalomra Váradon. I. László király abban az évben alapította a monostort, amelyben Horvátország egy részét elfoglalta és a kunokat legyőzte.
A franciaországi Saint Gilles-ből beköltözködő szerzetesekkel együtt, egy franciák által lakott település is kialakult a vár és kolostor körül. A Somogyvári monostor alapításával az ország szívében olyan „francia gyarmat” keletkezett, amelynek tagjai közé még másfél század múlva sem vettek fel mást, mint franciát. Szent László ekkor alapította a zágrábi püspökséget is és a somogyi térséget ennek egyházi fennhatósága alá helyezte. Feltehető, hogy ekkoriban lett a Dráván túli terület igazgatása a somogyi ispán feladata és ekkor csatolta László király a Dráva és Zsdala között elterülő szigetet is Somogyhoz. Még egy érdekesség a 11. századból. A mai Siófok, Fok néven ekkor még Somogy vármegyéhez tartozott és az okiratok szerint a Tihanyi apátság birtoka volt.
A magyar történelemben Somogy megye 1199 közepén szerepelt újból, amikor Imre király, III. Béla rövid életű idősebb fia, a trónkövetelő öccsével, Endrével, Balatonlelle és Balatonszemes között, a mai Rád-pusztánál, megütközött. Imre heves küzdelem után legyőzte öccsét, de 5 évre rá rövid betegség után váratlanul meghalt. Utóda fia, III. László néhány hónap múlva szintén elhunyt és így lett III. Béla fiatalabb fia a király. II. András a szentföldi hadjárata alatt a szentföldi János-lovagoknak adta a Csurgó melletti földet, le egészen a Dráváig.

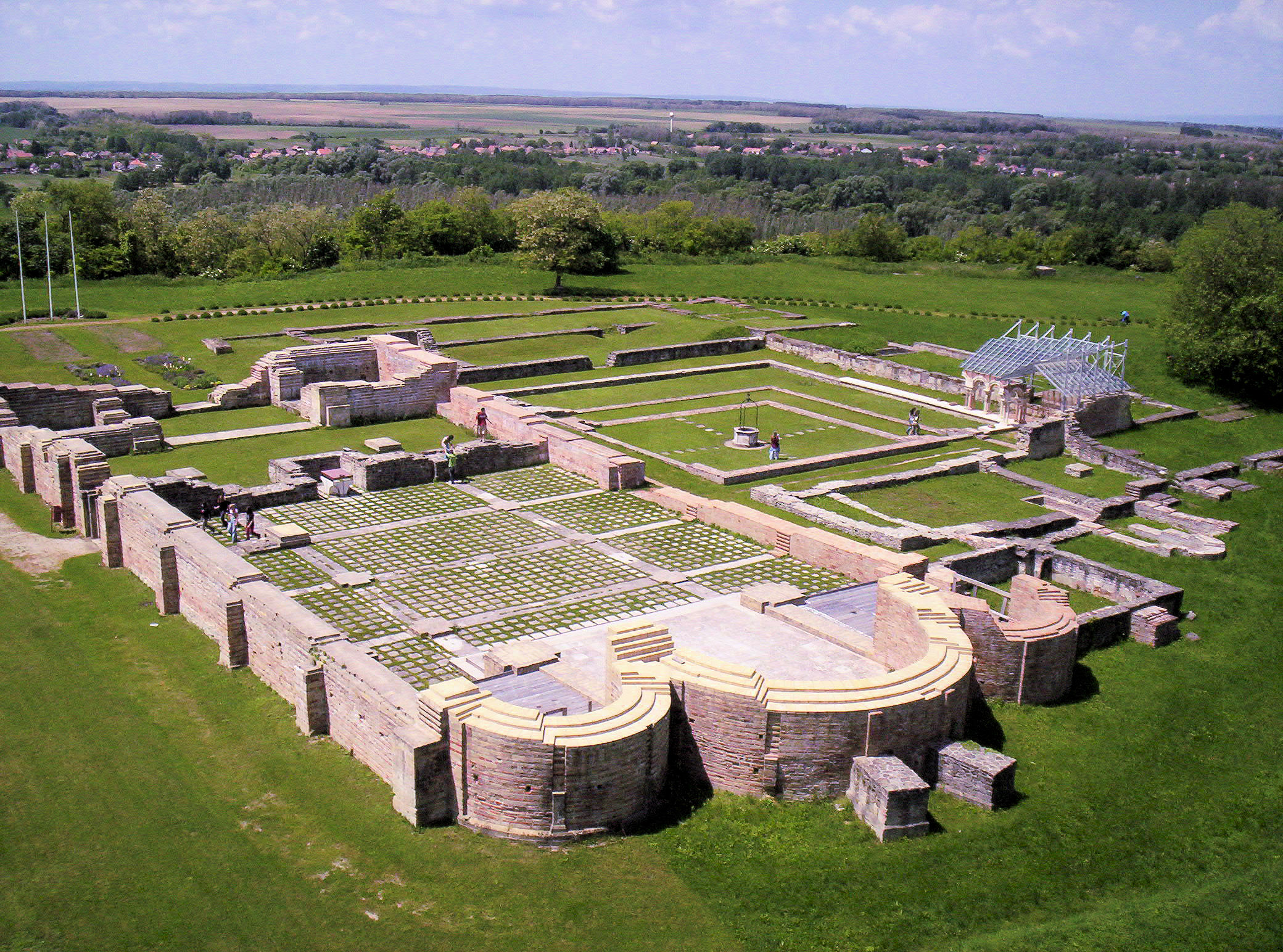
A Szent László által alapított somogyvári Szent Egyed apatság

### A tatárjárás után
A tatárjárás után a királyi vármegyeszervezet felbomlott, de IV. Béla újra szervezte az ország közigazgatását és a királyi vármegyék hálózatának és neveinek megtartásával kialakította a nemesi vármegye rendszert, ahol a vármegye felső vezetése, a király által kinevezett főispán kezében maradt, ami a központi hatalom ellenőrzési és felügyeleti jogát biztosította, de a vármegye belső irányítását a vármegyei nemesek által választott alispán látta el.
IV. Bélát tekinthetjük második honalapítónknak is, mivel a mongolok elvonulása után a romokba döntött, elnéptelenített országot megóvta a teljes megsemmisüléstől. A tatárjárás után újraszervezett Somogy megye keleti határán Szigetvár várát és városát olykor Baranya vármegyéhez, máskor Somogyhoz sorolták. A Kapos folyótól Északra a Törökkoppányig terjedő hosszas kúp alakú területet néha Tolna vármegyéhez számították. Viszont délnyugaton, a Dráván túli Légrád helység Somogy vármegyéhez tartozott.
A 13. és 14. században Somogy vármegyének a Zala vármegyével és a Dráva-folyóval határos délnyugati, nagyjából háromszög alakú csücske külön státusszal bíró kerület volt. Ez volt a Segösdi vagy Segesdi kerület, független volt a somogyi várispánságtól és a mindenkori királyné koronauradalmának számított, mely a királyné udvartartási költségeinek fedezésére szolgált. Ez a kerület magában foglalta a mai csurgói járást és a mai nagyatádi járás egy részét. A Segesdi kerület élén külön ispán állott, akit a királyné rendelt ki. A Segesdi kerületben lakó népek különféle szolgálmányokra voltak kötelezve. E kötelezettségekkel szemben azonban a lakosok több kiváltságot is élveztek.
Segesd nem egy ízben menedékül is szolgált a királyi család tagjainak. Már IV. Béla, 1242-ben a Dalmáciából hazatérőben megszállt Segesden és a Muhi csatában sebet kapott nagybátyja, Kálmán herceg is itt pihent meg egy ideig. 1289-ben pedig, IV. László király neje, Anjou Izabella, vagy ahogy Magyarországon nevezték Erzsébet, a Nyúl szigeti kolostor rabságából szabadulva költözött Segesdre.
A török idők után a Segesdi kerület a Belső-Somogy tájegység nevet kapta. A tájegység központja Csurgó lett, ahol az első somogyi gimnáziumban Csokonai is tanított.
Északkeleti részén a Kapos völgyétől a Balatonig terül el a megye dombjainak, de somogyiasan hegyvidékének az a tája, melyet Külső-Somogynak kereszteltek. Legmagasabb pontjai 312–315 méter magasak. Területének művelődési és igazgatási központja Somogyvár volt, amely nemzetségfői, később ispánsági székhely volt. A Jaba, a Kis- és Nagykoppány hosszú és igen széles bozótos, tőzeges völgyeiben valamikor malmok sora őrölte a búzát, vagy fűrészelte az épületfát, Külső- és Belső-Somogyot ék alakban a Nagyberek végtelen nádvilága választotta szét. Ha előző két tájunkon az ijesztő erdők, itt a teljesen úttalan, csak zsombékozással és bödönhajóval járható berek rettentette az erre a tájra merészkedőket. Ettől Délre terült el a Zselic erdősége, ahol gyönyörű, úgy mondják, őshonos piros törzsű zselici fenyvesek tarkították a tájat. A Kapos folyó Kiskorpádtól Kaposváron át húzódó széles völgyét a somogyi nép Vízmentének mondta, ez választotta el Külső-Somogyot Zselictól. Somogy megye külön tájegysége a Dráva menti síkság, a kanyargós, gyors folyású Dráva folyót Észak felől övező széles völgy.
Visszakanyarodva a történelmi események sorára IV. Béla uralkodásának a tatárjárás utáni periódusában sokat hadakozott fiával, a trón utóddal Istvánnal. Eközben sokat támaszkodott kisebbik fiára, Bélára, akinek 1263-ban a szlavóniai hercegségéhez Baranya, Somogy, Zala és Vas vármegyéket is hozzácsatolta. IV. Béla ország építő munkájának ára is volt, mégpedig az, hogy a kifosztott, elnéptelenített ország újjáépítéséhez be kellett vonnia a hatalomba az ország főurait, nagy birtokosait, ezek pedig kihasználva a vissza nem térő lehetőséget, kiskirálykodtak, hatalmaskodtak az országrésznyi birtokaikon. Elkövetkezett Somogyban is az az idő, midőn sem törvény, sem oklevél nem biztosította a birtokot, csupán a vár és a fegyver.
IV. Béla unokája IV. László uralkodása alatt már teljes volt az anarchia az egész országban. Somogy megye is a belső harcok visszatérő színhelye maradt. Főként a Csákok és a Héder nemzetségbeli "Henrik fiak" között dúlt a harc a hatalomért. III. Andrásnak többször is fegyveres harcot kellett folytatnia Somogyban az ország egyik leghatalmasabb oligarchája Németújvári Héder Iván és társai ellen, akit 1301-ben bekövetkezett haláláig sem tudott legyőzni.
III. András király halála után két hatalmas párt harcolt egymással, az egyik, élén Németújvári Ivánnal, a szabad-királyválasztás jelszavával csoportosította zászlaja alá mindazokat, akik az utolsó évtizedek alatt féktelenségükkel, zsarnokoskodásukkal szereztek maguknak hírnevet, a másik volt a nápolyi Anjouk pártja, mely már egy évtized óta küzdött, hogy V. István unokája, II. Martell Károly fia, I. Károly Róbert jusson az Árpádok örökébe. Ezek a harcok országos pártküzdelmek formájában zajlottak, de Somogyban a fegyveres összecsapások is rendszeresek voltak. A szabad királyválasztás hívei Venczel cseh királynak ajánlották fel a koronát, aki maga helyett hasonnevű fiát ajánlotta. A cseh királyfit még 1301 augusztusában megkoronázták. Az új király hálája nem is maradt el. Héder Iván 1301 október 20-án már Venczel tárnokmestere, Szlavónia bánja, Somogy-, Tolna-, Baranya- és Bodrog vármegyék főispánja volt. Iván így a Dél-Dunántúl korlátlan ura lett. Azonban ez a féktelen természetű ember, évtizedek óta az egész Dunántúl rettegett réme, mindenkit elriasztott maga mellől és így végül az Anjou párt diadalmaskodott és évekig tartó huzavona után 1307-ben Anjou Károly Róbertet a rákosi országgyűlésen királlyá választották.
Lassan, lépésről lépésre Károly Róbertnek sikerült úrrá lenni az oligarchákon, 1320-ban már legyőzte az Amádékat, Németújváriakat és Csák Máté is meghódolt és a király uralta Somogy megyét. A 20-as évek végére országosan megszilárdította az utolsó Árpádok alatt megrendült királyi hatalmat. Bár a király, a földek harmadával a kezén, továbbra is az ország legnagyobb földbirtokosa volt, hatalma elsősorban nem birtokai méretén nyugodott, hanem a várak túlnyomó többségének birtoklásán. Az Anjou-korban a király mintegy 160-at birtokolt az ország 300 váraiból, míg például a Lackfiak, a legtöbb várral bíró főúri család, mindössze hetet. Nagy földadományok helyett a király a szolgálatokat úgynevezett honorok adományozásával jutalmazta. A honor megmaradt királyi tulajdon, a birtokosa a királyi tulajdon kezelője, haszonélvezője lett, de a honor nem volt átörökíthető, a király azt bármikor visszavehette.
Károly Róbert uralkodása alatt kerültek az élvonalba a Szécsényiek és szereztek birtokokat Somogy vármegye területén. Az Anjou korban emelkedtek fel még a Losonciak, a Bátoriak, a Széchiek és a Laczkiak. A megyegyűlések ekkoriban még Somogyváron voltak, de I. Nagy Lajos uralkodása alatt, a főispán elnöklésével tartott vármegyei közgyűlés jelentőségét mindjobban háttérbe szorította a nádor elnökletével tartott, rendszerint több megyére kiterjedő közgyűlés. Lajos király Mária leánya férjét, Luxemburgi Zsigmondot jelölte ki utódjául, de halála után a főurak egy csoportja a nápolyi Durazzói vagy Kis Károlyt hívta meg a magyar trónra, akit meg is koronáztak, de néhány hónap múlva merénylet áldozata lett és Zsigmond elfoglalhatta a magyar trónt. Ez idő alatt, a trónért folytatott viszálykodásban Erzsébet, Nagy Lajos özvegye és leánya, Mária többször megfordult a segesdi birtokukon és fegyveres összetűzésekre is sor került Kis Károly és a királynők hívei között.
Zsigmond uralkodása idején sokat változtak a birtokviszonyok Somogy vármegye területén. A Kanizsaiak, a Marczaliak szereztek jelentékeny birtokokat a vármegyében és külön kiemelendő a Rozgonyi család, amelyik a 15. században a vármegye nagybirtokosai közé sorakozott és e század közepétől vezetője lett a somogyi közéletnek. Meggazdagodásuk története Galambóc váránál vette kezdetét. Zsigmond 1428 tavaszán, mint már előtte is több ízben, megkísérelte visszahódítani a törököktől a stratégiai fontosságú Galambóc várát. A vár ostroma során és később a magyar sereg visszavonulásánál is kitüntette magát hősies magatartásával Rozgonyi Istvánné, született Szentgyörgyi Cecília, aki hajójáról, mozsarakból és vetőgépekkel, lőtte és irtotta a törököt. A család ennek a hős asszonynak köszönheti felemelkedését, gazdagságát és hírnevét.
Az ország életében ezután is meghatározó szerepet játszottak Somogy vármegye nagybirtokos családjai. Kaposujvár ura, a Héder-nembeli Tamási Vajdafi Henrik, Albert magyar király uralkodása alatt országbíró volt.
A somogyi főispán, Újlaki Miklós pedig, az ország egyik leghatalmasabb és leggazdagabb főura volt a 15. században. Hunyadi Mátyás uralkodásának első két évtizedében, a vármegye területén nevezetesebb esemény nem történt. Mátyás király uralkodásának végszakában telepedtek le a Báthoryak a vármegyében. Marczali László 1488-ban bekövetkezett halála után roppant kiterjedésű birtokai, a melyek Babócsa, Fejérkő, Gerecz, Zákány várak, Somogyvár, Marcali és Segesd városok körül csoportosultak, a Báthoryak kezébe mentek át, ezzel a vármegye legnagyobb birtokosaivá lettek a Báthoryak és egészen a török hódoltságig vezérszerepet vittek a vármegye közéletében.
Ebben az időszakban, 1498-ban, kapott címert Somogy vármegye II. Ulászlótól, aki az adománylevelében kifejtette, hogy ez adománnyal a vármegyét a Miksa hadainak 1490. évi betörése alkalmával tanúsított hűségéért és áldozatkészségéért óhajtja kitüntetni.

### A török hódítás
II. Ulászló és fia, II. Lajos magyar király uralkodása megint belpolitikai harcok jegyében telt. A legégetőbb probléma a főnemesek és a köznemesség között kialakult feszültség volt. A török fenyegetettség állandóan növekedett, de a belső ellentétek és a lakosság többségének elégedetlensége az összefogás és közös felkészülés ellen dolgozott és előre vetítette az árnyékát a katasztrófának, ami Mohácsnál be is következett. Ezt nagyon jól példázza, hogy a mohácsi csatavesztés okainak elemzésekor egyértelműen megállapítható, hogy ebben komoly szerepe volt a két legnagyobb védelmi erővel rendelkező főúr, Báthori István nádor és Szapolyai János erdélyi vajda közötti együttműködés hiányának. Mindkettőjük számára fontosabb volt saját presztízsük megőrzése, mint a haza sorsa. Biztos közrejátszott a csatavesztésben, hogy Szapolyai János seregével nem csatlakozott a Mohácsnál gyülekező magyar sereghez és megfosztotta azt egy komoly fegyveres erőtől. Az is tény, hogy a Báthoriak sem remekeltek a mindent eldöntő csatában, mintha tartogatták volna az erejüket egy majdani elképzelt Szapolyai elleni harchoz. Mohács lett a sírja sok-sok ezer magyar katonának, köznemesnek és főnemesnek egyaránt, ott pusztult maga a király is, de az ország legfontosabb vezetői, Szapolyai János, Báthory György nem vett részt a csatában, sőt nagyon valószínű, hogy Báthory András is távol maradt.
A mohácsi csata után a törökök csak egy töredékét szállták meg az országnak, de a király nélkül maradt nemzet még a meg nem szállt országrészben sem tudott úrrá lenni a helyzeten.
Amikor kiderült, hogy II. Lajos meghalt, először Szapolyai János erdélyi vajdát választották meg királynak, akinek az egyik fő támogatója, Szigetvár ura Török Bálint volt. 1527-ben meghalt János király legerősebb támogatója Frangepán Kristóf horvát bán és halálával egész Somogy vármegye Ferdinándnak esküdött hűséget. A Ferdinánd-párt feje Báthory István volt, aki a Somogyban nem volt ugyan birtokos, csak testvérei, Báthori András és György, de nagy volt a köréhez tartozó főurak tábora, többek között Szalaházy Tamás veszprémi püspök, aki a katolikus egyházban volt vezető pozícióban. Bár a köznemesség János király híve volt, a Ferdinánd-párti hatalmas főurakkal szemben nem tudta a küzdelmet sikerrel felvenni. Ugyanez év novemberében Székesfehérvárott királlyá koronázták Ferdinándot és így két királya lett Magyarországnak, Szapolyai János és Habsburg Ferdinánd. Ferdinánd királlyá választása után Báthori István Ferdinánd oldalára állította testvéreit, Báthori Andrást és Báthori Györgyöt is, az utóbbit Ferdinánd király meghagyta Somogy vármegye főispáni méltóságában. 1533 elején pedig, az akkoriban nagy kiterjedésű somogyi birtokokkal rendelkező Nádasdy Tamás is Ferdinánd mellé állt. És végül Ferdinándhoz pártolt rövid időre Török Bálint is, de ő 1536-ban már újra János király oldalán állt és röviddel rá elfoglalta a Ferdinánd-párti Zrínyiektől, török segítséggel Csurgót. 1537-ben Ferdinánd király hadat indított a török ellen a Dráván túlra, de hadjárata elakadt és 1538. febr. 24-én békét kötött a törökökkel, amelyet „Nagyváradi béke” néven ismer a történelem.
A békekötés értelmében Somogy vármegye János király uralma alá került, de a tulajdonképpeni ura Török Bálint lett. 1540 nyarán meghalt I. János király és a halálát követő zavaros időben a török szultán elfoglalta Budát és Magyarország királyává választotta Szapolyai János csecsemő fiát, János Zsigmondot. A török látva Török Bálint vitézségét, hadvezéri képességeit és elkötelezettségét a magyar ügy mellett, csapdába csalta, elfogta, majd haláláig Konstantinápolyi börtönben tartotta. Bukása mélyreható változást okozott a vármegyében. Roppant vagyona néhány év alatt szétfoszlott. Hívei Ferdinánd hűségére tértek, 1542. évi besztercebányai országgyűlés határozata értelmében, az utolsó Török birtokot, Somogy várat is elvetették az özvegy Török Bálintnétól. Ekkor vett búcsút Szigetvártól Tinódi Sebestyén is, az utolsó nemzeti vándorlantos, aki 1534–35 óta tartózkodott Szigetváron, ahol Török Bálint gyermekeit tanította. Okiratok szerint az 1540-es években, Báthori András lett a vármegye legnagyobb birtokosa. Szigetvár, mely azelőtt ismeretlen erősség volt, csakhamar országos jelentőségre emelkedett, Szigetvár a 15. század ötödik évtizedében már az egész vidék legjelentékenyebb véghelye lett. Ekkor Somogy vármegye területén, Szigetváron kívül a következő erődítmények voltak a király birtokában, Kaposvár, Koroknya, Szenyér, Segesd, Babócsa, Berzence, Bélavár, Vízvár és Csurgó. De Székesfehérvár eleste után, 1543-tól, a török hódoltság már félkörben körülvette a vármegyét és a gyakori török betörések következtében a megye lakossága állandó rettegésben élt, a határszéli területei teljesen elnéptelenedtek. A török megszállók 1552 nyarán tovább nyomultak előre és elfoglalták Görösgált. Szigetvár bevételét is megkísérelték 1554-ben, de ekkor még eredménytelenül. Egyelőre nem nyomultak tovább, de a török megszállókat kísérő pestis rettenetes csapást hozott a lakosságra. Az újabb török támadás Somogyban 1555-ben indult Tujgon budai basa vezetésével és már csak Szigetvár maradt a császáriak kezén. 1556 nyarán Szigetvár ostromát is megkísérelték, de nagy veszteségeket szenvedtek és újból visszavonulásra kényszerítették őket a szigetvári védők. Ali felszedte táborát és Pécsre vonult vissza. 1556 nyarán Ferdinánd nagy sereget gyűjtött össze és offenzívát indított a Dunántúl visszafoglalására, melynek élére másodszülött fiát, Ferdinánd főherceget állította. A hadjárathoz fűzött remények nem teljesedtek. Az 1556. évi hadjárat egyedüli eredménye az volt, hogy Szigetvár környéke megtisztult a törököktől.
A törökök azonban nem adták fel tervüket, hogy a kulcsfontosságú Szigetvárt elfoglalják. Tervük azonban Horváth Márk éberségén újra hajótörést szenvedett. Még mielőtt a törökök felkészültek volna, Horváth a védőkkel kitört a várból és a török hadat szétverte. Ali ezek után megszégyenülten hazatért Konstantinápolyba. Az 1558. év folyamán szakadatlan harcok színhelye volt a vármegye területe. Horváth Márk, aki az elmúlt évtizedben eredményesen és hősiesen védte Szigetvárt, 1561. évi aug. 20-ika táján elhalálozott és Ferdinánd Zrínyi Miklóst nevezte ki szigetvári kapitánynak. 1565-ben a török portán a háborús párt kerekedett felül. Szulejmán 1566. évi ápr. 25-én indult el Konstantinápolyból Bécs meghódítására, de mikor arról értesült, hogy Zrínyi Miklós a tirhalai szandzsákbéget Siklósnál seregestől tönkreverte, seregével új irányt vett Szigetvár megvívására. Szigetvár ekkor három részből állott. Az Újvárosból, az Óvárosból és a tulajdonképpeni várból. A török támadása elsősorban a leggyöngébb pont: az Újváros ellen irányult. Aug. 7-én a török had elfoglalta az Újvárost és 20-a körül az Óvárost is, ekkor a védők kénytelen voltak a várba visszahúzódni. Hatalmas tüzérségi előkészítés és a bástyák felrobbantása után rohamozták a törökök ismételten a belső várba szorult védőket, akik többször is visszaverték a rohamot, hatalmas veszteségeket okozva a támadóknak. De a védők száma is állandóan fogyott és aug. 29-én Szulejmán szultán is lóra ült és maga vezette rohamra az ostromlókat. A várbeliek ezúttal is hősiesen megállották a helyüket, a támadást elkeseredett küzdelem után visszaverték, mely alkalommal több ezer török esett el, úgyhogy a várárkok egészen megteltek török holttestekkel. Öldöklő harc kezdődött. A vég szeptember 8-án következett be. Amikor Zrínyi már látta, hogy minden hiábavaló, a felmentő seregre hiába várnak és erejük végére értek, utolsó néhány száz harcosával díszbe öltözve kirohanást vezetett az ostromlók ellen, ahol mind egy szálig hősi halált haltak, Zrínyi Miklóssal együtt. Szulejmán sem örülhetett a nagy veszteségek által kivívott győzelemnek, mert, ahogy utólag kiderült, ő is életét vesztette az ostrom utolsó napjai alatt, állítólag gutaütés érte. Megjegyezni kívánjuk, hogy Miksa király győri, Károly főherceg muraközi tábora tétlenül nézte a Somogy megyei várak elestét és Szigetvár élet-halál küzdelmét. A török nagyvezér Szigetvár bevétele után gyorsan újra építette a várat és a harctéren sem maradt tétlen. Az egész vármegyében szanaszét portyázó hadai elfoglalták Csákányt és Csurgót, majd Babócsát kezdték vívni, amelynek őrsége egy rohamot vissza is vert, de miután segítséget sehonnan sem várhatott, felgyújtotta a várat és titkos kijáratokon elmenekült.
Babócsa eleste után a beglerbég Bélavárnál, Vízvár közelében, ütött tábort. Berzence, Vizvár, Zákány, Segesd, Marcali és Marót őrsége, be sem várva a török had közeledtét, kiszökött s az erődítményeket üresen hagyta. Szept. 29-én az egész vármegye területén már csak Kéthely és Komár volt a magyarok birtokában. A török nagyvezér ezzel befejezettnek tekintette a hadjáratot és október 21-én megkezdődött a kivonulás. A török had Belgrádon keresztül visszatért Bizáncba. Bár hosszas tárgyalások után, 1568-ban Drinápolyban nyolc évre megkötötték a békét, amelyet azután évről évre meghosszabbítottak és ezzel megszűnt a hivatalos háború, de a két uralkodó alattvalói között szakadatlanul folyt a harc, az öldöklés az egész Dél-Dunántúlon. A szigeti, koppányi és mohácsi bégek Kanizsán túl, a Mura vidékét is dúlták, számos községet felperzseltek és ezernyi sokaságot, tömérdek marhát hajtottak el. E rettenetes állapotokat legsúlyosabban a földhözragadt jobbágyság sínylette meg. A Rinya folyótól nyugatra eső falvak, melyeket az előző évtizedek harcai megkíméltek, most sorra elpusztultak. 1595-ben a magyaroknak sikerült Babócsát átmenetileg visszahódítani, de már 1600 nyarán Babócsa újból áldozatul esett a törökök újabb offenzívájának. Az 1552-től 1601-ig szakadatlanul folyó háború a vármegye régi lakosságát valósággal kiirtotta, Somogy vármegye ekkor már csak névleg létezett. A lakatlan, elpusztult vidékekre rácok költöztek, akik már ekkor sok gondot okoztak a megmaradt helyi lakosságnak. Az 1577–1582. évi Dél-Dunántúli harcokban különösen kitűntek vitézségükkel, a szigetvári hős fia, Zrinyi György, és Nádasdy Tamás fia, a nagyműveltségű Ferenc, vagy mint kortársai nevezték, a fekete bég. Az ő nevük, hőstettiek ezekben a vészt hozó évtizedekben a magyarok vitézségének bizonyítékai. A Bocskai felkelést követő Zsitvatoroki békével, amelyet a magyar király kötött a török szultánnal, Somogy vármegye területe, Kanizsát is beszámítva a török hódoltság része maradt. Az 50-es évektől Somogy megye közigazgatása is szünetelt, a tisztviselők biztosabb helyre, leginkább Zala vármegyébe menekültek. Báthori András 1566-ban, Kanizsánál történt halála után, a főispáni állás is betöltetlen maradt. A török közigazgatás alá került Somogy kezdetben a Mohácsi szandzsákhoz tartozott, de Kanizsa elfoglalása után a közigazgatási beosztás lényegesen megváltozott.
Miután az egész vármegye immár a török hódoltsági területhez tartozott, beillesztették a török közigazgatási szervezetbe. Somogy területe 4 szandzsák között oszlott meg. Két szandzsákot, a Kanizsait és a Szigetvárit a Kanizsai vilajethez csatolták, a vármegye északkeleti sarka a Simontornyai szandzsákhoz tartozott, a negyedik, a Koppányi (a mai Törökkoppány körzete) a Budai vilajet része lett. A törökök tartós megszállásra rendezkedtek be. Babócsán műszaki csapatokat és fegyverkészítő-műhelyt tartottak fenn, Szigetváron pedig felsőbb tanintézetük működött. És valóban, ezzel közel másfél századon át tartó török uralom vette kezdetét a vármegye területén. Ezt leszámítva 1601-től 1664-ig, azaz egy emberöltőn át, Somogy megye lakossága a háborús történésektől megkímélve békében élt. de a békés évek 1664-től megszűntek. 1663 nyarán Köprülü nagyvezír visszautasította a békeszerződés meghosszabbítását a Habsburgokkal és nagy sereggel Nyugat-Magyarország és Bécs ellen offenzívát indított.
Válaszul Zrínyi Miklós horvát bán támadást indított a Dél-dunántúli török őrségek ellen. Először elfoglalta a Somogy megyei Berzencét, majd következett Babócsa, amit szintén sikerült felszabadítania. Majd Pécs felé vonult. A külvárosokat bevette és tovább tört Eszék felé, ahol felégette a Duna hidat, majd visszafordult és elfoglalta az egyik nagy török erősséget, Nagykanizsát. A török nagyvezér erre új sereget indított a Dunántúlra, visszafoglalta Kanizsát, majd Zrínyi-Újvárt vette ostrom alá, melyet kardcsapás nélkül elfoglalt, amit a közelben táborozó császári hadak parancsnoka, Montecuccoli beavatkozás nélkül végig asszisztált. A török haderő eközben végigtarolta Somogy megyét és bevette, majd felrobbantották Somogy vármegye utolsó várát, amely még a koronaterülethez tartozott, Kis Komáromot. Az 1664. évi hadjárat pusztításait a vármegye egy évtized alatt sem tudta kiheverni, a Szigetvár–Kanizsa és a Szigetvár–Pécs közötti útvonalba eső helységek teljesen elpusztultak. A török haderő aztán visszafordult Északnak, de Szentgotthárd mellett az osztrák és magyar szövetséges haderőtől 1664. augusztus 1-jén súlyos vereséget szenvedett és kénytelenek volt lemondani a Bécs ellen indított offenzíva folytatásáról.

1664 augusztusában Reninger császári követ Vasváron Magyarországra nézve nagyon hátrányos békét kötött a szultánnal. Somogy egész területe továbbra is török uralom alatt maradt, sőt a Zrínyi Miklós téli hadjárata alatt meghódított várakat is visszakapták a törökök. Ugyanebben az évben gróf Zrínyi Miklós, aki a szerencsétlenül végződött 1663-1664-es háborúban nemcsak a török szultán hadserege ellen, de a kudarcot, kudarcra halmozó császári hadsereg parancsnokok ellen is kénytelen volt állandó harcot folytatni, baleset(!?!) áldozata lett. A 60-as és 70-es évek a vasvári béke és az állandósuló protestáns üldözések miatti Lipót ellenes felkelések, lázadások jegyében teltek és ezek a harcok Somogy megyét nem érintették. Lipót 1883-ban általános offenzívát indított a törökök ellen, ami véget vetett a hosszan tartó török uralomnak Somogy megyében. A császári haderő 1686-ban foglalta el Lajos badeni őrgróf vezérlete alatt Kaposvárt, Szigetvárt 89-ben a törökök feladták és 1890-ben utolsóként Kanizsa is megadta magát. Milyen volt Somogy vármegye Magyarország 150 éves török megszállás után, hallgassuk meg Bél Mátyás korabeli író, lelkész, történész szavait.
..sekély folyóvizek által alkotott, sással és bozóttal fedett posványos állóvizek átláthatatlan szövevénye.

### A Habsburg uralom
A harcok befejeztével a bécsi intéző körök az elfoglalt területet katonai uralom alá helyezték és 3 tartományra osztották. A vármegye közepén volt a kaposvári tartomány, a megye délkeleti része a pécsi tartományhoz tartozott, amely a mai Somogy megyéből a Barcsig és Kadarkútig terjedő területet foglalta magában és ebből a területből alakították ki Szigetvár meghódolása után a szigetvári tartományt. De a fekete leves még hátra volt. A felszabadításból új megszállás lett. Csak a megszálló neve változott. A török szultán helyébe az osztrák császár lépett. Magyarország alkotmányos jogait annak ellenére sem kapta vissza, hogy Bécs belátva, hogy a helyi közigazgatás változtatásra szorul, helyreállította a régi vármegyei struktúrát. Az első főispán 1695-ben gróf Eszterházy Gábor lett, aki egyúttal Zala és Fejér megyét is kormányozta. Mivel a vármegye határok és birtokviszonyok a másfélszázados hódoltság alatt elmosódtak, ezek rendezése lett az első feladat. A legproblémásabb a Baranya megye felőli, keleti határ megállapítása volt. Ehhez először tisztázni kellett Szigetvár hovatartozását.
A nádor csak ötévi huzavona után, 1699-ben, a pécsi püspökség alapítólevelére támaszkodva, csatolta Szigetvárt véglegesen Somogy vármegyéhez. A közigazgatási rendezés szükséges volt, de Bécs a rendezés címén mindent elkövetett, hogy a saját érdekeit érvényesítse. Fő törekvése volt, hogy megváltoztassa a magyar elem túlsúlyát a birtok tulajdonokban, ezt egyfelől német telepítésekkel akarta elérni, másfelől mindent megtett azért, hogy a meghódított területen minél több idegen szerezzen birtokot. A birtokjogok megállapításánál, hosszú időn át nem lévén anyakönyv és megyei hatóság, a bécsi kormányhatóságokon múlt, megítélik-e a régi, feltételezhető tulajdonosoknak a somogyi birtokukat, vagy sem. Ha volt rá mód, a kormány elvette a magyarok birtokait és a régi birtokosok, a kiket még a török is megtűrt, most földönfutókká lettek, vagy pedig a jobbágyságba olvadtak. Mindennapos volt, hogy nem fogadták el a bizonyításhoz benyújtott igazolásokat és árverésre bocsátották a birtokot, ami azt jelentette, hogyha az igazi tulajdonos nem rendelkezett elegendő pénzösszeggel, a kamara a legtöbbet ígérőnek adta el a birtokot. Tömérdek birtok került idegen kézre. Az óriási adóteher és a katonaság zsarolásai következtében az adózó nép helyzete is még kedvezőtlenebbé vált, mint a török hódoltság alatt volt. A visszahódított földön a jobbágyság még azokból a falvakból is megszökött, a melyek a felszabadító háború idejében nem pusztultak el.
A bécsi abszolutizmus, önkényuralmi politika másik oldalán tovább folytatódott az egyeduralomra törő katolikus egyház protestánsok elleni hadjárata Magyarországon. Az új hit a 16. és 17. században Somogy megyében is mély gyökeret vert. A hagyomány Dunántúl legnagyobb reformátorának Dévai Biró Mátyást tartja, de az új hit megértése és elfogadása somogyi földön Szegedi Kiss István érdeme. Szegedi Kiss István 1554-től kezdve Laskón lelkészkedett, ahonnan 1558-ban Kálmáncsehibe ment lelkésznek. Ettől kezdve Kálmáncsehi lett Szegedi Kiss István reformátori működésének, majd halála után a somogyi református egyháznak a központja. Amint a török megszállás Somogyban véget ért, a katolikus szerzetesrendek visszatelepülése is beindult. 1687-ben, a Ferenc rendűek voltak az elsők, akik visszatértek ősi Segesdi kolostorukba, amely teljesen romban hevert. Kétszer is újra kellett építeniük, mert 1703-ban a kurucok ismét lerombolták. A jezsuiták 1700 táján telepedtek le Szigetváron. A szatmári békekötés után már teljes erővel indult be a katolikus egyház újjászervezése. A régi plébániákat visszaállították és megkezdődött az erőszakos visszatérítés is. Ennek irányítója, szervezője Kolonics kancellár volt, aki már 1701-ben oly utasítást küldött a vármegyéhez, hogy Somogyból a protestánsokat ki kell üldözni. Az egyház, a kormányhatóságoktól támogatva, több templomot erőszakkal foglalt vissza. A protestáns ellenes akcióknak köszönhetően a 18. század végén a katolikusok megint túlsúlyban voltak Somogy vármegyében. De a század végéig még sok minden történt Somogy vármegyében. Bécs önkényuralmi politikája és a vallásüldözések miatt újra fellángoltak a lázadások, az elárvult kurucok seregbe szerveződve felkelést robbantottak ki.

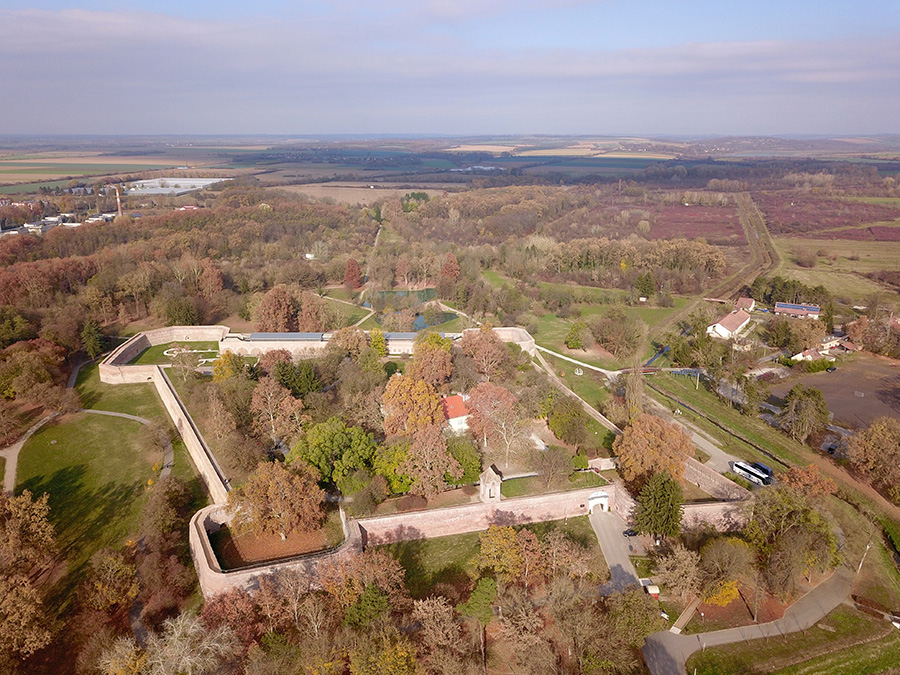
Az egykor Somogy vármegyéhez tartozó szigetvári vár

Esze Tamás kuruc vezér és Bercsényi Miklós felkérésére Thököly Imre mostohafia, aki már többször szenvedő alanya volt Lipót császár és Kolonics püspök magyarellenes, protestáns ellenes tevékenységének, és akinek ereiben anyja révén a hős Zrínyiek vére csörgedezett, II. Rákóczi Ferenc, élére állt a lázadásnak. A protestáns nemesség, közvetlenül a Kolonics leirat után, kitörő lelkesedéssel fogadta a kuruc hadakat, akik Rákóczi Ferenc zászlója alatt megjelentek a Dunántúlon. 1703-1704 fordulóján Zala és Somogy vármegye nagy részét el is foglalták. Ez a foglalás nagyon rövid életűnek bizonyult, mert 1704 márciusában Heister Ausztriából, gróf Pálffy János, az újonnan kinevezett horvát bán, pedig a Dráva felől, kiszorították a kurucokat a Dunántúlról. A kurucok Bottyán János vezetésével 1705-ben ismét megvetették a lábukat Somogyban, Bottyán átkelve a Dunán egész Szigetvárig nyomult előre. De Szigetvárt nem tudta elfoglalni, mint egy évvel ezelőtt Károlyi Sándor sem. 1707-ben a kuruc had helyzete Erdélyben válságosra fordult, de a Dunántúlra visszavezényelt Bottyán János egymás után aratta győzelmeit.
Rákóczi Ferenc 1707 végén felmentette Bottyánt a dunántúli országrész vezénylete alól és helyébe gróf Esterházy Antalt, az időközben egyesített Zala-Somogy vármegye főispánját nevezte ki a dunántúli harcok parancsnokává. 1708. aug. 3-án Rákóczi hadai Trencsénnél súlyos vereséget szenvedtek, de Somogy megyei uralmukat fenn tudták tartani egészen 1709 decemberéig. A kurucvilág utolsó éveiben, Somogyban pillantotta meg a napvilágot Rákóczi Ferenc híres udvari zenészének, Czinkának az unokája: Czinka Panna. Somogyból indult tehát útjára az a fényes zenei tehetség, aki a nemzeti zene hangjai mellett, feledtette az elmúlt daliás szép időket és öntött kitartást a csüggedőkbe. Rákóczi függetlenségért folytatott háborúja ugyan sikertelen maradt, de elbukott a Lipót császár és Kolonics által képviselt politikai kezdeményezés is, Magyarország teljes beolvasztására az osztrák császárságba. Lipót és Kolonics tervének bukása talán leginkább arra vezethető vissza, hogy rövid 6 év alatt, 1705 és 1711 között, az osztrák császárság élén hármas személycsere történt, ami megváltoztatta Bécs politikai stratégiáját.
Meghalt I. Lipót, meghalt I. József és 1711-ben már testvére, III. Károly volt a császár. Bár ő is tántoríthatatlan híve volt az abszolutista, egységes birodalomnak, de felvilágosultabb volt elődeinél és a fokozatos, békés politikai megoldás felé orientálódott. Somogy vármegye külön szerencséjére a megye főispánja ekkor gróf Nádasdy Tamás volt, aki egyike volt azon kevés főúrnak, akik a királyhűséget össze tudták egyeztetni a hazafiassággal. Már a bemutatkozása kedvező volt, ugyanis az újonnan alakult szerzeményi bizottság (neoacquisitica commissio) tagjaként megakadályozta, hogy a somogyi ősi birtokokra az államapparátus vagy a rác határőrök rátegyék a kezüket. A szatmári békekötés után a megye újjászervezésének első éveiben előtérbe került a vármegyei székhely kérdése. Somogy vármegyei tisztikar már nem érezte magát jól Szigetváron, a császári had főfészkében és a megyegyűléseket először Csökölyön, aztán Igalban és az 1713–1715. években pedig Nagybajomban tartották. 1715. évi országgyűlésen elrendelték Somogy és Zala vármegyék szétválasztását és ezt követően, 1716-tól 1724-ig a vármegyei közgyűlések színhelye újból állandóan változott. Végül 24-ben a Nádasdy birtok központja, Tapsony, lett a megyeszékhely.

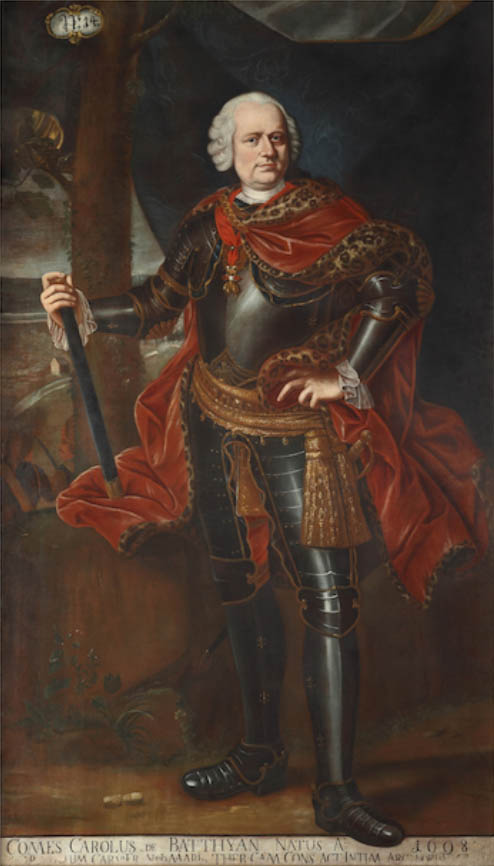
Batthyány Károly somogy vármegyei főispán 1747-1772 között

1730-ban Tapsonyban nagy tűzvész pusztított, amelynek a vármegyeháza is áldozatul esett, újra állandóan változtatták a közgyűlések helyét, de új megyeszékhely kijelölésére csak Nádasdy halála után került sor. Az új főispán báró Sigray József Marcalit választotta megyeszékhelyül. Somogy vármegye végleges székhelye 1749-ben lett Kaposvár, ahol az új székház is megépült. 1753-ban szervezték meg a vármegye negyedik járását és ettől kezdve 1800-ig a vármegye a Kaposvári, a Szigetvári, a Kanizsai és az igali járásokra oszlott. A 18. században Somogy vármegye békés fejlődését és gyarapodását csak az gátolta, fékezte, hogy az osztrák császárság abszolutista belpolitikája miatt ki volt téve az aránytalanul magas adóterheknek és a birodalom egészét sújtó magas hadi kiadásoknak. Somogy vármegye számára a gazdasági hátteret ebben az évszázadban leginkább a szőlő és bortermelésnek köszönhette, de a búzatermesztés, a malomipar és állattenyésztés újra indítása is sokat segített, a gazdasági diszkrimináció miatt azonban a haszonnak csak töredéke maradt a vármegyénél. Ennek következtében Somogyban is, ugyanúgy, mint a magyar királyság más helyein, állandó volt a pénzhiány. De Somogy megye, akármilyen pénzhiánnyal küszködött, sosem fukarkodott, ha nemzeti ügyet kellett támogatni, ha adakozni kellett a köznek. Hozzájárult a budai vár felépítéséhez, az aacheni Nagy Lajos kápolna alapításához és a magyar testőrség felállításának költségeihez is. Sajnos a nemzeti érdekekért folytatott harcokat már ebben a korban is komolyan akadályozta a magyar társadalom elmaradottsága, megosztottsága.
A vármegye a bécsi adminisztrációval saját területe megőrzésének védelmében is hosszas, sajnos eredménytelen, küzdelemre kényszerült, a Dráva menti Répás kerület hovatartozása ügyében. Ezt a területet, a török hódoltság utáni időben, a horvát határőrök foglalták el és a Bécsi katonai igazgatás alatt álló varasdi határőrkerülethez csatolták. Ebben az időszakban a harc akörül folyt, hogy a Répás kerület Somogy vármegyéhez vagy Varasdi határőr kerülethez tartozik-e. Sajnos a század közepére ez a vita odáig fajult, hogy már az lett a kérdés, egyáltalán Magyarország része a vitatott Dráván inneni terület vagy Szlavónia illetve Horvátország fennhatósága alá kerül. Végül csak 200 év múlva született meg a döntés, amennyiben Bécs, még a Mária Terézia kori okiratok alapján, jogosnak ítélte meg Somogy megye követelését és a Répás kerület visszakerült Somogy vármegyéhez és Magyarországhoz. Sajnos csak néhány évtizedig lett a Répás kerületi Magyarország része, Trianon után, most már véglegesen Horvátországhoz csatolták. A 17. század végére Somogy országban olyan nagy volt a népesség hiány, a hiány munkáskezekben, hogy az egész 18. század alatt folyamatosan kellett új lakosságot, rácokat, németeket telepíteni a megyébe. Még 1720-ban is a lakosság szám mindössze 25 és 30 ezer között lehetett. A 30-as években újra megtorpant a megye lélekszámának növekedése.

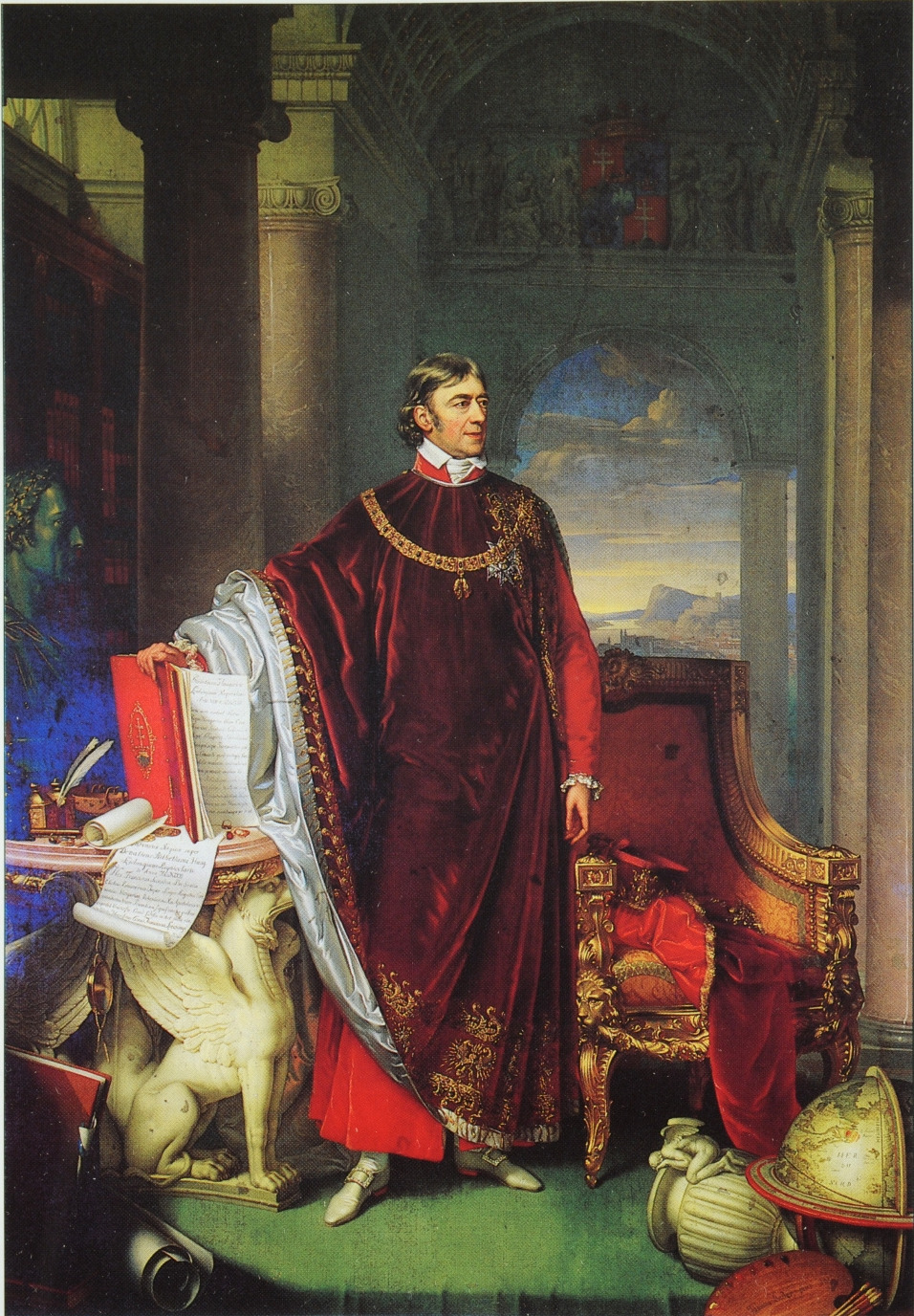
Széchenyi Ferenc, somogy vármegyei főispán 1785-1786 és 1798-1811 között

A Dél felől behurcolt pestis járvány három ízben söpört végig a megyén, szenvedést és halált hagyva maga után. Somogy megyének még egy nagy gondja volt a szatmári békekötés után, amelyik egészen a 19. század második feléig beárnyékolta a megye lakosságának mindennapjait, nem kevésbé a Somogyról kialakult köztudatot. Ez Somogy megye közbiztonsága volt. Rablóbandák, törvényen kívüliek paradicsoma volt a terület hatalmas összefüggő lakatlan erdőségeivel, megközelíthetetlen járhatatlan ártereivel, mocsaraival. Igazából a rablások, fosztogatások már a 18. század első éveiben megkezdődtek, még a szabadságharc alatt. Ekkor a területet elözönlő rácok voltak a főbűnösök. A szatmári békekötés után az „állástalan”, sokszor éhező hajdúk, volt kuruc csapatok is felcsaptak rablónak. Megfékezésük, annak ellenére, hogy a megye többször is megkísérelt rendet teremteni, kivitelezhetetlen volt, nem volt elég fegyveres és nem volt megfelelő infrastruktúra a végrehajtáshoz. A 19. században már tulajdonképpen adottak voltak a körülmények a helyzet normalizálódásához, de ekkorra olyan erős, szervezett bandákba tömörültek a bűnözők, mint például a közismert Sobri Jóska, utóbb Séta Pista, hogy tovább késett a felszámolásuk és igazából csak az 1880-as évekre vált Somogy vármegye közbiztonsága rendezetté.
A 20. század fordulóján tovább folytatódott a dualizmus időszakára jellemző iparosodás és polgárosodás, amelyre a korszakban jelentős munkásmozgalmi és szociális konfliktusok nehezedtek. A kapitalizmus fejlődése élezte az ellentéteket a társadalmi rétegek között, és komoly antiszemita zavargások is lezajlottak. Az 1905-06-os belpolitikai válság során a somogyi nagybirtokosok és középbirtokosok az elsők között csatlakoztak a dualizmus-ellenes „nemzeti ellenálláshoz”. Az első világháborúban mintegy kilencezer somogyi katona esett el, a háború romba döntötte a helyi gazdaságot, és a visszatérő katonák fosztogatásokba kezdtek 1918 őszén, forradalmi helyzetet teremtve a vármegyében. Az országban elsőként 1919. március 3-án megalakult Magyarország első mezőgazdasági szövetkezete, és még a Tanácsköztársaság kikiáltása előtt létrejött a megyei direktórium Latinca Sándor, Tóth Lajos és Peinhoffer Lajos vezetésével. A Tanácsköztársaság bukása után Horthy Miklós a Dunántúlon elsőként Kaposvárra látogatott.
Az első világháborút követően Dél-Somogy 1918 őszétől 1921-ig szerb megszállás alá került. A háború és a forradalmak, valamint a trianoni békediktátum következtében a megye gazdasági fejlődése lelassult, piacai beszűkültek. A mezőgazdaság stagnált, a világgazdasági válság az iparosodást is visszavetette, nőtt az elszegényedés, és egyre gyakoribbá váltak a politikai és választási csalások, miközben csak a megye kulturális élete tudta megőrizni színvonalát. A második világháború során számos somogyi alakulat harcolt az orosz fronton a 2. magyar hadsereg kötelékében. 1941. június 26. és 1944. december 31. között a somogyi katonai veszteségek becslések szerint 5500 és 6500 fő közé tehetők. A vármegye 5751 zsidó lakosából csaknem 5200-at deportáltak, és alig hatszázan tértek vissza. A polgári lakosságból 4498-an haltak meg, és a front közeledtével sokan elvándoroltak a megyéből, míg mások menekültként érkeztek háború sújtotta területekről Somogyba. A front elvonulása után, 1945-ben újjászerveződtek a Magyar Függetlenségi Front pártjai. A hiperinfláció, nyersanyaghiány és magas munkanélküliség sújtotta gazdasági helyzet rosszabbodott az első világháborút követő állapotokhoz képest, Barcs és Nagyatád üzemei is jelentős károkat szenvedtek. 1945-ben földreformot hajtottak végre, amely során több ezer paraszt kapott földet Somogyban, de a kommunista pártállam kiépülésével megindult a téeszesítés, valamint a vállalatok és bérházak államosítása. Az 1948-as közigazgatási rendezés során a Csurgói járás Nagykanizsa közeli falvait Zala megyéhez, míg 1950-ben, a vármegyerendszer megszüntetésekor a Szigetvári járás nagy részét Baranya megyéhez csatolták, Siófok és környéke pedig Somogy megye közigazgatásához került.

## Közigazgatási beosztás 1950–1990 között

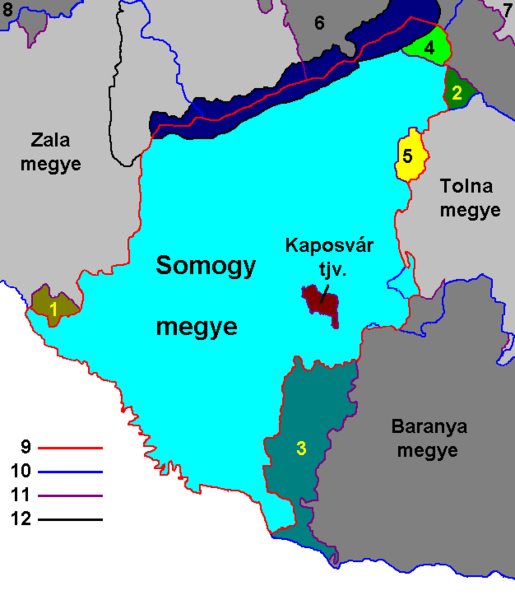
Somogy megye kialakítása 1950-ben
(1 Somogy megyétől Zala megyéhez, 2 Somogy megyétől Fejér megyéhez, 3 Somogy megyétől Baranya megyéhez, 4 Veszprém megyétől Somogy megyéhez, 5 Tolna megyétől Somogy megyéhez, 6 Veszprém megye, 7 Fejér megye, 8 Vas megye, 9 Zala megye 1950-től, 10 mai megyehatár, 11 megszűnt 1949-es megyehatár, 12 később megszűnt 1950-es megyehatár)

### Járások 1950–1983 között
Somogy vármegyéhez az 1950-es megyerendezés előtt kilenc járás (Barcsi, Csurgói, Igali, Kaposvári, Lengyeltóti, Marcali, Nagyatádi, Szigetvári és Tabi) tartozott. A megyerendezéskor elcsatolták Baranya megyéhez a Szigetvári járást, így 1950. február 1-jétől nyolc járás volt Somogy megye területén.
Az 1950-es járásrendezés során, június 1-jén megszűnt az Igali járás, új Siófoki járás alakult, továbbá a Lengyeltóti járás helyét székhelyének áthelyezésével a Fonyódi járás vette át. Így a tanácsrendszer bevezetésekor Somogy megyében nyolc járás volt (Barcsi, Csurgói, Fonyódi, Kaposvári, Marcali, Nagyatádi, Siófoki és Tabi).
Ezt követően 1983-ig a nyolcból négy járás szűnt meg: a Tabi 1968-ban (egy községét a Fonyódi járáshoz csatolták, a többit a Siófokihoz), a Csurgói 1970-ben (beolvadt a Nagyatádi járásba), a Fonyódi 1974-ben (felosztották a Marcali és a Siófoki járás között), végül a Barcsi 1978-ban (teljes területével az egyidejűleg várossá nyilvánított Barcs városkörnyékévé alakult). A járások megszűnésekor, 1983 végén tehát a megyéhez négy járás tartozott (Kaposvári, Marcali, Nagyatádi és Siófoki).

### Városok 1950–1983 között
Somogy megye területén az 1950-es megyerendezés idején egyetlen város volt, a megyeszékhely Kaposvár, mely törvényhatósági jogú város volt, így nem tartozott a megyéhez, hanem külön közigazgatási egységet alkotott. Mivel a törvényhatósági jogú városi jogállás 1950. június 15-én megszűnt, Kaposvár attól kezdve a megyéhez tartozott, és jogállása 1954-ig közvetlenül a megyei tanács alá rendelt város, 1954-től járási jogú város, majd 1971-től egyszerűen város lett.
Egészen 1968-ig Kaposvár maradt a megye egyetlen városa. Ezután viszont 1983-ig további négy település kapta meg a városi rangot: Siófok (1968), Nagyatád (1971), Marcali (1977) és Barcs (1978).

### Városkörnyékek 1971‑1983 között
Somogy megyében 1983-ig négy város körül alakult városkörnyék: Kaposvár (1973), Marcali és Siófok (1977), végül Barcs (1978) körül. Míg az előbbi három járásszékhely maradt városkörnyékközpontként is, addig a Barcsi járás Barcs várossá nyilvánításával egyidejűleg megszűnt és teljes területével átalakult a Barcsi városkörnyékké.

### Városok és városi jogú nagyközségek 1984‑1990 között
1984 elején mind a négy járás (Kaposvári, Marcali, Nagyatádi és Siófoki) megszűnt, a négy meglévő városkörnyék (Barcsi, Kaposvári, Marcali és Siófoki) mellé ötödikként csatlakozott a Nagyatádi, emellett három városi jogú nagyközség is alakult (Boglárlelle, Csurgó és Tab), melyek nagyközségkörnyék-központok lettek. 1989-ig a városi jogú nagyközségek mindegyike városi rangot kapott: Boglárlelle 1986-ban, Csurgó és Tab pedig 1989-ben. Végül a megye kilencedik városa Fonyód lett, szintén 1989-ben, ez azonban már nem lett városkörnyék-központ.

## Önkormányzat és közigazgatás

### Vármegyei közgyűlés

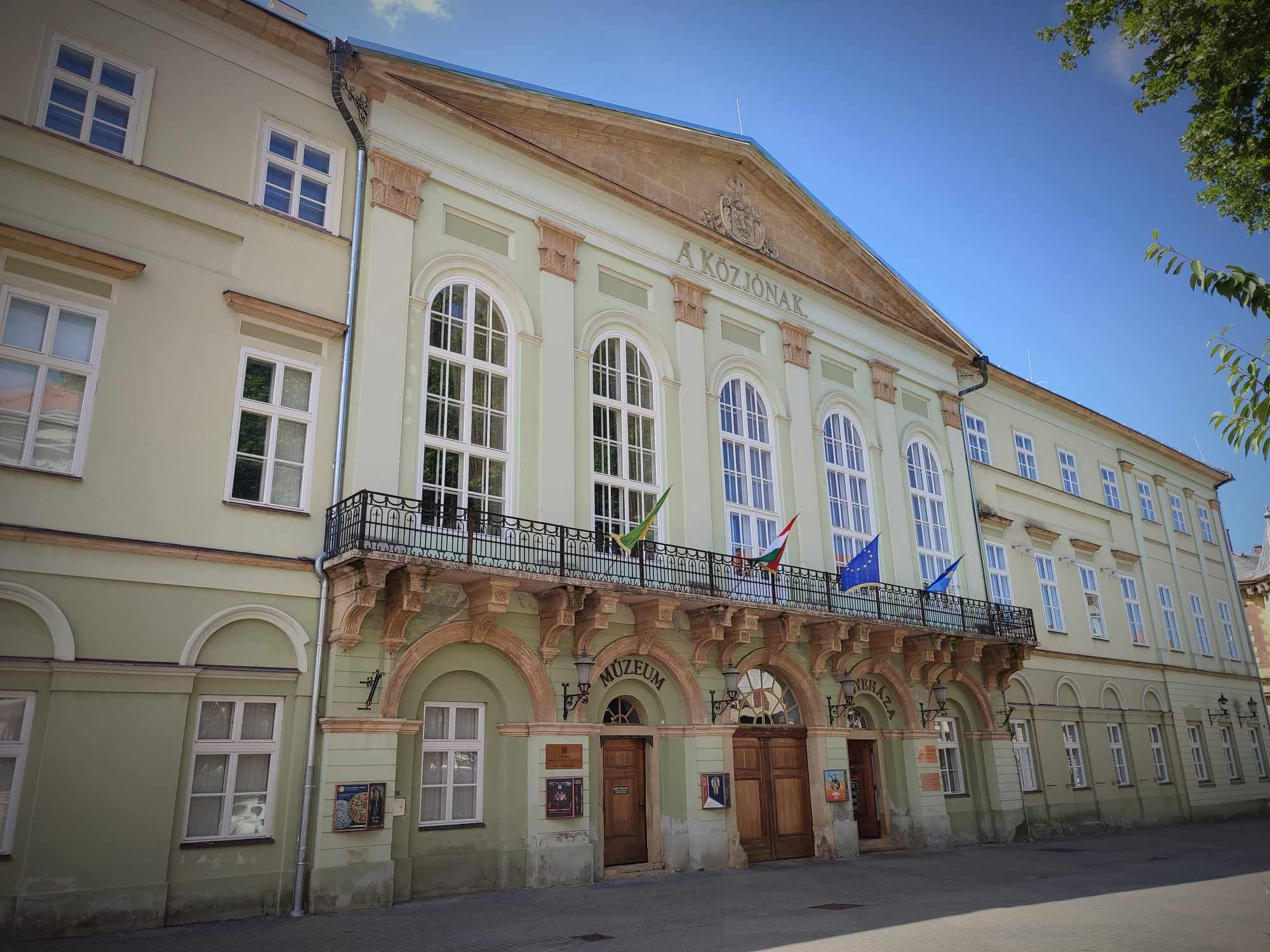
A Vármegyeháza klasszicista épülete Kaposváron

A vármegye önkormányzatának legfőbb döntéshozó testülete. Tagjai a választópolgárok által ötévente, az önkormányzati választásokon megválasztott képviselők. A közgyűlés feladatai közé tartozik a megyei fejlesztési tervek, közlekedési, területrendezési és gazdaságfejlesztési programok kidolgozása és elfogadása, valamint az európai uniós források felhasználásának koordinálása. Mivel a vármegyei önkormányzatok nem tartoznak közvetlenül az oktatási, egészségügyi vagy szociális intézmények fenntartásához, inkább stratégiai, területfejlesztési szerepük van. A közgyűlést az elnök vezeti, aki a testület tagjai közül kerül megválasztásra.

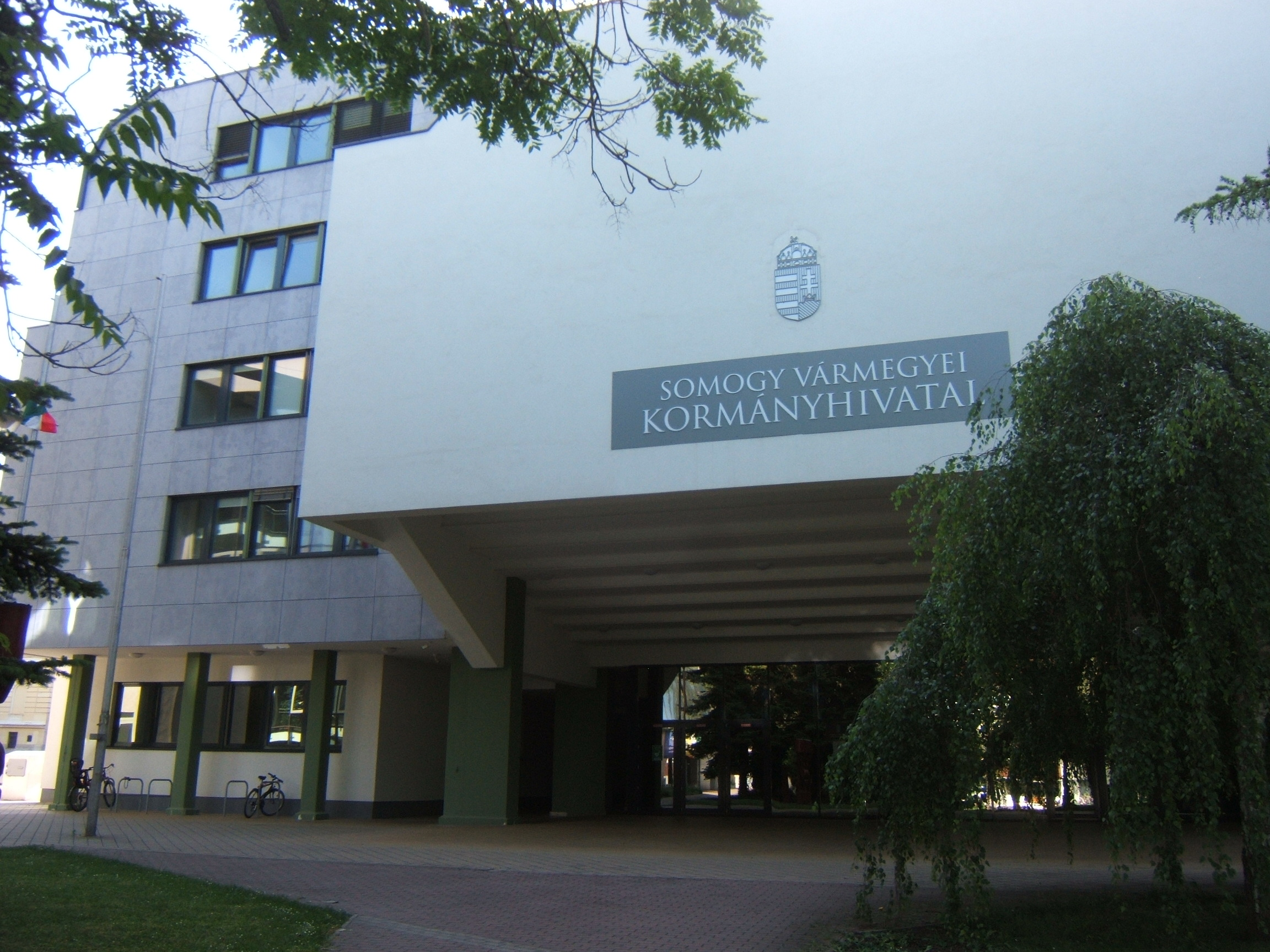
A Somogy Vármegyei Kormányhivatal modern épülete

|  | Fidesz – KDNP       | 9 |  |  |  |  |  |  |  |  |  |
|  | Jobbik              | 2 |  |  |  |  |  |  |  |  |  |
|  | Somogyért Egyesület | 2 |  |  |  |  |  |  |  |  |  |
|  | DK                  | 1 |  |  |  |  |  |  |  |  |  |
|  | Momentum Mozgalom   | 1 |  |  |  |  |  |  |  |  |  |

|  | Fidesz – KDNP                  | 9 |  |  |  |  |  |  |  |  |  |
|  | Somogyi Függetlenek Szövetsége | 3 |  |  |  |  |  |  |  |  |  |
|  | Somogyért Egyesület            | 1 |  |  |  |  |  |  |  |  |  |
|  | Mi Hazánk Mozgalom             | 1 |  |  |  |  |  |  |  |  |  |
|  | DK                             | 1 |  |  |  |  |  |  |  |  |  |

#### A Vármegyei Közgyűlés elnökei
A vármegyei közgyűlés elnöke a megyei önkormányzat vezetője, aki felelős a közgyűlés munkájának irányításáért és a döntéshozatalban való részvételért. Az elnök szerepe kulcsfontosságú a helyi közigazgatásban, mivel ő képviseli a vármegyét és összehangolja a megyei önkormányzati feladatok ellátását.
Feladatai közé tartozik a közgyűlés üléseinek összehívása és levezetése, valamint az önkormányzati döntések végrehajtásának felügyelete. Az elnök kapcsolatot tart az országos és helyi szervekkel, valamint a települési önkormányzatokkal, és biztosítja a megye érdekeinek képviseletét az országos döntéshozatalban. Emellett részt vesz a fejlesztési tervek kialakításában, és irányítja azokat a programokat, amelyek a megye gazdasági és társadalmi fejlődését szolgálják.
Az elnököt általában a közgyűlés tagjai választják meg, és munkáját a közgyűlés által választott alelnökök segítik.
| Elnök | Elnök                                | Elnöki ciklus |
| ----- | ------------------------------------ | ------------- |
|       | Gyenesei István (független)          | 1990-1994     |
|       | Kolber István (MSZP)                 | 1994-1998     |
|       | Gyenesi István (Somogyért Egyesület) | 1998-2006     |
|       | Gelencsér Attila (Fidesz-KDNP)       | 2006-2014     |
|       | Bíró Norbert (Fidesz-KDNP)           | 2014-         |

### Járások 2013-tól
Somogy vármegye járásainak főbb adatai a 2013. július 15-ei közigazgatási beosztás szerint az alábbiak:
| Sorszám | Járás neve      | Székhely | Település | Ebből város | Népesség (2013. január 1.) | Terület (km²) | Népsűrűség (fő/km²) |
| ------- | --------------- | -------- | --------- | ----------- | -------------------------- | ------------- | ------------------- |
| 1       | Barcsi járás    | Barcs    | 26        | 1           | 23 817                     | 696,47        | 34                  |
| 2       | Csurgói járás   | Csurgó   | 18        | 1           | 16 807                     | 496,19        | 34                  |
| 3       | Fonyódi járás   | Fonyód   | 21        | 4           | 34 599                     | 645,44        | 54                  |
| 4       | Kaposvári járás | Kaposvár | 78        | 4           | 117 492                    | 1 591,36      | 74                  |
| 5       | Marcali járás   | Marcali  | 37        | 1           | 34 734                     | 904,24        | 38                  |
| 6       | Nagyatádi járás | Nagyatád | 18        | 1           | 26 100                     | 647,07        | 40                  |
| 7       | Siófoki járás   | Siófok   | 24        | 3           | 51 761                     | 657,05        | 79                  |
| 8       | Tabi járás      | Tab      | 24        | 1           | 12 786                     | 427,24        | 30                  |

### Kistérségek 2014-ig
Somogy vármegye megszűnt kistérségeinek főbb adatai a 2013. július 15-ei beosztás szerint az alábbiak voltak:
| Kód  | Kistérség neve            | Központ        | Település | Ebből város | Népesség (2013. január 1.) | Terület (km²) | Népsűrűség (fő/km²) |
| ---- | ------------------------- | -------------- | --------- | ----------- | -------------------------- | ------------- | ------------------- |
| 4410 | Balatonföldvári kistérség | Balatonföldvár | 13        | 1           | 11 475                     | 241,73        | 47                  |
| 4401 | Barcsi kistérség          | Barcs          | 26        | 1           | 23 817                     | 696,47        | 34                  |
| 4402 | Csurgói kistérség         | Csurgó         | 18        | 1           | 16 807                     | 496,19        | 34                  |
| 4403 | Fonyódi kistérség         | Fonyód         | 11        | 3           | 23 616                     | 372,82        | 63                  |
| 4411 | Kadarkúti kistérség       | Kadarkút       | 23        | 2           | 19 885                     | 531,96        | 37                  |
| 4404 | Kaposvári kistérség       | Kaposvár       | 54        | 2           | 97 040                     | 1 041,14      | 93                  |
| 4405 | Lengyeltóti kistérség     | Lengyeltóti    | 10        | 1           | 10 983                     | 272,62        | 40                  |
| 4406 | Marcali kistérség         | Marcali        | 38        | 1           | 35 301                     | 922,5         | 38                  |
| 4407 | Nagyatádi kistérség       | Nagyatád       | 18        | 1           | 26 100                     | 647,07        | 40                  |
| 4408 | Siófoki kistérség         | Siófok         | 11        | 2           | 40 286                     | 415,32        | 97                  |
| 4409 | Tabi kistérség            | Tab            | 24        | 1           | 12 786                     | 427,24        | 30                  |

### Országgyűlési képviselők
Magyarországon az országgyűlési választások során az ország területét egyéni választókerületekre osztják, és mindegyik kerületnek egy képviselője van a parlamentben, akit közvetlenül választanak. Az egyéni választókerületek országgyűlési képviselői tehát azok a politikusok, akik egy-egy adott földrajzi terület választópolgárait képviselik az Országgyűlésben.
Az egyéni választókerületek képviselői általában valamelyik párt jelöltjei, de független képviselők is indulhatnak a választáson. A választókerületek képviselői meghatározó szereplők, mivel közvetlen kapcsolatban állnak választóikkal, és elsősorban az adott terület helyi érdekeit képviselik az országos politikai döntéshozatalban.
| Választókerület                                              | Képviselő            | Párt | Párt        |
| ------------------------------------------------------------ | -------------------- | ---- | ----------- |
| Somogy vármegyei 1. sz. országgyűlési egyéni választókerület | Gelencsér Attila     |      | Fidesz–KDNP |
| Somogy vármegyei 2. sz. országgyűlési egyéni választókerület | Szászfalvi László    |      | Fidesz–KDNP |
| Somogy vármegyei 3. sz. országgyűlési egyéni választókerület | Móring József Attila |      | Fidesz–KDNP |
| Somogy vármegyei 4. sz. országgyűlési egyéni választókerület | Witzmann Mihály      |      | Fidesz–KDNP |

## Főispánok
| Név                               | Időszak                                  |
| --------------------------------- | ---------------------------------------- |
| Patachich Sándor                  | 1740-1747                                |
| Batthyány Károly József           | 1747-1772                                |
| Sigray Károly                     | 1772-1785                                |
| Széchényi Ferenc (királyi biztos) | 1785-1786                                |
| Splényi József (királyi biztos)   | 1786-1790                                |
| Sigray Károly                     | 1790-1798                                |
| Széchényi Ferenc                  | 1798-1811                                |
| Teleki László                     | 1811-1821                                |
| Sigray József                     | 1822-1830                                |
| Mérey Sándor                      | 1831-1845                                |
| Czindery László                   | 1845-1848                                |
| Sárközy Albert                    | 1848-1849                                |
| Jankovich László                  | 1860                                     |
| Mérey Károly                      | 1861                                     |
| Jankovich László                  | 1865, 1867-1886                          |
| Domahidy Elemér                   | 1903-1906                                |
| Tallián Béla                      | 1886-1892                                |
| Tallián Gyula                     | 1893-1906                                |
| Kapotsfy Jenő                     | 1906-1910                                |
| Makfalvy Géza                     | 1910-1917                                |
| Széchényi Aladár                  | 1918-1919                                |
| Svastics Nándor (kormánybiztos)   | 1919                                     |
| Sárközy György                    | 1920-1926                                |
| Keresztes-Fischer Ferenc          | 1926-1931                                |
| Szapáry Lajos                     | 1931-1935                                |
| Igmándy-Hegyessy László           | 1935-1938                                |
| Barcsay Ákos                      | 1938-1939                                |
| Széchényi Endre                   | 1939-1944                                |
| Szathmáry Lajos                   | 1944-1945                                |
| Vidovics Ferenc                   | 1945-1946                                |
| Fekete Tibor                      | 1946-1947                                |
| Bobánovics Jenő                   | 1947-1950                                |
| Neszményi Zsolt                   | 2022– (korábban megyei kormánymegbízott) |

## Népesség
A vármegye lakossága a 2019-es mérések szerint 301 429 fő.[forrás?] A vármegye népessége 1960-ban volt a legmagasabb 368 183 fővel.[forrás?]

### Nemzetiségek
Somogy vármegye lakóinak nemzetiségi összetétele 2011-ben
A terület etnikai összetétele változatos, bár a lakosság túlnyomó többsége magyar nemzetiségű. A 2011-es népszámlálás adatai szerint a megye 316,137 fős lakosságából 287,692 fő azonosította etnikai hovatartozását. A magukat magyarnak vallók 265,464 főt tettek ki, ami a lakosság 92,27%-át jelenti, így a magyarok továbbra is egyértelműen domináns csoportot alkotnak Somogyban.
A legnagyobb kisebbséget a roma közösség alkotja, amelyhez 16,167 fő (5,62%) tartozik. A roma közösség hosszú múltra tekint vissza a megyében, és jelentős kulturális hagyományokkal rendelkezik. Sok településen fontos társadalmi és kulturális szerepet játszanak, hozzájárulva Somogy sokszínűségéhez. Leginkább a déli, határmenti részre jellemzőek, de előfordulnak a vármegyeszékhely körül is.
A német nemzetiségűek 3,039 fővel (1,06%) képviseltetik magukat. A német közösség jelenléte a 18. századi betelepítésekig nyúlik vissza, amikor számos német telepes érkezett a térségbe. A német kulturális hagyományok és nyelvi örökség ma is érezhető a Somogy bizonyos részein. A mai napig vannak németek által nagy százalékban lakott községek (pl: Szulok, Somogysimonyi, Bonnya, Ecseny).
A horvát nemzetiségűek száma kisebb, körülbelül 1,500 fő, de szintén történelmi gyökerekkel rendelkeznek a térségben, mivel a Dél-Dunántúl hosszú ideje kapcsolatban állt a horvát néppel. A horvát közösség ma is őrzi kulturális örökségét és nyelvét.
A fennmaradó 3,022 fő (1,05%) egyéb kisebbségekhez vagy nem meghatározott etnikai csoporthoz tartozik. Ebben a kategóriában különféle kisebb nemzetiségi csoportok, például szlovákok, szerbek vagy mások találhatók.
Érdemes megjegyezni, hogy a népszámlálás során mintegy 46,000 fő (a lakosság közel 15%-a) nem nyilatkozott etnikai hovatartozásáról, ami arra utalhat, hogy sokan nem kívánták feltüntetni nemzetiségüket, vagy nem érezték szükségesnek azt meghatározni. Ez a bizonytalanság szintén hozzájárul a vármegye etnikai összetételének árnyaltságához.

#### Szlovének
A 17. és 18. században számos Vas megyei szlovén család telepedett le Somogy megyében. Kutatások szerint három járásban (Csurgó, Nagyatád, Marcali) összesen 16 szlovén település létezett. A szlovének két hullámban érkeztek Somogy megyébe a mai Muravidék területéről: az első hullám az 1600-as évek körüli török támadások miatt következett be, a második pedig a 18. században, amikor a szlovénok vallási üldözés elől menekültek, főként protestáns hitük miatt. Az ide vándorló szlovének többnyire fokozatosan beolvadtak a helyi magyar közösségekbe. Ma már csak néhány jel emlékeztet Somogyban a szlovének történelmi jelenlétére, ezek közül a legszembetűnőbb a helyi gasztronómia.
Egy másik jelentős szlovén emlék a Taranyban fennmaradt lakodalmi szokás. Itt a „vőköszöntő”, a vendégváró alakja máig jelen van a Rába-vidéki és muravidéki szlovén hagyományokban. Mind Taranyban, mind a Rába-vidéken a vendégváró kötött díszítésű köntöst visel, és egy sündisznóbőrt tartalmazó botot hordoz. A halotti ágy melletti szokások, a virrasztás és a temetési rítusok is hasonlóak. Emellett a somogyi szlovén származásúak nem tartják meg a tipikus húsvéthétfői locsolkodási szokást, amely Magyarország más részein elterjedt.
Míg a Rába-vidéki szlovének megőrizték nyelvüket és kultúrájukat, Tarany lakosai körében az őseik iránti tudat fokozatosan csökken. A 2001-es magyar népszámlálás során mindössze 44-en vallották magukat szlovénnak Somogy megyében.

### Vallás
Somogy vármegye lakóinak vallási összetétele 2022-ben
Somogy vármegye vallási összetétele változatos képet mutat, amelyben a keresztény vallások dominálnak, de a nem vallásos és más vallási hovatartozású lakosok is jelentős számban vannak jelen. A legnagyobb vallási közösséget a római katolikusok alkotják, akik a lakosság 63,5%-át teszik ki. Ez tükrözi a vármegye történelmi hagyományait és kulturális gyökereit, mivel a katolicizmus hosszú ideje meghatározó szerepet játszik a térség vallási életében.
A református egyházhoz tartozók aránya 9,5%, ezzel a második legnagyobb keresztény felekezet a területen. Bár kisebb számban vannak jelen, a református közösség is jelentős történelmi múlttal rendelkezik, különösen Somogy északi részein.
Az evangélikus felekezethez a lakosság 2,6%-a tartozik. Ez a csoport kisebb méretű, de fontos részét képezi Somogy vallási sokszínűségének. Az evangélikus közösségek jelenléte a reformáció koráig nyúlik vissza, és ma is aktív szerepet játszanak a helyi közösségi életben, bár eltűnőben látszik.
Az egyéb keresztény felekezetekhez tartozók aránya 3,8%, amely magában foglalja a kisebb protestáns közösségeket és más keresztény irányzatokat. Ezek a csoportok ugyan kisebb létszámúak, de vallási és kulturális szempontból fontos szereplők a vármegye vallási térképén. Ide leginkább a görög katolikusok, az ortodoxok és baptisták tartoznak.
Az egyéb vallásokhoz tartozók 0,5%-ot tesznek ki a lakosság körében. Ide sorolhatók például a zsidó, muszlim, buddhista vagy más nem keresztény vallási közösségek tagjai.

A válaszadók 20,1%-a nem adott választ vallási hovatartozására, ami jelentős számnak tekinthető. Ez a csoport magában foglalhatja az ateistákat, agnosztikusokat, illetve azokat, akik nem kívánták nyilvánosságra hozni vallási meggyőződésüket.

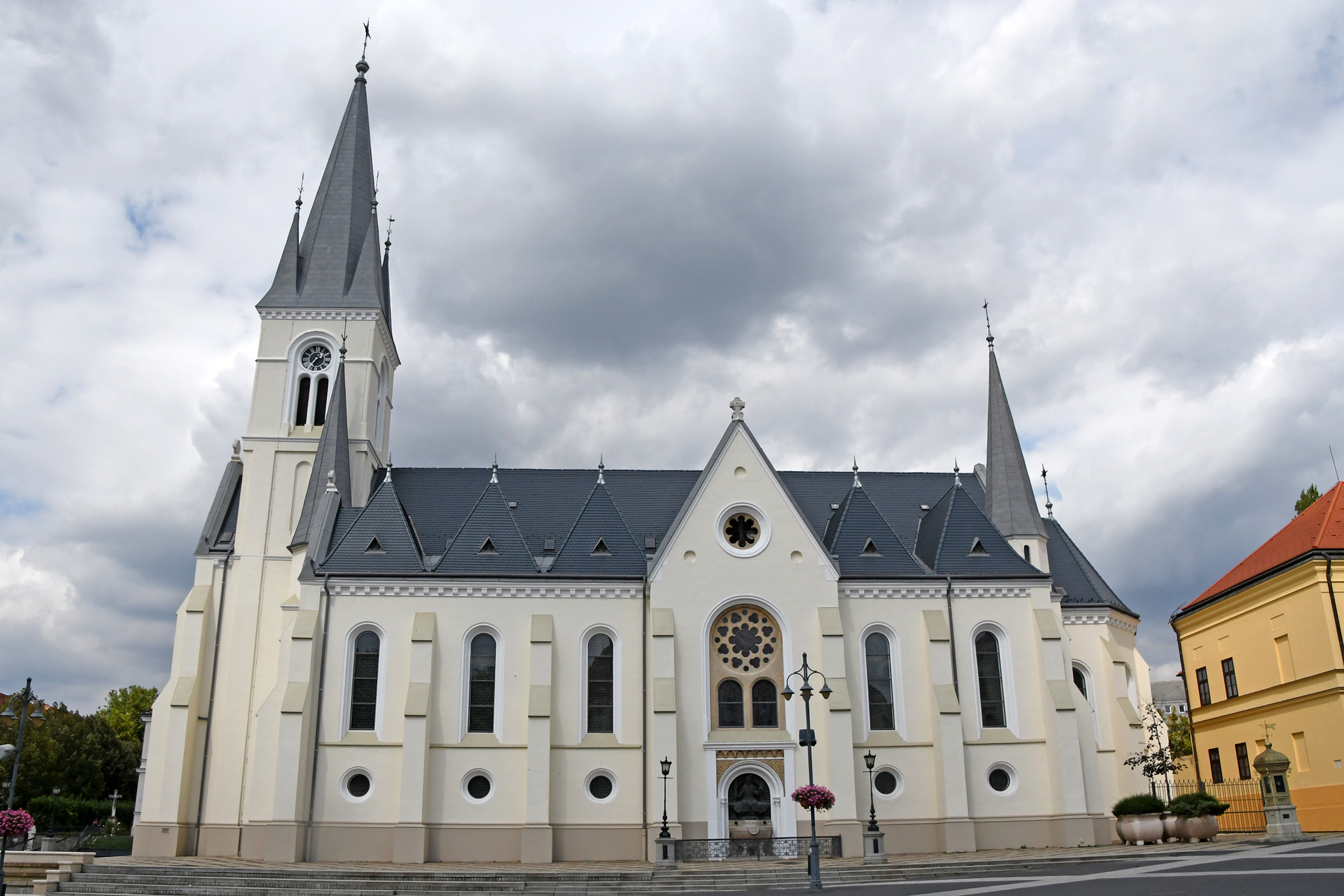
A kaposvári Nagyboldogasszony-székesegyház
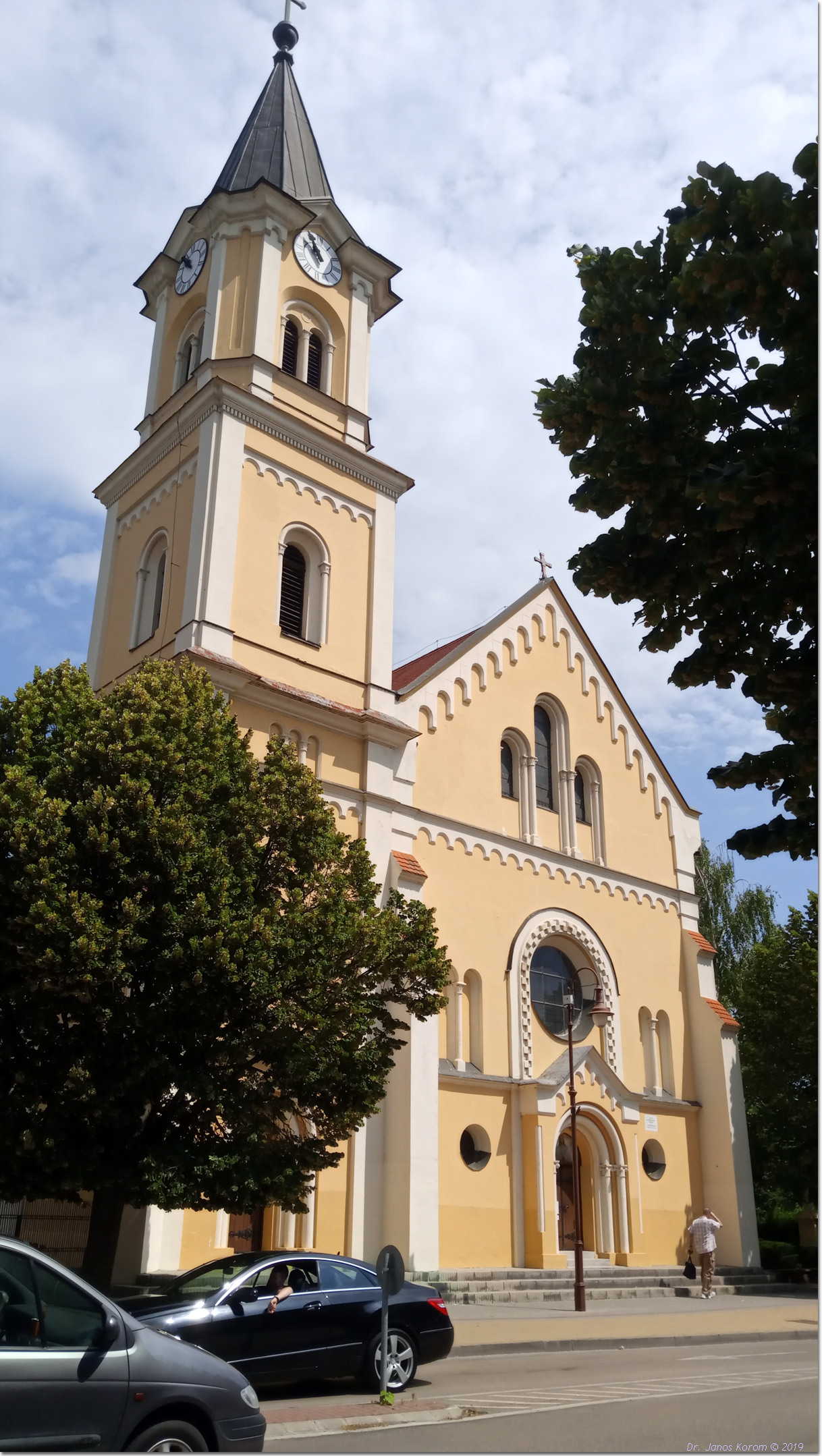
A siófoki Sarlós Boldogasszony-templom
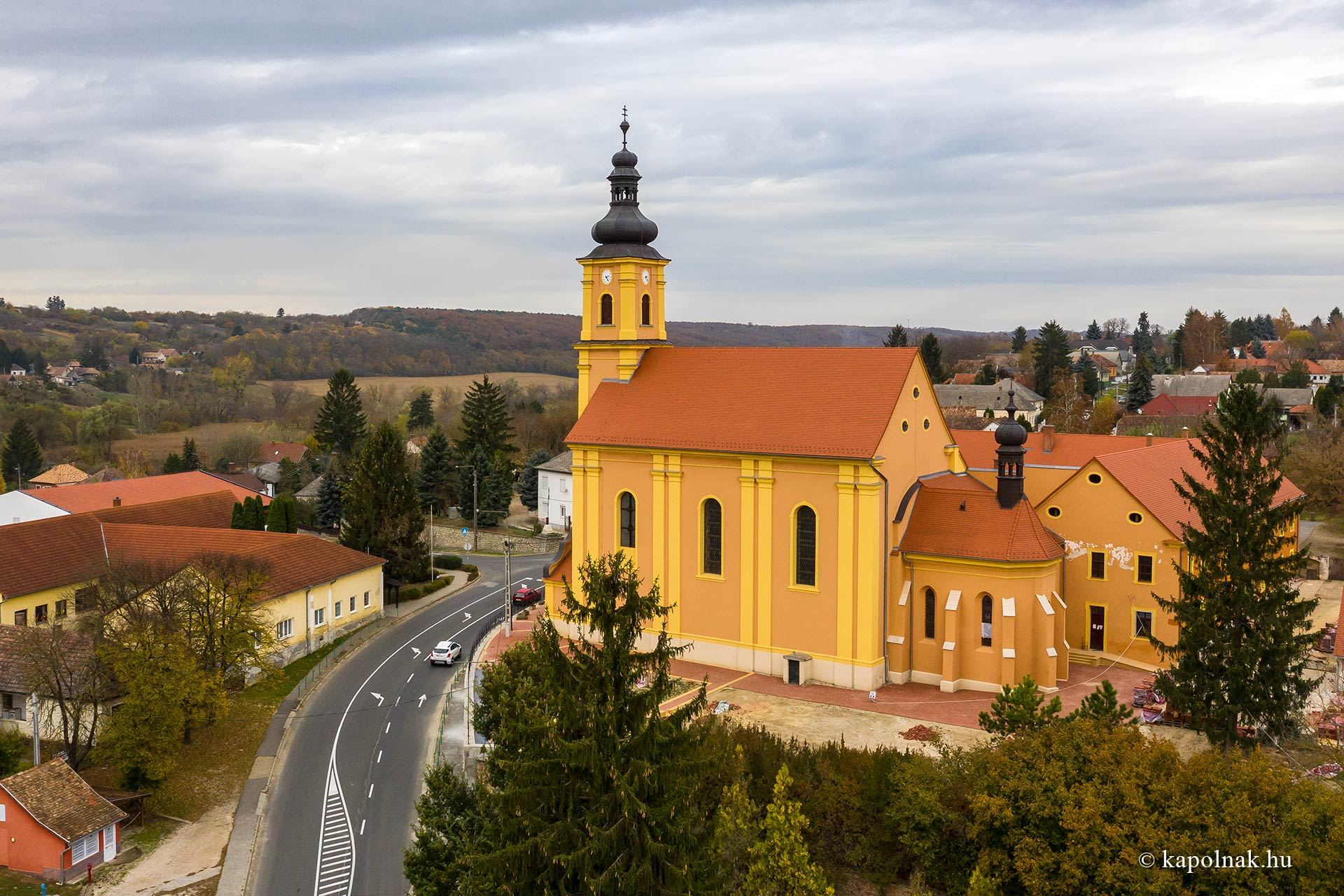
Az andocsi Nagyboldogasszony-bazilika
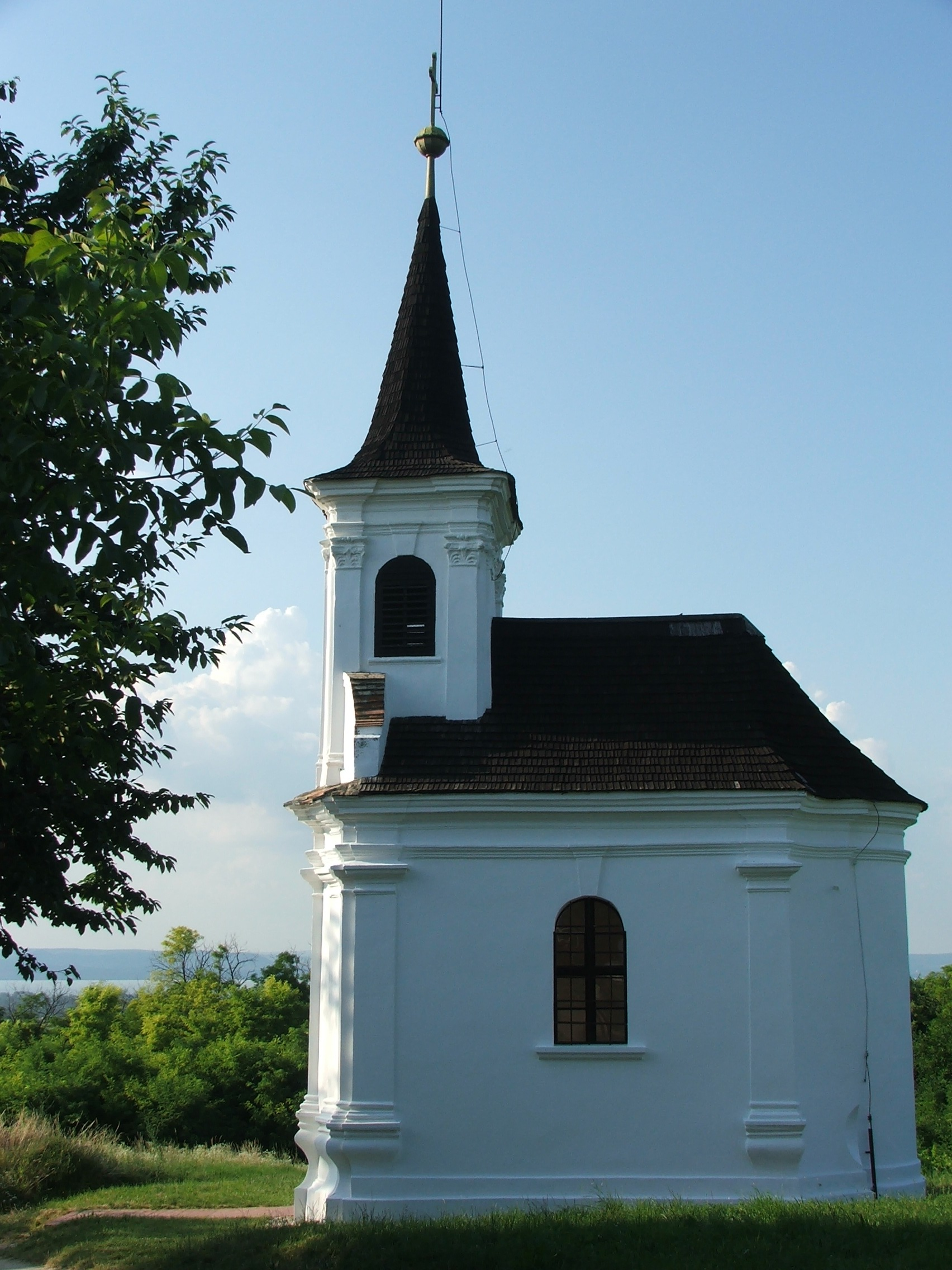
A balatonlellei Szent Donát-kápolna
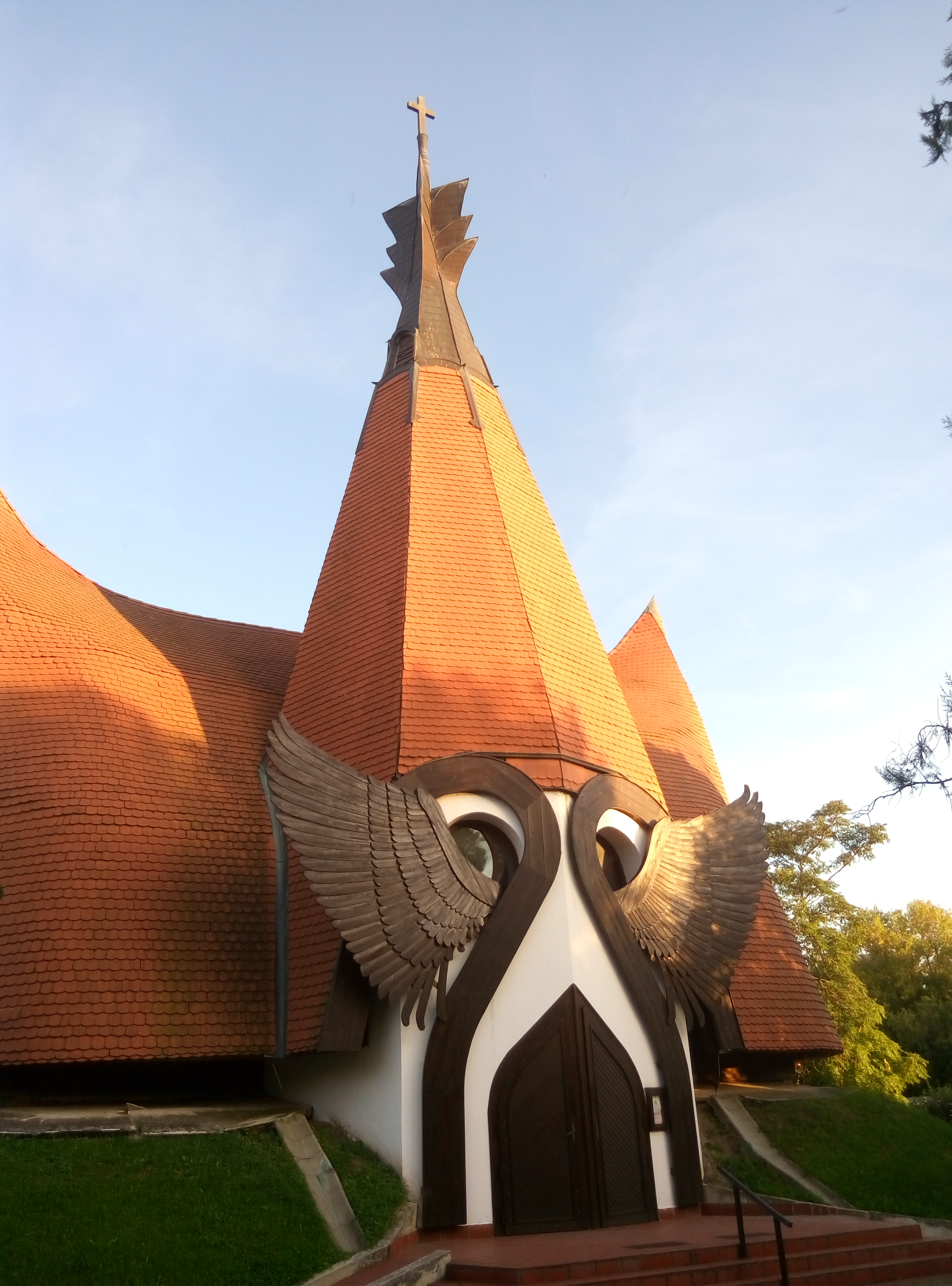
A siófoki Evangélikus templom

## Gazdaság
Kaposváron található Magyarország egyetlen cukorgyára, a Magyar Cukor Zrt., továbbá a Kométa 99 Zrt. húsüzem és a Fino Food Kft. tejüzem. A vármegye legnagyobb nyereségű cégei a 2006-os adózott eredmény szerint (zárójelben az országos toplistán elfoglalt helyezés) [forrás?]
1. MOL Földgázszállító Zrt. (20)
2. Törley Pezsgőpincészet Kft. (176)
3. Agro-Centrál Bt. (486)

#### Fontosabb cégek és üzemek
- Videoton Elektro-PLAST Kft.: Kaposváron működő vállalat, amely elektronikai alkatrészek gyártásával foglalkozik, különösen a műanyag alkatrészek területén.
- Kométa 99 Zrt.: Kaposváron található, és Magyarország egyik legjelentősebb húsfeldolgozó vállalata. A cég nagy exporttevékenységet is folytat.
- Somogyi Húsipari Kft.: Ez a cég szintén Kaposváron található, és a húsipar egyik meghatározó szereplője.
- Fino-Food Kft.: Tejipari vállalat Kaposváron, amely tejtermékek feldolgozásával és értékesítésével foglalkozik.
- Kis-Balatoni Gépgyár Kft.: A gépipar területén működő vállalat, amely mezőgazdasági gépek gyártására specializálódott.

### Mezőgazdaság
Somogy erdőségeinek aránya országos szinten mindig is magasnak számított. A század elején a megye teljes területének 53%-át szántóföldek, 18%-át pedig erdők borították. 1935-re enyhén csökkent az erdők aránya, miközben a szántóföldek területe növekedett. Az 1970-es évek elején a szántók, rétek, szőlők és legelők területe visszaesett, míg a kertek, gyümölcsösök, nádasok és erdők részesedése enyhén nőtt.
Az extenzív mezőgazdálkodásra utalva, 1975-ben a termelőszövetkezetek területeinek 66,5%-a szántó, 10,5%-a pedig erdő volt. Ekkorra már a megye összes területének kevesebb, mint fele szántóföldként, míg közel egynegyede erdőként volt nyilvántartva. Bár 1994-ben a privatizált háztartási területek 64%-át szántók tették ki, a mezőgazdaság meghatározó szerepe a megye adottságai révén változatlan maradt.
Somogy mezőgazdasága a 20. század közepéig külterjes volt, elsősorban búza és rozs vetésével, amelyet kukorica és takarmányfélék követtek. Az ipari növények és zöldségek vetésterülete ekkor még elenyésző volt. Az 1960-as évektől a nagyüzemi mezőgazdaság térhódításával a vetésszerkezet belterjesebbé vált, és különösen a cukorrépa és dohány vetésterülete jelentősen növekedett. Somogyban nagyobb arányban termesztették a cukorrépát, napraforgót, dohányt és kendert, miközben a szántóföldi növénytermelést továbbra is a búza és a szálas takarmányok dominálták.
Az állattenyésztés is jelentős változáson ment keresztül; a szarvasmarha, sertés és baromfiállomány nőtt, míg a juh- és lótartás csökkent. Az 1980-as években Somogyban az ország mezőgazdasági termelésének jelentős része zajlott: itt termett az ország búzájának 5,5%-a, kukoricájának 7,5%-a, és burgonyájának 12%-a.
Az 1940-es évektől a termelőszövetkezeti mozgalom is átalakította a megye mezőgazdaságát, és az 1960-as évekre több, mint 280 szövetkezet működött Somogyban, bár számuk később csökkent. Az 1980-as évek végére a nagyüzemi mezőgazdaság hatékonysága és termelékenysége elmaradt az ország más régióitól, és a megye gazdasága továbbra is az országos átlagnál kedvezőtlenebb feltételekkel működött.

### Turizmus
A megye legnagyobb üdülőövezete a Balaton térsége, amely különösen déli partján alkalmas a strandolásra és tömegturizmusra. A tó üdülőterületként való fejlődése a 19-20. század fordulóján kezdődött, majd a két világháború között, főként a fürdőegyesületek tevékenységének köszönhetően, felgyorsult. 1945 után elindult a szervezett, tömeges üdültetés. A hatvanas években megkezdődött a szállodák és vállalati üdülők építése, ami növelte az üdülőterület befogadóképességét. A Balaton és környéke számára 1957-ben készült el az első regionális rendezési terv, azonban az 1960-as évek végén a fejlesztés lelassult, majd újabb lendületet vett.
A turizmus az 1980-as évek közepéig nagyrészt a parti területekre összpontosult, de azóta a környékbeli falvak is bekapcsolódtak az idegenforgalomba. Ebben nagy szerepe volt a turizmust kiszolgáló ágazatok fejlődésének és az infrastruktúra bővítésének, a magánépítkezések pedig lendületet kaptak. A kereskedelmi szálláshelyek hiánya és az infrastruktúra fejletlensége azonban komoly problémát jelentett. Az utóbbi években a vendégforgalom jóval meghaladta a kiépített fogadóképességet. Bár 1996-ra nőtt a szálláshelyek száma, és az infrastruktúra is javult, a szolgáltatások árai gyakran gyorsabban emelkedtek a minőségnél. Az 1980-as és 1990-es évek fordulóján jelentős vízszennyezés és az angolnaállomány pusztulása volt tapasztalható. Ez, valamint az NDK megszűnésével csökkenő vendégszám, negatívan befolyásolta a turizmust, amelyet csak részben ellensúlyozott a délszláv háború.

### Ipar
A települések iparosítása Somogy megyében az 1960-as években kezdődött, amely gyors és alapvető átalakulást hozott. Az azonban, hogy ez a fejlődés mennyire tekinthető kedvezőnek, összetett kérdés. Az iparilag fejletlen Somogyban 1981-ben a nehézipar csupán a teljes ipari szerkezet egyharmadát tette ki, míg a könnyűipar és az élelmiszeripar egyenlő mértékben volt jelen.
Az agrárjellegű megyében a 20. század első felében csak kevés nagyüzem működött, és a legtöbb ipari tevékenység mezőgazdasági ágazatokra korlátozódott. A legjelentősebb szereplő a Mezőgazdasági Rt. volt, míg kisebb vállalkozások főként malom-, tégla- és cementgyárként működtek. A helyi iparosodás azonban lassú volt a tőkehiány, a nyersanyagok, energiaforrások és a piacok szűkössége miatt. A világháború utáni években új gyárak épültek és a régiek korszerűsítésére is sor került. Ekkoriban létesült például a Kaposvári Textilművek, amely az ország pamutfonal-ellátásának fontos bázisa lett.
Az iparosítás fellendítését az MSZMP 1965-ben a megye ipari fejlesztési feladataiként határozta meg, és ennek hatására a hetvenes évek közepére új ipari központok alakultak ki a megyében. Az ipari beruházások számos területet érintettek, különösen a gép-, könnyű- és építőipart. A szakképzetlen munkaerőre támaszkodás miatt azonban a megye termékei az 1980-as évektől kezdve egyre nehezebben tudtak versenyképesek maradni, és számos termék kiszorult a piacról. Az iparfejlesztés eredményeként kialakultak Kaposváron kívül Barcs, Marcali, Nagyatád és Tab ipari központjai.
Az 1990-es évek privatizációs hulláma és a korábbi gazdasági problémák hatására azonban sok jelentős vállalat került csődbe, és a munkanélküliség növekedéséhez vezetett.

## Kultúra és hagyományok
Gönczi Ferenc, a múzeumalapító és néprajzkutató, Somogy magyarságát két fő csoportra osztja. A megye déli részén a református magyarság többsége él, míg Észak-Somogyban túlnyomórészt a török uralom után betelepült és elmagyarosodott népesség található. Gönczi a határt a Dombóvárt Kaposvárral összekötő vasútvonal és a Kaposvárról Nagykanizsára vezető országút mentén húzza meg. Más kutatók ennél részletesebb tájegységek meghatározásával foglalkoznak.
Somogy, Somogyság vagy Somogyország lényegében a megye egyike legrégebbi tájneveinknek. Ez a változatos dombvidék a valaha létezett dukátus területe volt, amely a felserdült trónörökösök birtokában állt, akik itt tanulták meg a kormányzást a „kisebbik királyság” területén.
A „széptájú Somogy” több egységre és vidékre osztható. A nagytáji beosztás mellett a néprajzi kutatások részletesebb táji és történeti tagolódást mutatnak. Belső-Somogy kultúrája archaikusabb, a középkori kontinuitású lakosság ö-ző nyelvjárást beszélt. A Balatonhoz közelebb eső Külső-Somogy területe a török időszakban erőteljesen pusztult. Mindkét tájnév állami és egyházi közigazgatási név is, a választóvonal nagyjából Kaposvár és a Kapos völgye. Ez utóbbi terület a jobb gazdasági és közlekedési viszonyok kiaknázásával gyorsabban polgárosodott, kihasználva a várossá alakuló Kaposvár közelségét. Délre, a Somogy és Baranya közötti erdős dombvidék a Zselic, amely a korai vasművesség emlékét és a régi gazdálkodási formákat megőrizte.
A Zselic nyugati völgyeiben református vallású és magyar ajkú falvak találhatók. Délkeleti részén a 18. században horvátok, majd németek települtek be. Horvát nyelvű népesség érkezett a Dráva mente néhány községébe is. Az északról csatlakozó Rinya mente a megye másik karakterisztikus tája. A Balaton partján, dél felé, a somogyi Kis- és Nagyberek magyar és katolikus falvai találhatóak, míg néhány horvát eredetű község is megtalálható itt.
A Kis-Balaton vidéke, a szomszédos Zala vármegyébe is átnyúlik. A Zala folyó szabályozása előtt a lápos, berkes területen védett községek bújtak meg. Az itt talált régészeti leletek őskori, avar és honfoglalás kori népességről tanúskodnak. A biztonságos környezet lehetővé tette a lakosság folyamatos fennmaradását a török hódoltság alatt és után is. Ezen kívül említést érdemelnek a Csurgó környéki falvak, valamint a Marcali-hát községei, mint például Nemesvid, Nemesdéd és Nagyszakácsi. A Balatonmellék, mint irodalmi és turisztikai fogalom, a tó közvetlen környezetét jelöli. A Balaton déli partján élők többsége a török időszak után is megmaradt magyarnak, a katolikus és református lakosság között pedig jelentős a reformátusok aránya. A 18. század harmincas-negyvenes éveiben a nagybirtokokon (Eszterházy, Festetics, Széchenyi családok, valamint a veszprémi püspökség birtokain) jelentős változások zajlottak, beleértve a majorságok és földesúri magángazdaságok kiépítését, valamint az úrbéri földek rendezését.

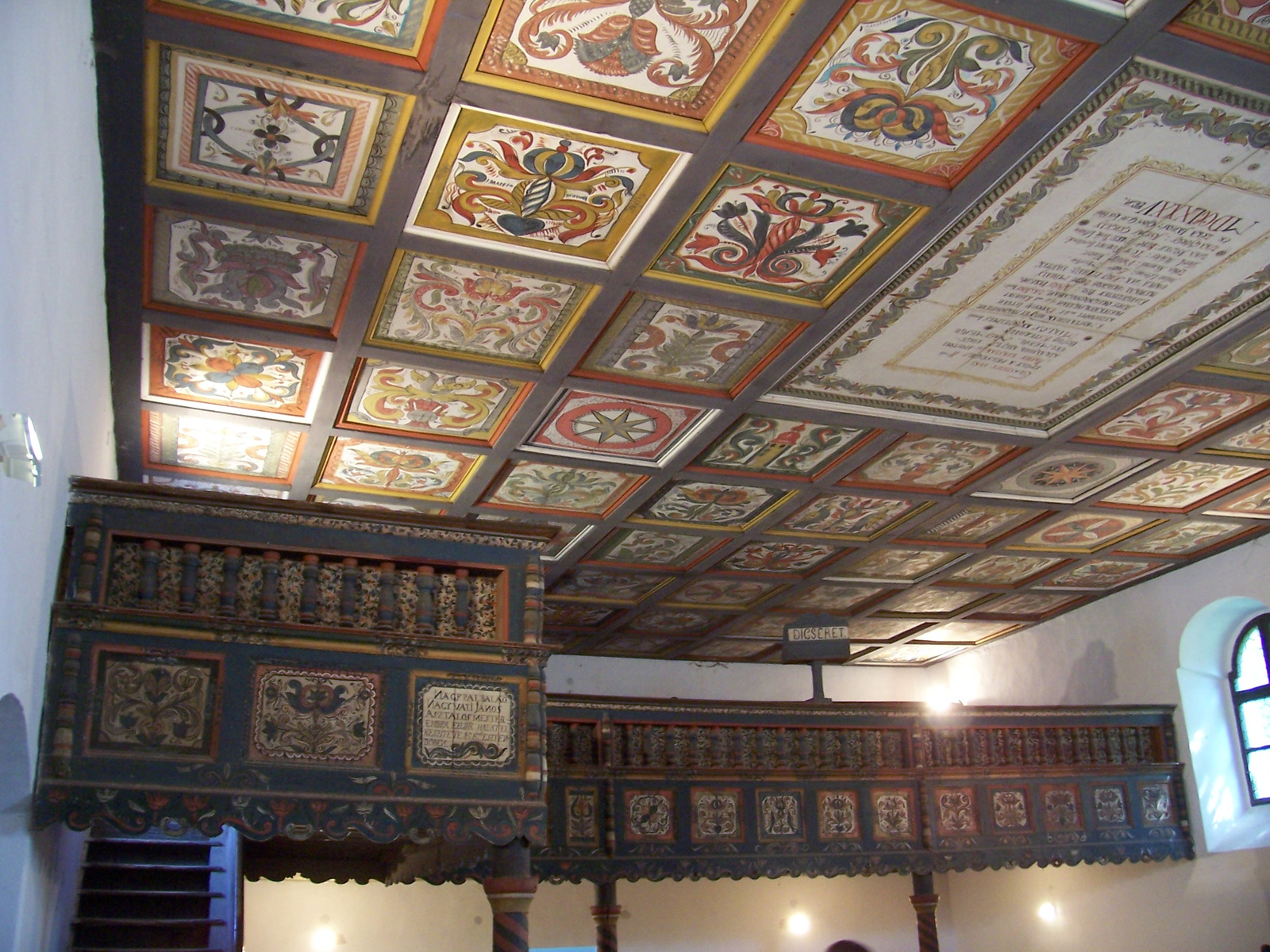
A szennai református templom kazettás mennyezete

A falvak népe részben a szabályos elrendezésű, utcás településeken, részben pedig a zsúfolt, szabálytalan halmaztelepüléseken élt. Ekkorra a templomot körülvevő temetők többsége a község határába került. A templom, harangláb, paplak és jegyzőség középületei köré szerveződtek a lakóházak, amelyeket e kőtelen vármegyében fából építettek. Az egykori zselici és belső-somogyi faépítkezés néhány szép példája ma Szennán, a falumúzeumban található. Az egykori egyosztatú füstösház két helyiséggé alakult át: a konyhában sütöttek és főztek, míg a szobában aludtak. A konyha füstös volt, de a szoba füsttelenítése után kialakult a tiszta szoba, ahol a jobbágyok egy része nagy létszámú, nem ritkán 9-10 fős, de ennél esetleg nagyobb lélekszámú családokban élt. A nagycsaládi szervezet nyomai még a 20. század elején is fellelhetők voltak: a család életét és gazdálkodását a gazda irányította, míg a ház körüli munkát, a főzést és a gyermeknevelést a gazdaasszony végezte. A kiszolgáltatott családtagok élete keserves volt; a szegényebbek, házas és házatlan zsellérek, pásztorok és cselédek kisebb családi egységekben éltek a nagyszülőkkel és nőtlen vagy férjezetlen gyermekeikkel.
A falvak szántóföldjein búzát, rozsot, zabot, hajdinát és kölest termesztettek, de egyre nagyobb szerepet kapott az Amerikában őshonos kukorica, amely a 17. század végén terjedt el Magyarországon. Az ugyancsak Amerikából származó burgonya igénytelen növény volt, és bírta a mostoha klímát. Európai elterjedését az éhínségek és háborúk is elősegítették; Somogyban azonban csak a század második felében vált jelentősebbé. Kezdetben csupán a főúri kertek dísznövénye volt, míg a konyhakertekben zöldségeket termeltek. A fűszerek közül a paprika, amely Kolumbusz révén érkezett kontinensünkre, különösen népszerűvé vált. A török hódoltság után a Balkánról került hozzánk „török, veres vagy pogány bors” néven, és ekkor kezdte kiszorítani a borsot.

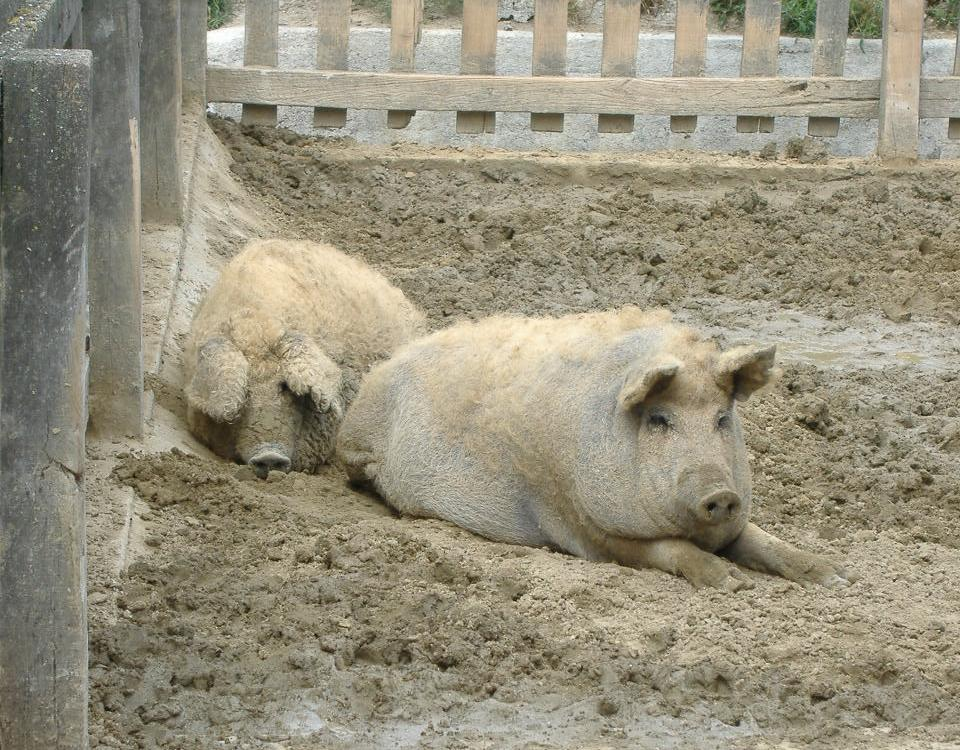
Szőke mangalica

Az önellátásra törekvő somogyi lakosság állatokat is tartott. A jelentős legelőkkel és erdőkkel körülvett falvak sertései egész éven át a szabadban voltak; az igénytelenebb siska fajtát csak a múlt században szorította ki a nagyobb testű zsírdisznó, a mangalica. Az igába fogott marhákat és fejősteheneket a falvakhoz közeli legelőkön tartották, míg a szilaj és félszilaj állatokat a közös legelőkön legeltették. Ekkor még kevesebb volt a juh, a lótartás pedig nem volt jelentős. A folyók és vizek gazdagok voltak halban és rákban. A nagyobb vizek mellett halászcéhek alakultak, és a viza, valamint a tok kedvelt ételnek számított a főúri körökben. A Balatonban sok harcsa, fogas, csuka, ponty és kecsege fogható volt, különösen a Kis-Balaton, a Kis- és Nagyberek, a Dráva, a Rinya, a Kapos, az Almás és a Koppány folyók környékén.
A táplálkozásban a mindennapi kenyérnek kiemelt szerepe volt. A búza mellett inkább rozslisztből, a legszegényebbek pedig kukoricalisztből készítették az ételeket. Mindennapi étkezés volt a pép és a kásafélék széles választéka. A 18. században Somogyban sok húst fogyasztottak; a nemesek és a papság főként marhahúst, ökörhúst, tinóhúst, halat és vadat ettek, míg a jobbágyok inkább sertést, baromfit és juhot fogyasztottak. Kedvelt ételek voltak a savanyú káposzta és az abból készült levesek, valamint a hüvelyesek, például a lencse és a bab. A megye gyümölcsökben gazdag volt, és gyűjtöttek vadon termő növényeket is táplálék-kiegészítésül. A szilvából pálinkát és lekvárt főztek, az alma és a körte télire biztosított friss gyümölcsöt. A gyümölcsfelesleget aszalással tartósították. Délnyugat-Somogyban a gesztenye és dió még a század elején is elérhető volt a boltokban.
A honfoglaló magyarok a szőlőtermesztés és a borkészítés tudományát is magukkal hozták. A középkoron át egészen a 18. századig a szőlő megőrizte jelentőségét. A késő középkori hegyközségi szervezetek mellett az uradalmak is fenntartották a híres borvidékek szőlőültetvényeit, míg a jobbágyok újabb irtásföldeket hódítottak el e célból. A 18. században a fehérbor volt a legnépszerűbb, a vörösbor csak később került a figyelem középpontjába. A Balaton, a Dráva és a Berek vizei is ihatóak voltak. A pálinkát hajnali munkakezdéskor és nagyobb ünnepeken fogyasztották, míg a pásztorok, csőszök és az erdőn, mezőn járók a nyírfa és cser leveit gyűjtötték.
A jobbágyfelszabadítást követően megváltozott a gazdálkodás módja, a munka hatékonyabbá vált, és korszerűsödtek a munkaeszközök. A ló igás állatként háttérbe szorította a szarvasmarhát, melyet inkább húsáért és tejéért tartottak. A kapásnövények elterjedésével a nők egyre nagyobb számban vettek részt a földművelésben, míg az ipari növények terjedése jövedelmezőbbé vált. A szántóföldi munkák gépesítése tovább folytatódott, az arató- és cséplőgépek pedig hatékonyabbá tették a munkát.
A birtokelaprózódást megakadályozni kívánó családok között, különösen Somogy baranyai határ mentén, megjelent az „egykézés” jelensége. Ez a szokás a módosabb reformátusoknál kezdődött, majd a katolikusok körében is elterjedt, népbetegséggé vált. Ugyanakkor a sokgyermekes, szegényebb magyar és horvát lakosság emberfelesleggel küzdött, sokan más vidékekre költöztek időszaki munkavállalás céljából. Somogy faállománya egyre csökkenni kezdett, ami miatt különféle tiltó intézkedéseket vezettek be. A faépítkezést, főként az épületekhez szükséges anyagok miatt, a tömésfal és a vert falú építkezési mód váltotta fel. Ezzel egyidejűleg több tárolóépület is épült a szabadkéményes konyhák mellett.
A gazdasági épületek, istállók és pajták korszerűbbek voltak a lakóházaknál, ahol ritkán fordult elő cseréptető. A 18. századtól a 20. század elejéig nyomon követhető a hagyományos paraszti lakásberendezés fejlődése. Az egysejtű lakások cserépedényei és mázas edényei díszesebbé váltak. A szobai kemence helyett a módosabbak korongolt szemekből készült kályhákat raktak. A nagyobb bútorokat mesteremberek, például ácsok, molnárok és bognárok készítették keményfából. Az ácsolt ládákban ruhát és élelmet tároltak, később a fiókos ládák („sublat”) váltak elterjedtté. Az alacsonyabb üveges, ajtós szekrényfélék mellett megjelent a fennálló szekrény is a században.
A berendezéshez tartozott a hátas szék, karosszék, pad, hátas pad, fogas, ágy és bölcső is. A rangosabb bútorokat a szobában helyezték el, míg a régebbiek egyre hátrébb, végül a kamrában kaptak helyet. A múlt századtól kezdve elterjedt a sarokpados elrendezésű szoba, amely az ünnepi családi összejövetelek központja lett. Az alvásra szolgáló helyek között az ágyakon kívül a kemence padkája és egyéb alkalmi fekvőhelyek is megtalálhatóak voltak. Egy ágyban több ember is aludt, és ha baba született, a bölcsőt a szülői ágy mellé helyezték.
A szobabeli textíliák sokfélesége mellett a konyha hagyományos berendezése is sokáig megmaradt. A nyílt kémény megépítése előtt a katlan és a kemence körüli sárpadka szolgált tűzhelyül. A tűzhely fölött láncon lógatott bográcsban főztek, vagy a kemence szájában, míg a nyílt tűzhely parazsa felett állított lábasokat, serpenyőket és fazekakat használtak. A füst a nyitott konyhaajtón távozott. A kéményes füstelvezetés tisztábbá tette a konyhát, ahol már zárt tűzterű rakott sparhelton főzték az ételeket.
A 20. század elején megindult a balatoni idegenforgalom, ami a népi iparművészet virágzását is elhozta. Ekkor már nemcsak használati, hanem dísztárgyak is készültek, főként az egykori pásztorok és leszármazottaik munkájával. A jelentős mesterek közé tartozott például a Kapoli testvérek, Kálmán István, Tóth Mihály és Boszkovics János.
A sertéstartás és a baromfitartás a századelőn belterjesebb formában terjedt el. A hagyományos makkoltatást felváltotta a kukoricán való hizlalás, és a 18. századi szilaj tartást fokozatosan a félszilaj tartás váltotta fel. Az állatok télen már istállókban, ólakban vészelték át a hideg hónapokat, ami a pásztortársadalom rangját és szerepét is átalakította. A legnehezebb körülmények között élő pásztorok Somogyban a kanásznép voltak. A híres somogyi pásztorok közül ők voltak a legnagyobb számban, hiszen a Dunántúlon a sertéstartásra legkedvezőbbek voltak a legelők. A zselici sertéstartás már az Árpád-korban is dokumentálva volt.
A juhtartás során a magyar rackát a 18. század óta a spanyol merinó juh váltotta fel, míg a gyapjúkonjuktúra a juhászokat emelte a ranglista élére. A pásztortársadalom életmódja és kultúrája sokáig megőrizte a hagyományokat. A kanászok jellegzetes öltözködése és munkaeszközeik, mint a fokos és a bunkósbot, a mindennapi életük elválaszthatatlan részei voltak.
A somogyiak ruházata leginkább lenből és kenderből készült. A fonás és szövés házi keretek között történt, a díszesebb darabokat már mesterek készítették, főként betelepült nemzetiségekből. A pamutfonal megjelenése a 19. század derekán kezdődött, de a vászon maradt a falusi emberek alapanyaga. Az ünnepi és hétköznapi ruhák a falusi hagyományokat tükrözték, míg a színek és minták sokfélesége különleges jellemzője volt a somogyi népviseletnek.
A ruházat evolúciója a történelmi változásokkal párhuzamosan zajlott, a férfi- és női viseletek is folyamatosan alakultak. Az egyedi hímzés és díszítés tovább gazdagította a hagyományos öltözködést, míg a különböző szövetek és anyagok bevezetése új stílusokat hozott. A régió jellegzetességei a mintákban és a viseletek formáiban is megmutatkoznak, ezzel is fenntartva a kulturális örökséget.
Somogy megye gazdag, színes viselete különös figyelmet érdemel. A fiatalok öltözködésében elsőként a konty, fejkendő, pántlika és kötény színesedése vált szembetűnővé, majd megjelentek a mellények és felsőszoknyák. A gazdagabb vidéken, különösen a városias területeken, mint Külső-Somogy, Sió mente, Kapos mente és Igal, a posztóból készült nadrágok, kabátok és ingek is elterjedtek. A nőknél télen a derékig érő ködmön, míg a férfiaknál a pelerinszerű hosszú bunda volt a jellemző. A szűcsök készítették ezeket, míg a kedveltebb szűröket a szűrszabók.
Érdekesség, hogy a befenekelt ujjú szűr főként a pásztorok számára készült, míg a parasztok körében a rátétes, gyapjúhímzéses nagy gallérú szűrök voltak népszerűek. A viselet nemcsak esztétikai, hanem társadalmi azonosító szerepet is betöltött, hiszen a viselője vallását, rangját, foglalkozását, korát, családi állapotát és nemzetiségét is elárulta. A nők hajának hosszúsága különösen fontos volt, mivel a hiedelmek szerint a haj a nő ékessége és varázsszere is volt. A hajhossz és a frizura módja a társadalmi státuszra utalt, például a hajadonok fonva hordták a hajukat, míg az asszonyok "felkontyolták".

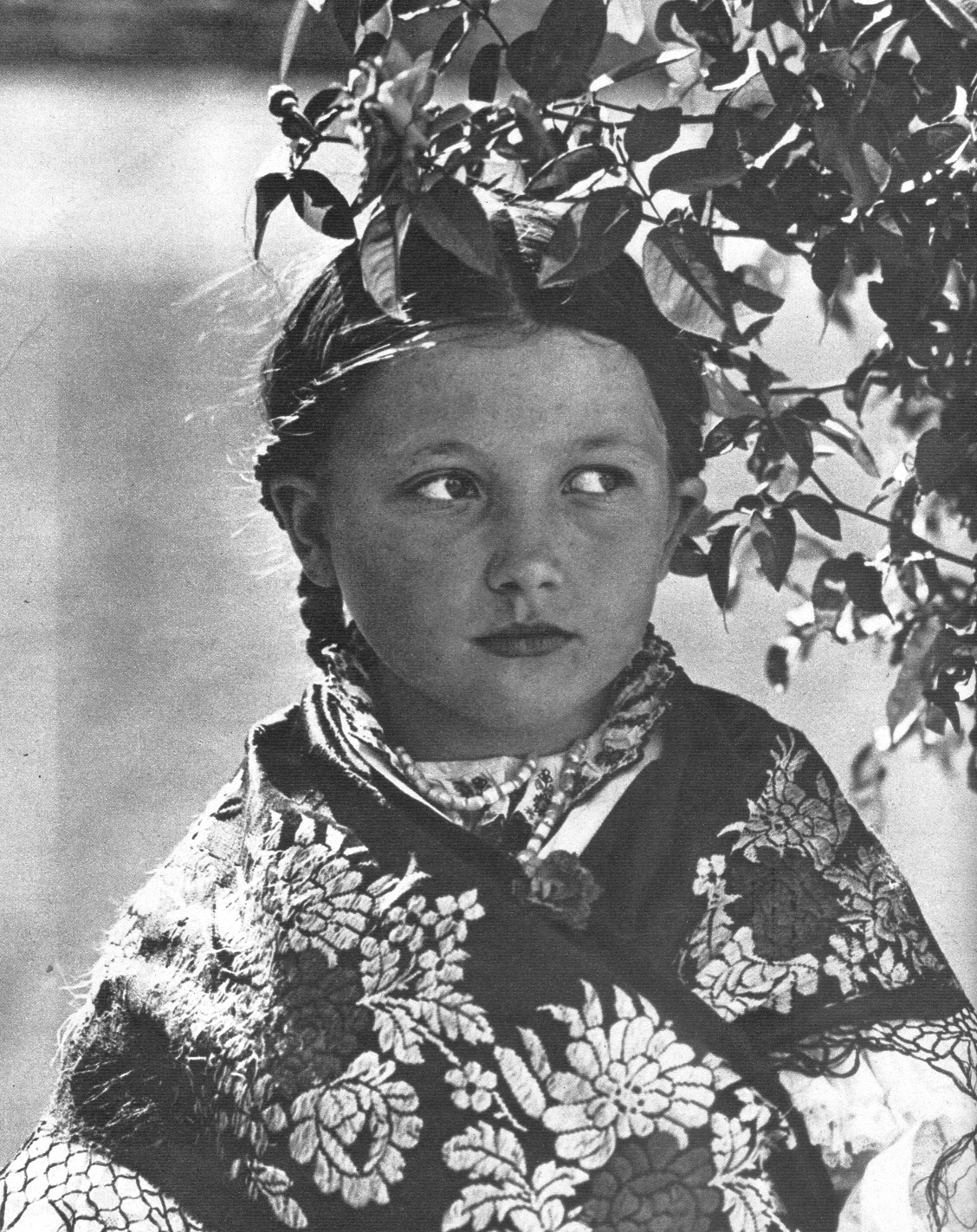
Somogyi kislány

A 18. században a menyasszonyi koszorú a szüzeket megillető virágkoszorú volt, és a "pártában maradt" kifejezés a házasságra váró nőkre utalt. A múlt század közepétől a nyírott haj divatja terjedt el, ami a korábbi hosszú, befont hajjal szemben állt. A férfiak is inkább befont hajjal jelentek meg, és a bajusz a férfiasság jelképe lett, míg a szakáll az előkelőséget szimbolizálta.
A múlt század során a szűr mellett a posztó- és szövetkabátok, mellények és nadrágok váltak egyre népszerűbbé. A lábbeli cserzett bőrből készült, a bocskor a gyalogosok lábvédője volt, míg a papucs és cipő fejlődése is megfigyelhető. A katonai hagyományok révén a bakancs is elterjedt, míg a csizma a hétköznapi emberek számára drága holmi volt.
A fiatal nők körében népszerűek voltak a piros csizmák és a magas fűzős cipők, míg a horvátok körében a hagyományos viselet sokáig fennmaradt. A somogyi néphagyományokat nemcsak a helyi folkloristák, hanem neves kutatók is dokumentálták, akik a megye szellemi életét vizsgálták. A hagyományos népdalok, balladák, és a vallásos költészet szerves részei voltak a somogyi kultúrának.
Míg a közelmúltban sok hagyomány eltűnt, a megye szellemi élete és a néphagyományok ápolása továbbra is élő maradt. Számos hagyományőrző csoport, népi iparművész és gyermekcsoport dolgozik a somogyi néphagyományok megőrzésén, amit a különböző fesztiválok, találkozók és kiállítások is tükröznek.

### Nyelvjárás
A Somogyi nyelvjárás a magyar nyelv dél-dunántúli változatai közé tartozik, szoros kapcsolatban állva a közép-dunántúli–kisalföldi dialektusokkal. A közép-dunántúli–kisalföldi és dél-dunántúli nyelvjárások megkülönböztetik a nyílt „e” hangot és a zárt „ë”-t, de nem a zárt, hanem a nyílt változat tér el a köznyelvi kiejtéstől: a nyílt „e”-t a röviden ejtett „á”-hoz közelítik. Pl.: âmber (ember), âlmegy (elmegy).

#### Hangrendi sajátosságok
A somogyi nyelvjárásban több kiejtési jellegzetesség is megfigyelhető:
- Zárt ë-zés: A zárt „ë” hang használata, amit például olyan szavakban figyelhetünk meg, mint „dëszka” (deszka), „lë” (le) és „së” (se).
- Ö-zés: Az ö-hangok erőteljes jelenléte, például „kendör” (kendő), „löhet” (lehet) és „mönünk” (megyünk).
- Nyílt é-zés: Néhol a nyílt „é” hang használata is előfordul, például „kégyó” (kígyó) és „késér” (kísér) szavakban.

#### Nyelvtani sajátosságok

Dél-Dunántúli nyelvjárási régió

A somogyi és különösen a dél-somogyi nyelvjárásokban különleges alaktani jelenségek is megtalálhatók. A tárgyas igeragozásban például a „mondja”, „mondjátok”, „mondják” alakok helyett a „mondi”, „monditok”, „mondik” formák használatosak. A birtokos személyjelek is különlegesek: a „lovuk” és „kertjük” helyett a „lovik” és „kertyik” alakokat használják.

#### Szókincs
Somogy nyelvjárási területe igen színes szókinccsel rendelkezik. Az egyedi szókincs részben a belső nyelvi fejlődés eredménye, de erős hatással voltak rá a délszláv és a német nyelvek is. Például az „igen” helyett gyakran a német eredetű „ja” szót használják.
| Tájszólás      | Jelentés           |
| -------------- | ------------------ |
| hóbelevánc     | ruha               |
| csollány       | csalán             |
| tepszi         | tepsi              |
| muslinca       | muslica            |
| vánkos         | párna              |
| künn           | kint               |
| kutyul         | kever              |
| abázul         | leszedi, lelopja   |
| cseresnye      | cseresznye         |
| zsiba          | liba               |
| kőttes kalács  | kelt kalács        |
| eszcájg        | evőeszköz          |
| bürü           | deszkahíd          |
| vürütyül       | szürcsöl           |
| buksza         | pénztárca          |
| tik            | tyúk               |
| hokedli        | támla nélküli szék |
| kuruttyul      | makog              |
| kokas          | kakas              |
| vekker         | ébresztőóra        |
| vella          | villa              |
| sültőssapka    | baseball sapka     |
| györök         | gyerek             |
| gyün           | jön                |
| kajabál        | kiabál             |
| kajabelló      | étel               |
| redvás, retkes | koszos             |
| gyenisztrál    | piszkál            |
| hüttő          | hűtő               |
| Kapozsvár      | Kaposvár           |
| faragó         | hegyező            |
| tixó           | cellux             |
| hömbölödik     | legurul            |
| sikonyál       | sikoltozik         |
| gyürke         | kenyérvég          |
| kolompér       | burgonya           |
| kummant        | alszik             |
| dzsindzsás     | gazos              |
| csimota        | kisgyerek          |
| pernahajder    | csíntalan, rossz   |
| keczmereg      | vergődik           |
| topor          | balta              |
| visodik        | civakodik          |
| keszte         | kétujjas kesztyű   |
| göcsejes       | hegyen-völgyön     |
| tohonya        | lusta              |

### Néptáncok

#### Somogyi ugrós
A legarchaikusabb ugrós táncok Somogyban maradtak fenn, amelyeket mozdulataik hasonlósága miatt a kanásztánc eszköz nélküli változataiként értelmezhetünk. E tánctípus kialakulása a 19. század közepére tehető, amikor a pásztorkultúra felbomlásával a parasztság átvette és saját ízléséhez igazította a vad pásztorok táncait.
A férfiak által előadott egyes, kettes, hármas és négyes, úgynevezett „verbung” ugrós táncok mellett megjelent a vegyes páros változat is. A páros ugrós a somogyi nép körében a 20. század közepéig a csárdással vetekedett népszerűségben. E táncban a férfi és nő vagy jobb kézzel, keresztkézfogással, vagy fogás nélkül táncol. A négyes páros verbungnál a csillag alakzatba rendeződött, keresztkézfogással összekapcsolódó táncosok gyakran helyet cserélnek. A két–három motívumból álló egyszerű alapformulák gazdag variációban és kötetlenül jelennek meg.

#### Kanásztánc
A somogyi táncok egyik legkülönlegesebb típusa a kanásztánc. A „kanászos” vagy „kondástánc” a leírások és az idősek visszaemlékezései alapján egészen a múlt századig gazdag eszközhasználattal és párbajszerű mozdulatokkal átszőtt virtuóz tánc volt.
A férfiak korábban valóban fegyverekkel – karddal, baltával –, később pedig más eszközökkel, például bottal vagy seprűvel adták elő. A tánc ügyességi próbát is jelentett, amelynek lényege az eszköz akadályozása nélküli kerülgetése volt. Ha valaki tánc közben hozzáért vagy elrúgta a keresztbe rakott botot, azt nagy szégyennek tartották. Az eszközhasználat miatt a táncfigurák viszonylag egyszerűek, főként a „ti-ti-tá” ritmusra épülnek.

### Somogyi cifraszűr
A magyar szűrök közül a somogyi szűr az egyik legrövidebb és legnagyobb gallérú darab. Különösen rövid a somogyi kanászszűr, amelynek minden eleme négyszög vagy téglalap alakú, kivéve az ujjak végein alkalmazott kerek posztódarabokat. Gallérja általában szögletes, ívelt rész nélküli. A szegés leggyakrabban cinóberszínű, de előfordulhat kármin, bordó, ritkábban zöld, fekete vagy kék is.
A somogyi kanászszűrt sosem díszítették rátéttel, hanem mindig hímzéssel látták el. Meghatározó színe a vörös, amit széles szegélyek és borítások, valamint a túlnyomórészt vörös hímzés dominál. A cifraszűr eleje, oldala és feleresztése is hímzett. A szűrgallér két sarkában „bokorvirág” motívum található, amely átnyúlik a borítatlan területre. A hímzés ritkább, hogy a szűrposztó kilátszódjon alatta, és esetenként közvetlenül a posztón is készítettek hímzést. A rózsákat piros posztóból is applikálták, fekete zsinórral körvonalazva; ilyenkor a levelek is általában feketék voltak. Idővel a cifraszűr hímzései is elhalványodtak, sötétebb árnyalatúvá váltak.

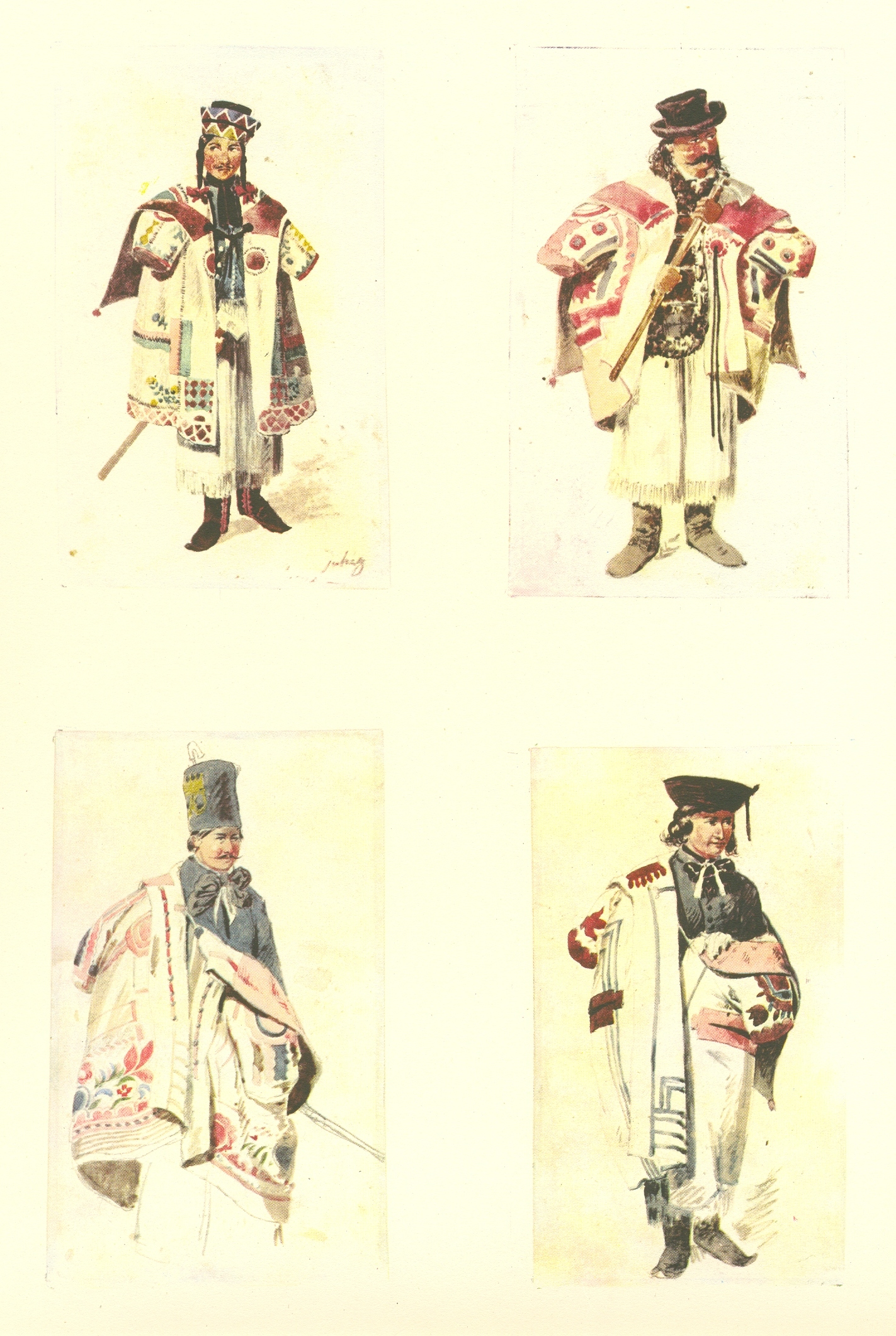
Tradicionális somogyi ruhaviselet

Somogyban az 1860-as és 1870-es években a hatóságok üldözték a széles szegélyű cifraszűrt. Ahol a színes posztó szegések a szűrre voltak varrva, ott ezek idővel kopni kezdtek, így a színes fonalak megmaradtak, mint a díszítés körvonalai. Ez új típusú cifraszűr kialakulásához vezetett, mivel a szűrszabók immár csak ezeket a kontúrokat varrták a szűrre. Kaposváron ezt az új típust „Garibaldi-szűrnek” nevezték, a díszítésük neve pedig „cigula” vagy „cikula” lett. A polgárság szűrei Somogyban jelentősen eltértek a pásztorokétól: hosszúságuk közelebb állt az alföldi vagy kun cifraszűrhöz, ám az ujjvégük fenekes volt, akárcsak a kanászszűröké. Ez utóbbit csak geometrikus mintákkal díszítették, zsinórral és varrógéppel hímezve, minimális szegéllyel.

### Dramatikus hagyományok
A somogyi dramatikus hagyományok különféle rituális és szimbolikus eseményeket foglaltak magukba, amelyekben a helyi közösség tagjai közösen vettek részt. Ezek közül a leghíresebbek a téltemető és farsangi felvonulások, amelyek a tavaszváráshoz és a megújuláshoz kapcsolódtak.
- Téltemetés: A téltemető szertartások célja a tél, a hideg és sötét időszak elűzése volt. Az esemény során gyakran bábokat égettek el, amelyek a telet és az elmúlt év nehézségeit szimbolizálták. A szertartást ünnepléssel, zenével és tánccal kísérték, így próbálták biztosítani a jó termést és az új év szerencséjét.
- Farsangi maskarás felvonulások: A farsang időszakában a falvakban látványos, maszkos felvonulásokat tartottak, ahol a résztvevők jelmezeket, maszkokat öltöttek magukra. Somogyban a jellegzetes farsangi alakok közé tartoztak a „busók” és a „ciberek”. Míg a busók bő, bundás ruhájukban, félelmetes maszkjaikban és zajos csengettyűikkel a tél, az ártó szellemek és a gonosz erők elűzését szolgálták, addig a „ciberek” alakja vidámabb, csúfolkodó jellegű volt. A „cibere” alak a helyi bolondos figurákat, néha koldusokat vagy komikus szereplőket szimbolizált, és humoros jelenetekkel szórakoztatta a közönséget.

### Helyi mondák és mesemondás
A helyi mondák és mesemondás Somogy vármegye kulturális örökségének fontos részei, hiszen a falusi közösségek életében a mesemondás nemcsak szórakoztató, hanem tanító jelleggel is bírt, és gyakran szolgált a közösségi értékek, hiedelmek és a hagyományok átörökítésére. Somogyban a mesék és mondák többsége a vidéki élethez kapcsolódott, gyakran a természetfeletti és a hétköznapi világot összekötő történeteket meséltek el.

#### Jellegzetes somogyi mondák
Somogy vidékein az emberek sokszor az ősi hiedelmek és babonák szerint értelmezték a világot, amely megjelent a különféle mondákban és legendákban is. A somogyi táj természeti jelenségei, a különleges hegyek, völgyek és mocsarak ihlették ezeket a történeteket, amelyek gyakran titokzatos, misztikus szereplőket és természetfeletti erőket is bemutattak.
- Zselici boszorkányok és szellemek: A Zselic erdőségei tele voltak misztikus történetekkel, amelyek szerint boszorkányok, kísértetek és különféle szellemek lakták a sűrű erdőket. A falusi emberek úgy tartották, hogy a boszorkányok itt varázserővel rendelkeztek, és képesek voltak rontást hozni az emberekre, különösen azokra, akik megsértették az erdőt vagy a természet rendjét. A Zselic környékén ismert történetek közé tartozott az éjfélkor megjelenő fehér ruhás kísértet, akiről azt mondták, hogy elátkozott lélek, aki nem találta meg békéjét. Ezek a mondák valószínűleg a középkorból maradtak ránk.
- A csuda tehén mondája: Ez a monda a somogyi paraszti élet egyik kedvelt története volt. A legenda szerint a csuda tehén, egy különleges, varázserővel bíró tehén, éjszakánként az elhagyatott mezőkön tűnt fel, ahol selymes füvet legelt, és akire rátalált, annak életét szerencsével töltötte meg. Az emberek szerint a csuda tehén érintése gyógyító erővel is bírt, így a falusiak gyakran álmodoztak arról, hogy találkoznak vele.
- A szóládi kőasszony története: Szólád településen mesélték a kőasszony legendáját, amely egy olyan kőalakról szól, amelyet a helyiek természetfeletti erőkkel ruháztak fel. A történet szerint a kőasszony valaha egy nő volt, akit elátkoztak, és átokként kővé dermedt. A falubeliek azt tartották, hogy ha bárki elmozdítja a kőasszonyt eredeti helyéről, szerencsétlenséget hoz magára és a falura is.

## Gasztronómia
A 2000-es évek első évtizedében Somogy egyedülálló rendezvénysorozatnak adott otthont: a „Különleges asztali örömök Somogyban” nevű program minden évben gazdagította a megye programkínálatát. Kora tavasztól késő őszig szinte minden hétvégén kulináris események várták az érdeklődőket Somogy különböző településein.
A rendezvénysorozat keretében Nagyszakácsiban a Királyi szakácsok versenye (1992-től), Nagyatádon a Palacsintáskirály választás, Mesztegnyőn a rétesfesztivál, Ecsenyben pedig a Nemzetiségek főzőversenye vonzotta a látogatókat. A helyi specialitások közül Babócsán a bab, Balatonbogláron a hal, Balatonendréden a vad, Bőszénfán a lecsó, Csurgón a csusza, Kadarkúton a gesztenye, Lengyeltótiban a dió, Magyaratádon a pálinka, Mernyén a krumpli, Miklósiban a szárnyasok, Nagybajomban a kenyér, Patalomban a rizs, Segesden a prósza, Siójuton a bográcsos ételek, Somogyvámoson a vegetáriánus fogások, Szennán a hurka, Szóládon a bor, Szőlősgyörökben a honfoglalás kori ételek, Szőlőskislakon a tök, és Taranyban a bunczek kaptak kiemelt szerepet.

### Levesek
Somogy megyében a levesek főként a táj gazdagságát és a helyi alapanyagok bőségét tükrözik. A hallevesek (pl. Mária halleves) friss balatoni halakkal készülnek, és hagyományos magyar fűszerekkel, mint a fűszerpaprika és fokhagyma ízesítik őket. A zselici levesek bőségesek, sokféle húsféleséggel, májjal, gombával és friss zöldfűszerekkel, míg a savanyúkáposztaleves füstölt hússal tartalmas és savanykás ízvilágú. A régió jellegzetes, gazdag rántásos sűrítési technikákat használ, mint a hajdinakásalevesben vagy az édeskáposztalevesben.
- Mária halleves
- Zselici leves
- Hajdinakásaleves
- Savanyúkáposztaleves füstölt hússal
- Édeskáposztaleves

### Főételek
A főételek Somogyban gyakran húsalapúak és kiemelkedőek a borral készült ételek, például a sertésborda Boglári rajnai rizlingben. A Balatoni mustos pecsenye musttal párolva készül, amely kellemesen édes-savanykás karaktert ad az ételnek. A régióban a sertéshús jelentős szerepet játszik; a szennai zsebeshús savanyú káposztával és sült burgonyával kerül tálalásra, míg a csökölyi nyúl alapú ételek a vadászati hagyományokat tükrözik, mint a nyúlpaprikás. A német hatást mutatja a lábodi német hurka, amely helyi specialitásként készül.
- Balatoni mustos pecsenye
- Sertésborda balatonboglári rajnai rizlingben párolva
- Szárszócska
- Szennai zsebeshús
- Sertéscsülök Nagyszakácsi módra
- Savanyú káposzta szalonnával
- Csökölyi nyulahúsos keménykása
- Német hurka
- Kőttrétes fogas májjal és ikrával
- Pinceszeres nyúlpaprikás, pirított nyúlmájgombóccal
- Hamis Kertész lecsó
- Gombával töltött zöldborsós palacsinta

### Gyors ételek
A gyors ételek között különlegesebb variációkat találhatunk, mint a savanyú káposzta szalonnával, amely egyszerűségében is laktató. A szalonna és káposzta kombinációja egyértelműen tükrözi a hagyományos magyar konyha ízvilágát. A hamis kertész lecsó sokféle zöldséggel, füstölt hússal és kelkáposzta levéllel készül, ami tartalmassá és gyorsan elkészíthetővé teszi. A Dödölle egy alapvető krumplis étel, amit burgonya, liszt, zsír vagy olaj felhasználásával készítenek. A burgonyát összetörik és liszttel keverik, majd zsírban pirítják, gyakran sült hagymával tálalják. Önmagában vagy pörköltek, savanyúságok mellé fogyasztják. A Törött babnál különféle szárított babot használnak, amelyeket főzés után pépesítenek. Gyakran tejföllel, pirított hagymával vagy kolbásszal teszik még ízesebbé, illetve sült húsok mellé tálalják köretként.
- Dödölle / Krumpligáncia
- Törött bab (somogyiasan: Törött borsó)
- Lisztes terc

### Desszertek
Somogy megye desszertjei közül kiemelkedik a kelt tészta és a rétes, különféle töltelékekkel. A régió desszertjei a hagyományos magyar édes ízek mellett a helyi alapanyagokat, például a tejfölt és túrót is szívesen használják. A Vánkosfánk készítésekor élesztős tésztát kelesztenek, majd forró olajban aranybarnára sütik, így lesz kívül ropogós, belül pedig puha. A fánkokat általában porcukorral hintik meg, és lekvárral vagy mézzel tálalják. Néha vaníliás cukrot is adnak hozzá a gazdagabb ízért.
- Vánkosfánk
- Kelt/Kőtt rétes
- Túrós-sárgarépás nyújtott rétes
- Repenyacsa
- Tökös mákos rétes

## Oktatás és köznevelés
1900-ban az analfabéták aránya 38% volt, majd 1930-ra a népesség 9%-a még mindig nem járt iskolába, és mindössze a lakosság valamivel több mint fele fejezte be a 6. osztályt. A közép- és felsőfokú végzettséggel rendelkezők aránya ekkor 2% alatt volt. Az iskolázottsági szint 1948 után emelkedni kezdett: míg 1949-ben a 15 év felettiek mindössze 17%-a végezte el a 8 osztályt, ez az arány az 1980-as évekre ötszörösére nőtt. Azonban 1990-re 20%-os visszaesést mutattak a statisztikák, ekkor a lakosság 13%-a rendelkezett közép- és 6%-a felsőfokú végzettséggel.
Az 1770–1774-es népiskolai összeírások szerint mintegy 150 iskola működött, melyek jelentős része a 20. századot is megérte. 1910-ben 436 népiskola működött a megyében. Az 1948-as államosítás során a korábbi felekezeti iskolákat összevonták vagy megszüntették, és az 1980-as évekig a külterületi általános iskolák többsége bezárt. 1994-ben 181 általános iskola maradt működőképes. Az 1960-as évek végén 326 általános iskola létezett, amely 1975-re 254-re, az 1980-as évekre pedig 176-ra csökkent. A rendszerváltás után további iskolabezárások történtek.
1995-ben Somogy megyében hat ipari, két mezőgazdasági és egy erdészeti szakmunkásképző iskola működött. Emellett több szakközépiskolában is folyt szakmai képzés Balatonbogláron, Barcson, Kaposváron és Siófokon különféle területeken, például egészségügy, építőipar, közgazdaság, mezőgazdaság és gépészet területén. A megye 13 gimnáziumának egy részében szintén szakközépiskolai képzés is zajlott. A pedagógusok utánpótlásáról Csurgón 1869 és 1933 között egy állami tanítóképző gondoskodott, majd Kaposváron tanítóképző, egészségügyi főiskola és a Pannon Agrártudományi Egyetem nyújtott felsőfokú képzést.
A két világháború közti időszakban a jelentős helyi napilapok, az Új-Somogy és a Somogyi Újság naponta közvetítettek híreket. A második világháború után több párt hozott létre saját sajtóorgánumot, de 1951-től 1990-ig a Somogyi Néplap maradt az egyetlen napilap, később közéleti lappá alakult. A megyében jelentős kulturális folyóiratokat is kiadtak, például a Somogyi Írást, később Somogyi Szemlét és Somogy címen. Az 1989 és 1991 közötti időszakban független lapok is megjelentek, például a Somogyország és az Új-Somogyország.
A közművelődési otthonok száma 1956-ban kétszáz fölött volt, de a hatvanas években a legtöbb új közösségi épület ebben az időszakban létesült. 1990 után a közművelődési intézményhálózat fokozatosan csökkent, és 1994-ben már csak 118 művelődési ház, faluház, valamint 278 önkormányzati könyvtár működött. A TIT profilja ekkoriban szélesedett. A Moziüzemi Vállalat a hetvenes évek végétől kezdte bővíteni és modernizálni filmszínházait, Kaposváron pedig az ország első mozimúzeuma jött létre. A Csiky Gergely Színház 1955. augusztus 1-jén alakult meg, és az 1970–80-as években Magyarország egyik legsikeresebb színházává vált. A megye közgyűjteményei, könyvtárai és múzeumai az 1960-as évektől folyamatosan fejlődtek, kiállítóhelyei pedig az 1977–1983 közötti időszakban megduplázódtak.
Somogy vármegyében az oktatási rendszer sokszínűsége lehetőséget nyújt a diákok számára, hogy széles körű képzési kínálatból választhassanak. A vármegyében két egyetemi város is található: Kaposvár és Siófok.

### Egyetemi képzések
Kaposváron a Kaposvári Egyetem (jelenleg a Magyar Agrár- és Élettudományi Egyetem része) biztosít oktatási lehetőségeket a felsőoktatás iránt érdeklődők számára. Az egyetemen különféle alapszakok és mesterképzések érhetők el, amelyek különösen a mezőgazdasági, művészeti, informatikai és pedagógiai területekre összpontosítanak. Siófokon a Debreceni Egyetem kínál 2025 őszétől gyógyszerészeti, informatikai és turizmushoz kapcsolódó szakokat, ami a Balaton turisztikai régiójában különösen nagy jelentőséggel bír.

### Középfokú oktatás
Somogy vármegyében több kiemelkedő középiskola található, amelyek közül a legfontosabbak:
- Táncsics Mihály Gimnázium (Kaposvár) – a vármegye egyik legismertebb és legrégebbi gimnáziuma, amely széleskörű, általános és emelt szintű oktatást kínál, különösen nagy hangsúlyt fektet a természettudományos, nyelvi és művészeti képzésre.
- Siófoki Perczel Mór Gimnázium (Siófok) – széles képzési palettával rendelkezik, emelt szintű német nyelvi és természettudományos osztályokkal, továbbá informatikai és művészeti irányultságú képzésekkel is.
- Munkácsy Mihály Gimnázium és Szakképző Iskola (Kaposvár) – középfokú oktatási intézmény, amely gimnáziumi és szakképző osztályokat egyaránt kínál, így lehetőséget biztosít a diákok számára, hogy általános és szakmai tudást is szerezzenek.

A vármegyében összesen mintegy 30 gimnázium és középiskola működik, beleértve a szakgimnáziumokat és a szakképzési intézményeket. Ezek között több helyen kínálnak technikusi képzéseket, amelyek a régió munkaerő-piaci igényeihez igazodva, például mezőgazdasági, kereskedelmi, műszaki, egészségügyi és vendéglátóipari szakképesítést nyújtanak. A középiskolákban tanuló diákok száma hozzávetőlegesen 10-12 ezer fő.

### Általános iskolai oktatás
Somogy vármegyében körülbelül 104 általános iskola található, amelyek biztosítják a 6-14 éves korosztály oktatását. Ezek között több olyan iskola is van, amelyek kisebb falvakban működnek, és a helyi közösség alapvető oktatási szükségleteit szolgálják ki. Az általános iskolákban a diákok száma meghaladja a 13-14 ezer főt. A vármegye általános iskolái a közismereti tantárgyak mellett egyre nagyobb hangsúlyt fektetnek a digitális és idegen nyelvi képzésre is, ami összhangban áll a modern oktatási követelményekkel.

### Oktatási kihívások és fejlesztési irányok
Somogy vármegye oktatása több kihívással néz szembe, különösen a kisebb településeken, ahol az elvándorlás és a csökkenő diáklétszám problémát jelent. A vármegye oktatási fejlesztési terveiben ezért a digitális taneszközök bővítése és az online oktatási lehetőségek fejlesztése szerepel kiemelt célként, ami lehetőséget biztosítana a kisebb településeken élő diákok számára is a minőségi oktatáshoz való hozzáférésre.

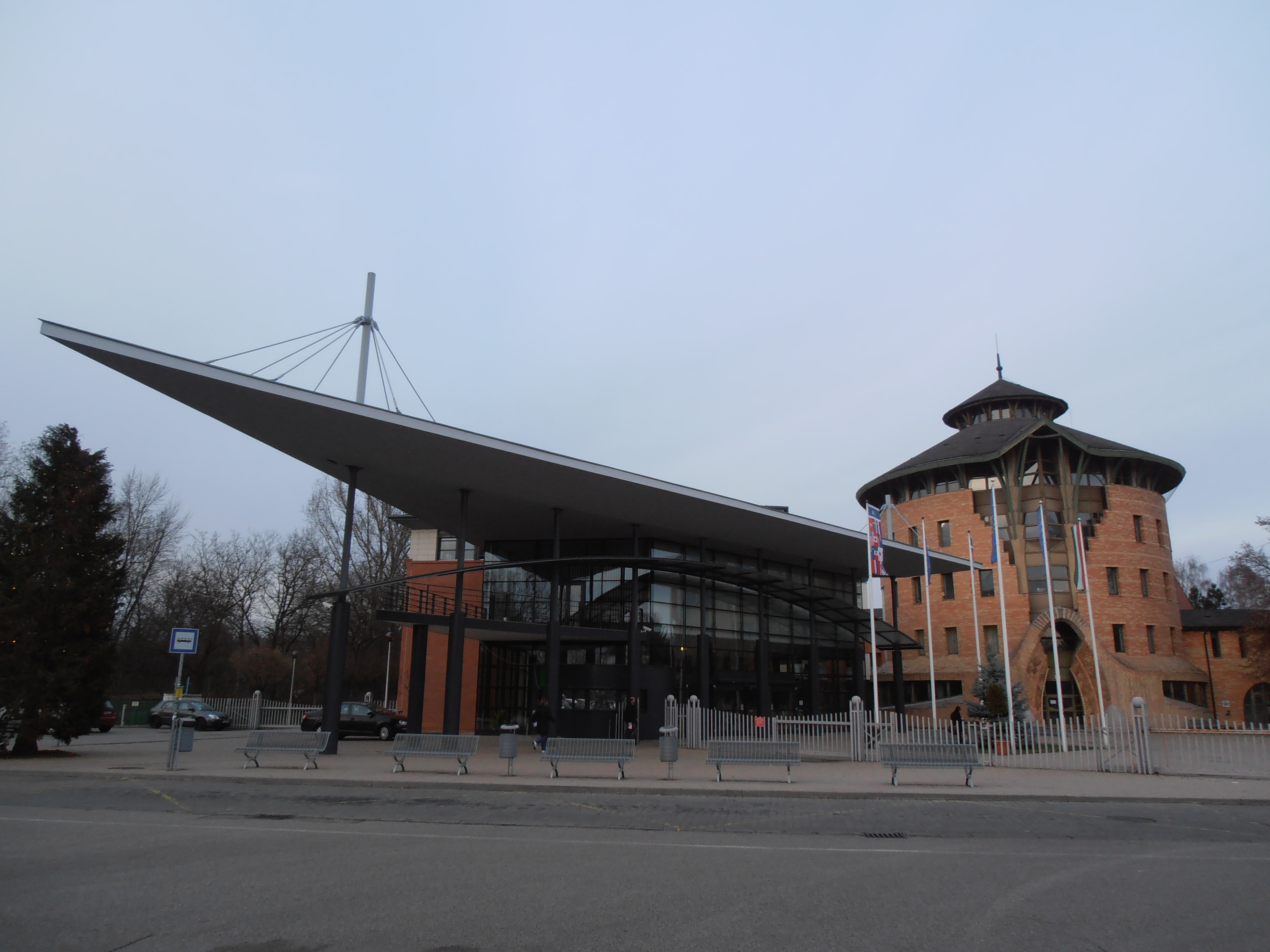
Kaposvári Egyetem
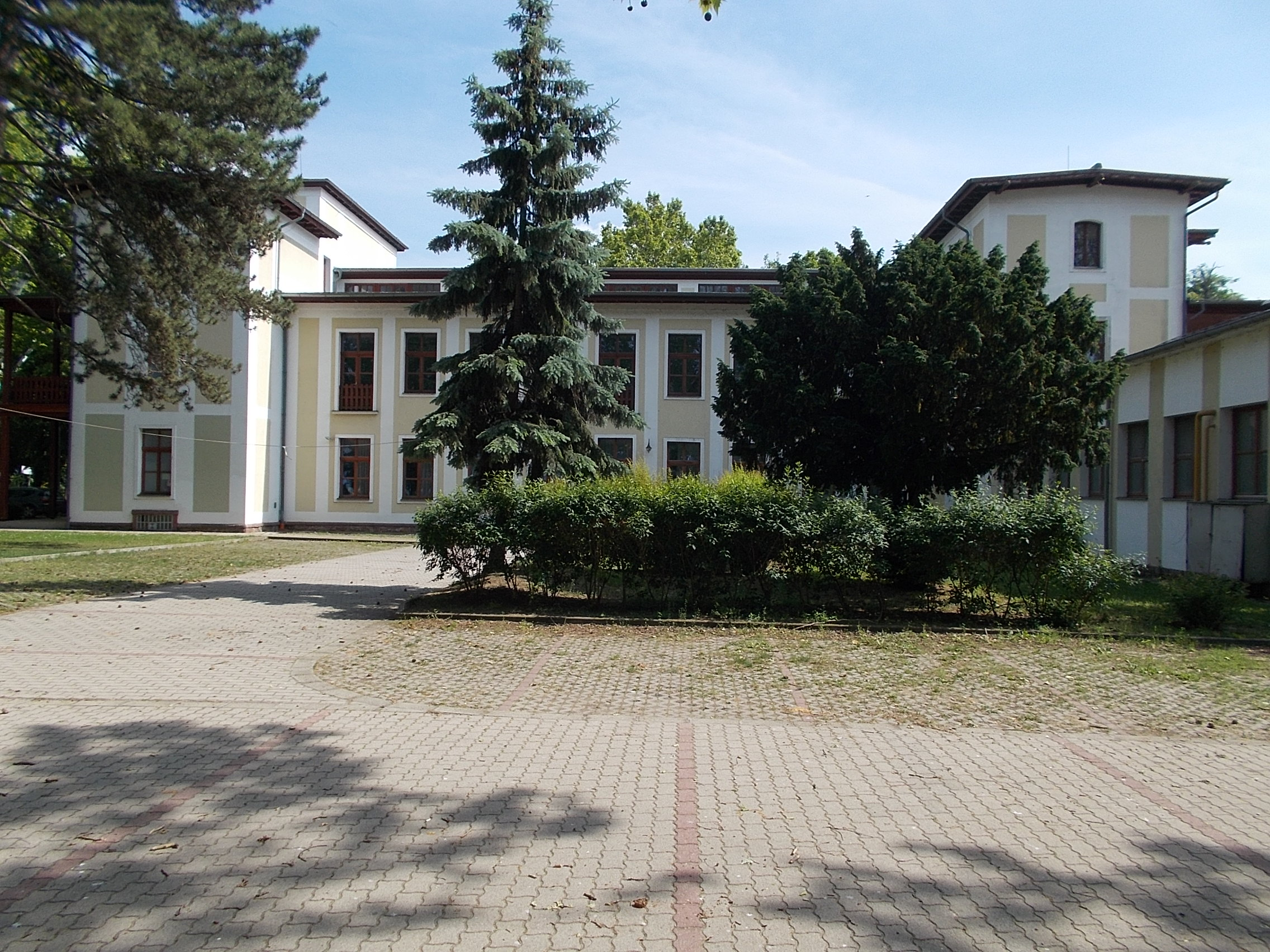
Debreceni Egyetem siófoki kampusza
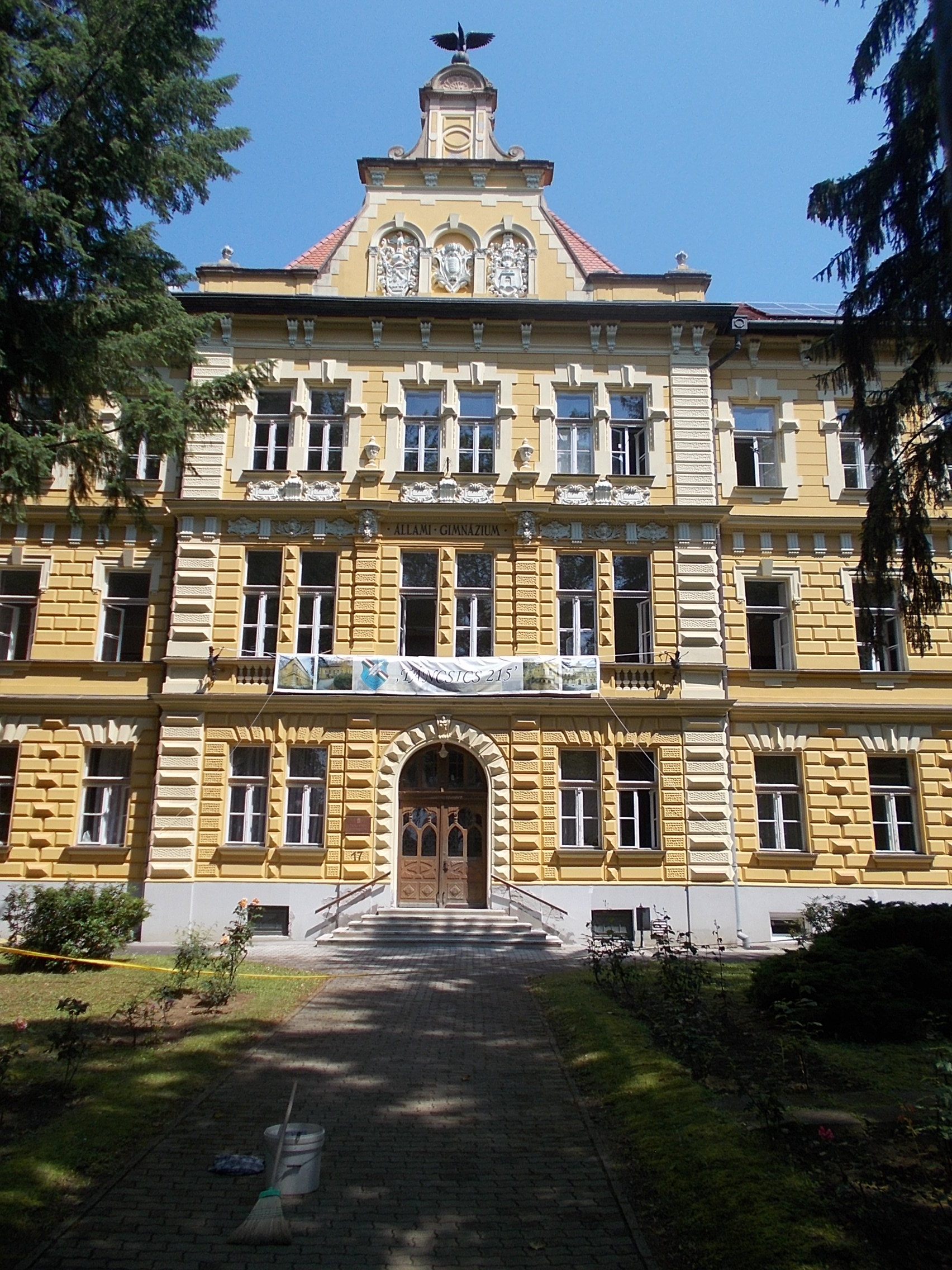
Táncsics Mihály Gimnázium
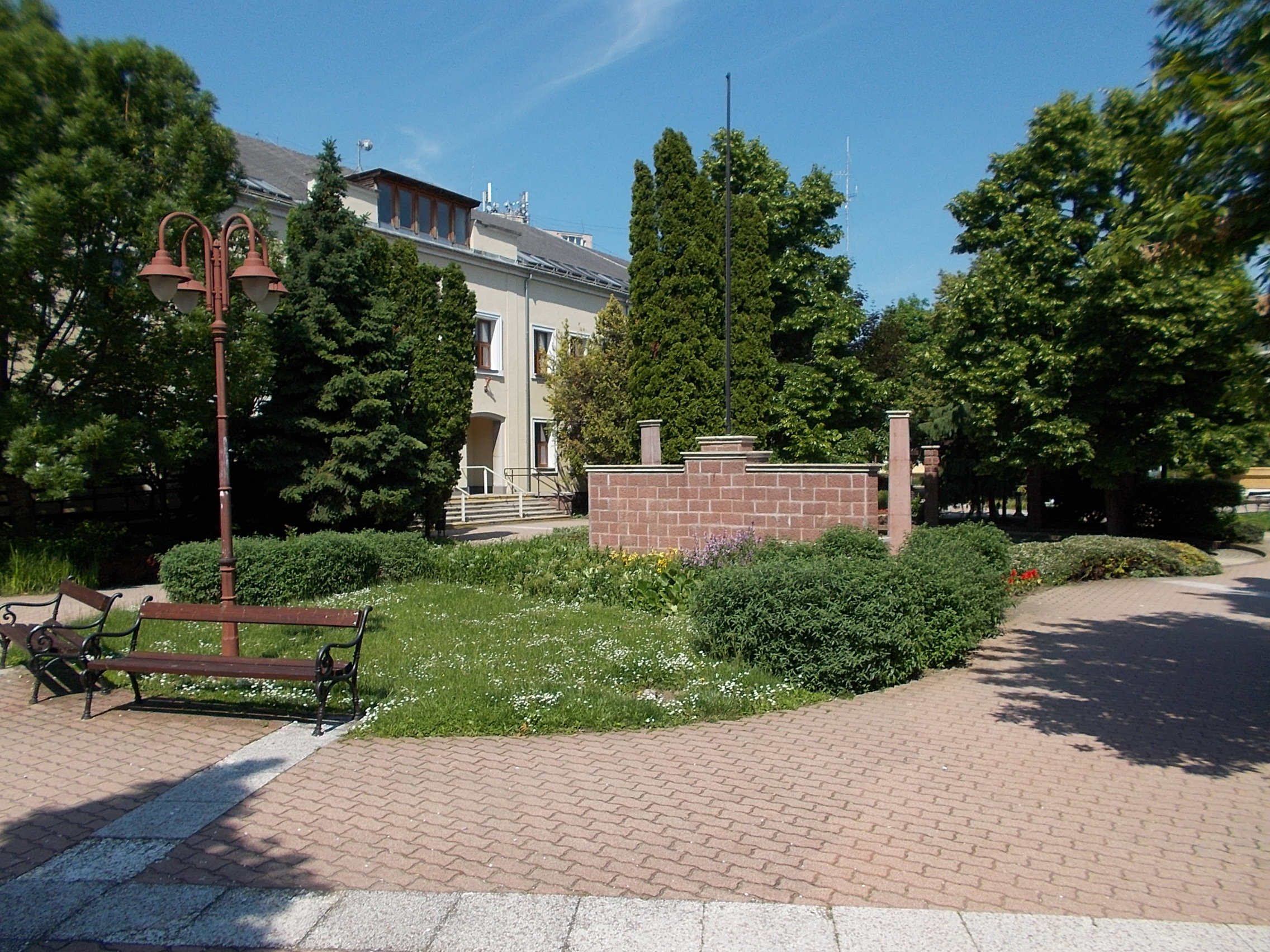
Perczel Mór Gimnázium
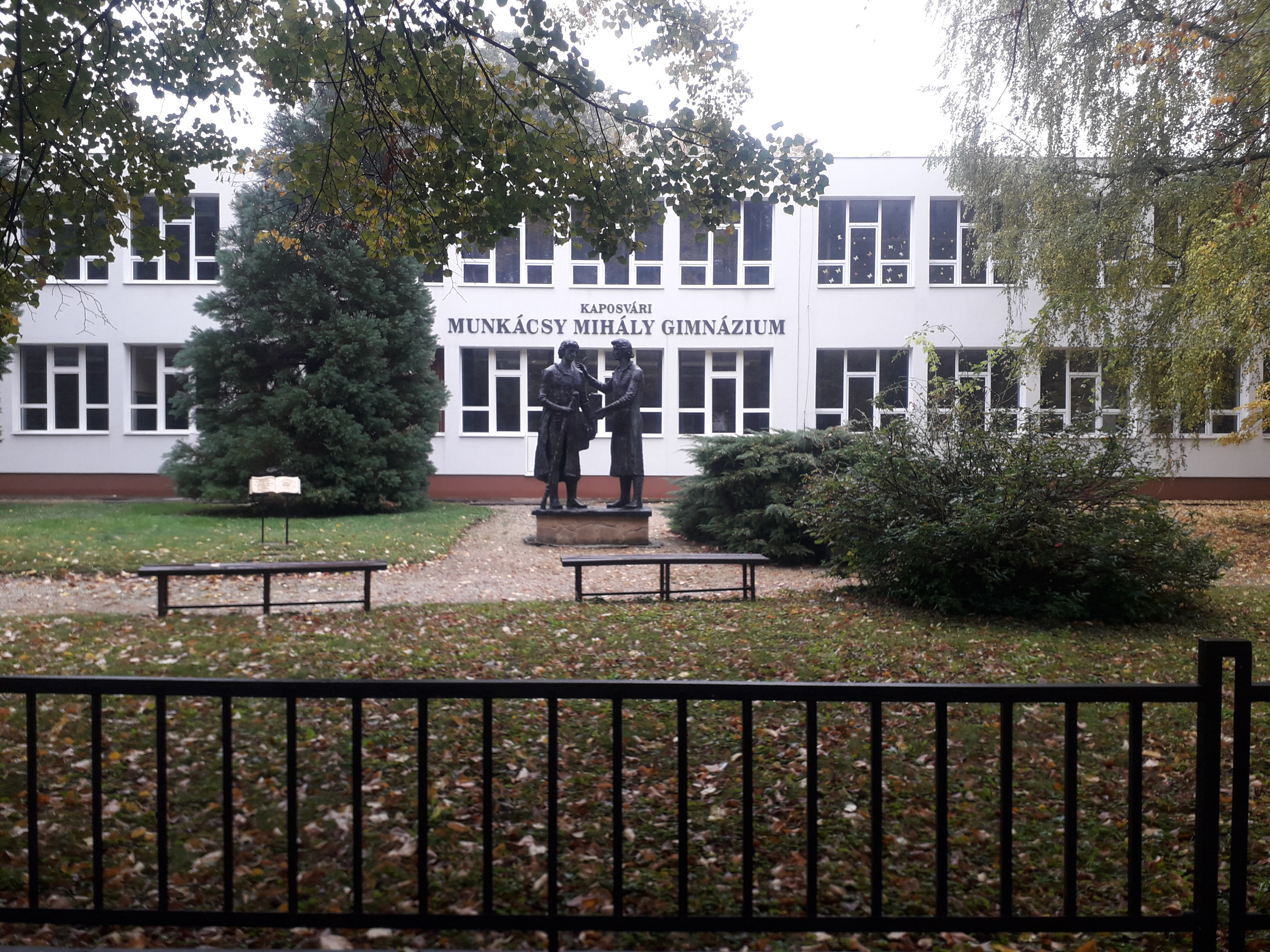
Munkácsy Mihály Gimnázium

## Sajtó

### Somogyi Hírlap
Somogy napilapja elsősorban friss helyi híreket és információkat közöl, de emellett beszámol az aktuális országos közéleti és gazdasági eseményekről is. A helyiek számára ez a megyei napilap az elsődleges információforrás, amely nemcsak róluk, hanem nekik is szól. Tradicionális jellegű, mivel generációk óta jelen van az életükben, hozzátartozik mindennapjaikhoz. A lap elsődleges funkciója a tájékoztatás, de emellett kiemelt szerepet kapnak a tanácsadás és a szórakoztatás is.

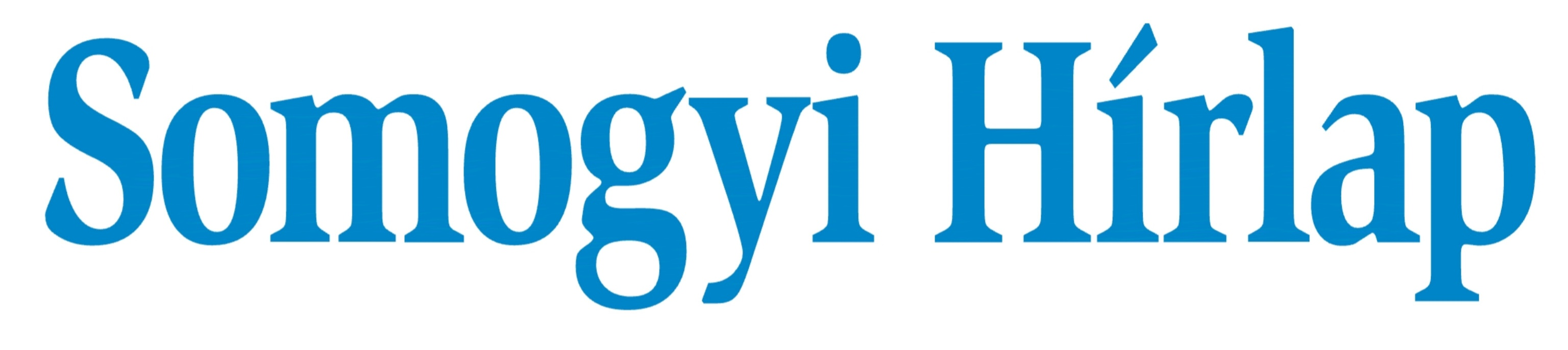
Somogyi Hírlap logója

### Somogy TV
A Somogy Televízió 2004-ben alakult, kezdetben kaposvári központtal, és már több mint egy évtizede szolgálja a megye lakosságát friss hírekkel és információkkal. Közösségi műsorszolgáltatóként célja, hogy a közélet, politika, kultúra és sport területén tájékoztassa a helyi közönséget.
A televízió napi híradókkal, háttérműsorokkal és heti rendszerességgel hír- és magazin összefoglalókkal jelentkezik. Különböző kulturális és sport magazinok is színesítik a műsorkínálatot. A havi rendszerességgel jelentkező Sajtóklub műsorában ismert vendégek, mint Bayer Zsolt, Huth Gergely, Csúri Ákos és Lengyel János, segítenek átbeszélni Somogy legfontosabb közéleti eseményeit. Az MTVA és az ECHO TV állandó beszállítója, illetve sikeresen pályázott az NMHH híradó és kulturális magazin támogatására. Jó kapcsolatot ápol más megyei televíziókkal is, rendszeres műsorcserét folytatnak.
A televízió 2017-ben költözött Kaposvárról Siófokra, és 2018-tól megújult arculattal és tartalommal jelentkezik naponta. Adásai megyei szinten digitálisan, illetve a hivatalos YouTube csatornán is elérhetők.

### SONLINE
Somogy vármegyei internetes hírportál, amely főként helyi híreket és információkat közöl. A portál célja, hogy tájékoztassa a helyi lakosokat, de emellett országos eseményekről is beszámol. A SONLINE kínálata nemcsak híreket, hanem szórakoztató és érdekes tartalmakat is tartalmaz, így széles közönséget céloz meg. A portál kiemelt figyelmet fordít a közéleti eseményekre, a kultúrára, a sportra, valamint a gazdasági és politikai változásokra is. Emellett hasznos információkat nyújt a helyi közösség számára, erősítve ezzel a közvetlen kapcsolatot a lakosokkal és a megyei vezetőséggel.

## Sport
Somogy sportélete gazdag és sokszínű, számos sportágat és sportolási lehetőséget kínál a helyi lakosság számára. A terület hagyományosan kedvező feltételeket biztosít a sportágak széles skálájának, különösen a vízi sportoknak és labdajátékoknak.

### Vízisportok
Somogy vármegye vízisportjai különösen népszerűek, főként a Balaton közelsége miatt, amely nemcsak a legnagyobb, hanem a legkedveltebb magyar tó is. A vízisportok széles választékát kínálják a helyi lakosság és a turisták számára, a klasszikus vitorlázástól a modern vízi sportágakig.

#### Kékszalag

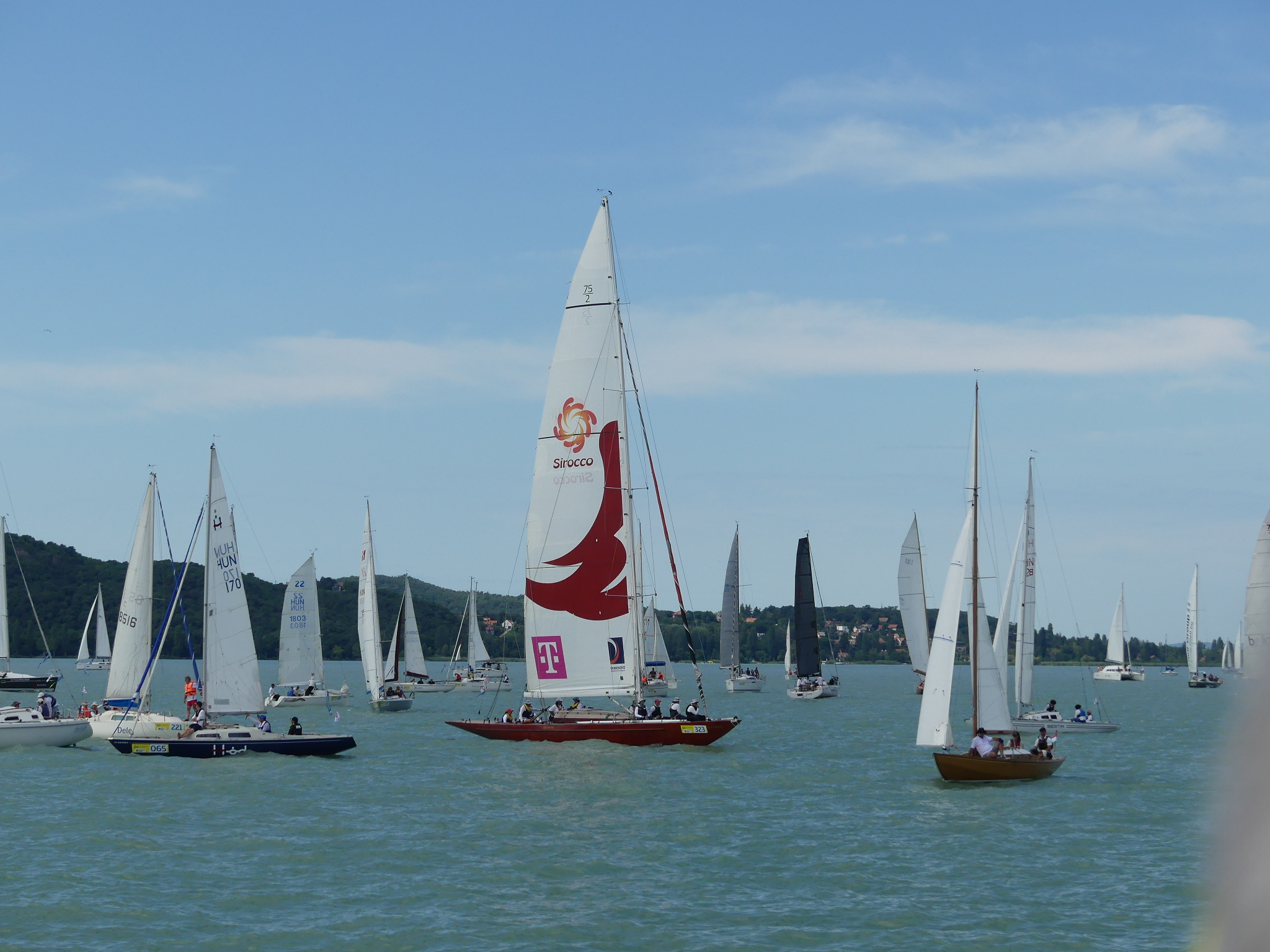
A 68. Kékszalag

A Kékszalag a Balaton legnagyobb vitorlás versenye, amely minden évben megrendezésre kerül, és az egyik legfontosabb vízisport-esemény a magyarországi vitorlás életben. A verseny célja a Balaton megkerülése, a résztvevő vitorlásoknak pedig a lehető leggyorsabban kell teljesíteniük a távot, amely közel 200 kilométer. A Kékszalag verseny nemcsak a vitorlázás szerelmeseit vonzza, hanem a nézők és a turizmus szempontjából is fontos esemény, hiszen a verseny idején a Balaton partjai tele vannak érdeklődőkkel és szurkolókkal, Európa-szerte híres rendezvény.

### Labdarúgás

A Kaposvári Rákóczi FC címere

A megye futballélete jelentős. A Kaposvári Rákóczi FC a megye legnagyobb futballklubja, amely a másodosztályban szerepel. Számos helyi csapat is működik, amelyek a megyei és regionális bajnokságokban versenyeznek.

### Kosárlabda
A kosárlabda szintén népszerű, különösen Kaposváron, ahol a Kaposvári KK a legkiemelkedőbb csapat. A klub a magyar kosárlabdázás egyik alapköve, és rendszeresen szerepel a hazai bajnokságban.

### Kézilabda
Különösen Kaposváron és Siófokon jelentős, ahol a helyi klubok több korosztályos csapatokat indítanak. A Siófok KC dinamikusan fejlődő kézilabda klub, amely jelentős szerepet játszik a női magyar kézilabda életében.

## Infrastruktúra és közlekedés
A közlekedési infrastruktúra jól kiépített, amely jelentős szerepet játszik a régió gazdasági fejlődésében és a turizmus népszerűsítésében, azonban a mellékútak és egyes vasúti vonalak minősége és korszerűsége Somogy területének nagy részén megkérdőjelezhető.
- Az M7-es autópálya a Balaton déli partján halad el. Az autópálya közvetlen kapcsolatot teremt Budapest és a Balaton déli partja között, jelentősen meggyorsítva a közlekedést a főváros és a Balaton térsége között.

| Út | Érintett somogyi települések | Hossz  | Térkép |
| -- | ---------------------------- | ------ | ------ |
|    | Siófok – Hollád              | 226 km |        |

- A 7-es főút, amely az M7-es autópályához kapcsolódik, a Balaton partján halad, ezzel pedig elérhetővé teszi a környező településeket. Emellett a 61-es főút, amely Kaposvárt köti össze a Balaton déli partjával, szintén jelentős forgalmat bonyolít le.

| Út | Érintett somogyi települések | Hossz  | Térkép |
| -- | --- | ------ | ------ |
|    | Barcs | 262 km |        |
|    | Siófok – Zamárdi – Szántód – Balatonföldvár – Balatonszárszó – Balatonőszöd – Balatonszemes – Balatonlelle – Balatonboglár – Fonyód – Balatonfenyves – Balatonkeresztúr – Sávoly      | 233 km |        |
|    | Csoma – Szabadi – Nagyberki – Mosdós – Baté – Taszár – Kaposvár – Kaposújlak – Kaposmérő – Kaposfő – Kiskoropád – Nagybajom – Böhönye – Vése – Inke – Iharosberény – Pogányszentpéter | 198 km | –      |
|    | Som – Ságvár – Siófok | 84 km  | –      |
|    | Hajmás – Kaposkeresztúr – Szentbalázs – Sántos – Kaposvár | 54 km  | –      |
|    | Bőszénfa – Simonfa – Zselicszentpál – Kaposvár | 90 km  | –      |
|    | Kéthely – Marcali – Kelevíz – Mesztegnyő – Szenyér – Nemeskisfalud – Böhönye – Segesd – Ötvöskónyi – Nagyatád – Lábod – Görgeteg – Csokonyavisonta – Barcs                            | 95 km  | –      |
|    | Balatonszentgyörgy | 82 km  | –      |

- A Déli Vasút Siófok és más települések között is közlekedik, így a vasúti közlekedés lehetősége is adott a lakosság számára. A vonatok rendszeres járatokkal kötik össze a Balaton térségét Budapesttel és más nagyvárosokkal. A siófoki vasútállomás jól felszerelt, és a vonatjáratok közvetlen kapcsolódást biztosítanak a Balaton és a főváros irányába.
- A siófoki kikötő a Balaton legnagyobb kikötője, amely fontos szerepet játszik a vízi közlekedésben. A kikötő nemcsak a helyi lakosság számára biztosít lehetőségeket, hanem a turisták számára is népszerű célpont. A kikötőből rendszeres hajójáratok indulnak a Balaton más települései felé, leginkább Balatonalmádi, Balatonfüred és Tihany irányába. A kikötőben különféle szolgáltatások állnak rendelkezésre, beleértve a hajóbérlést, a vízi sportok lehetőségeit és a hajós túrákat.

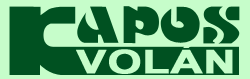
Az egykori Kapos Volán logója

- A Kapos Volán Autóbusz-közlekedési Zrt. (korábbi nevén 13. számú Volán Vállalat) Somogy megye helyközi közlekedését, valamint Siófok, Fonyód, Marcali, Nagyatád, Barcs és Csurgó helyi autóbusz-közlekedését biztosította. 2014. december 31-én a társaság beolvadt a Dél-dunántúli Közlekedési Központ (DDKK) Zrt.-be.Az egykori Kapos Volán logójaA társaság jogelődjét 1949. február 1-én alapították a fővárosi Teherautó-fuvarozási Nemzeti Vállalat kaposvári kirendeltségeként. A hatvanas évek végén elkészült az új kaposvári autóbusz-pályaudvar, amely a vállalat központjává vált. Az évek során folyamatosan fejlődött, dolgozóinak száma 2000 főre nőtt, és járműparkja is bővült. A cég a hetvenes évek elején vette fel a Volán nevet, így lett 13. sz. Volán Vállalat. 1984-ben Kapos Volán néven folytatta működését, majd 1993-tól részvénytársaságként tevékenykedett.  A társaság helyközi járatai mellett távolsági járatokat is üzemeltetett, így Kaposvárról a Dunántúl összes megyeszékhelye elérhető volt (kivéve Tatabánya). A Kaposvár és Budapest közötti kapcsolatot napi három járatpár biztosította, ezek közül az egyik járatpárt a Volánbusz üzemeltette. A társaság összesen 94 helyközi és 11 távolsági vonallal rendelkezett, a leghosszabb járat pedig a Barcs-Nagyatád-Marcali-Lengyeltóti-Budapest vonalon közlekedett, 270,2 km hosszúsággal.[30]

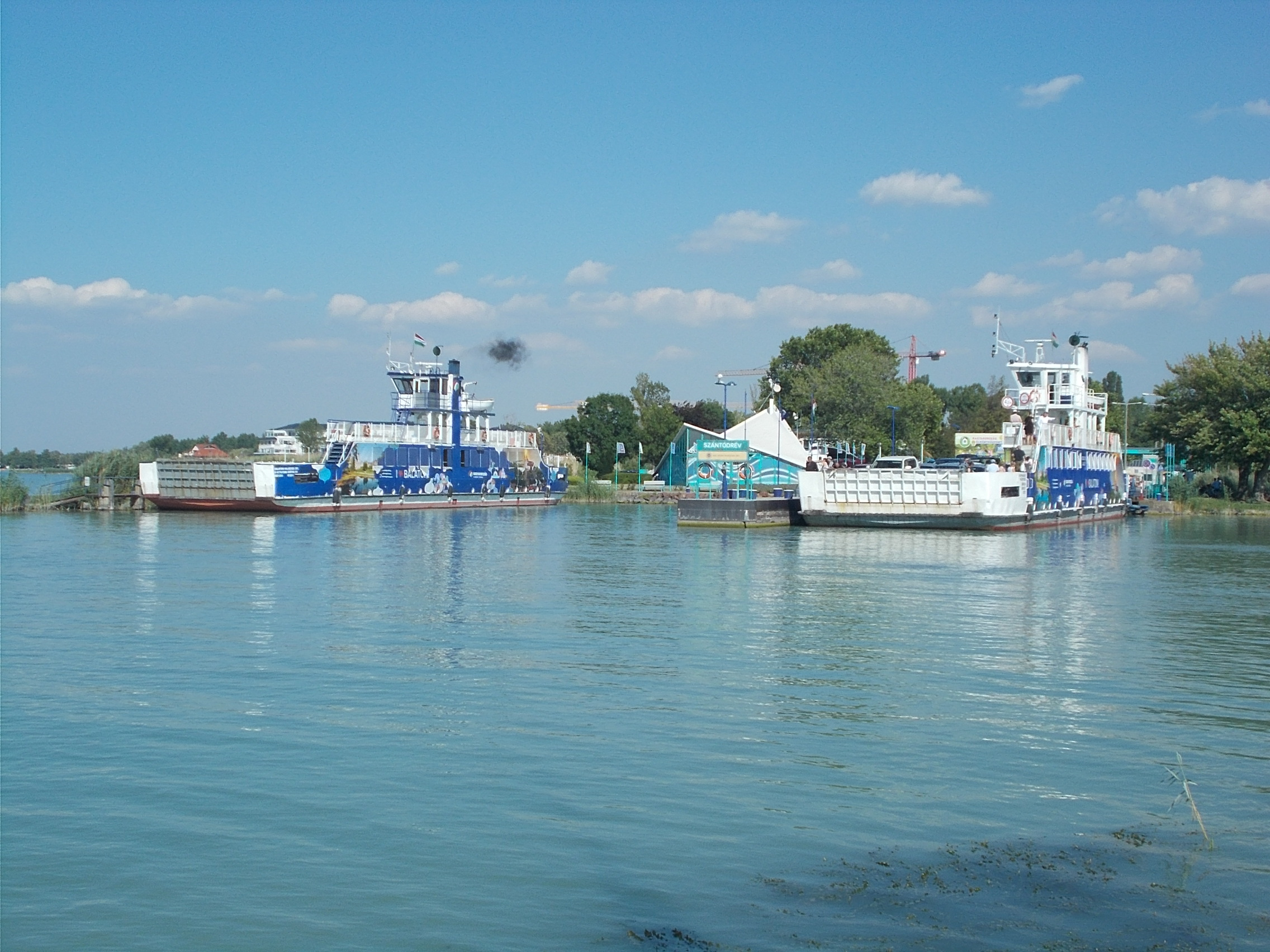
Kompok a szántódi révnél
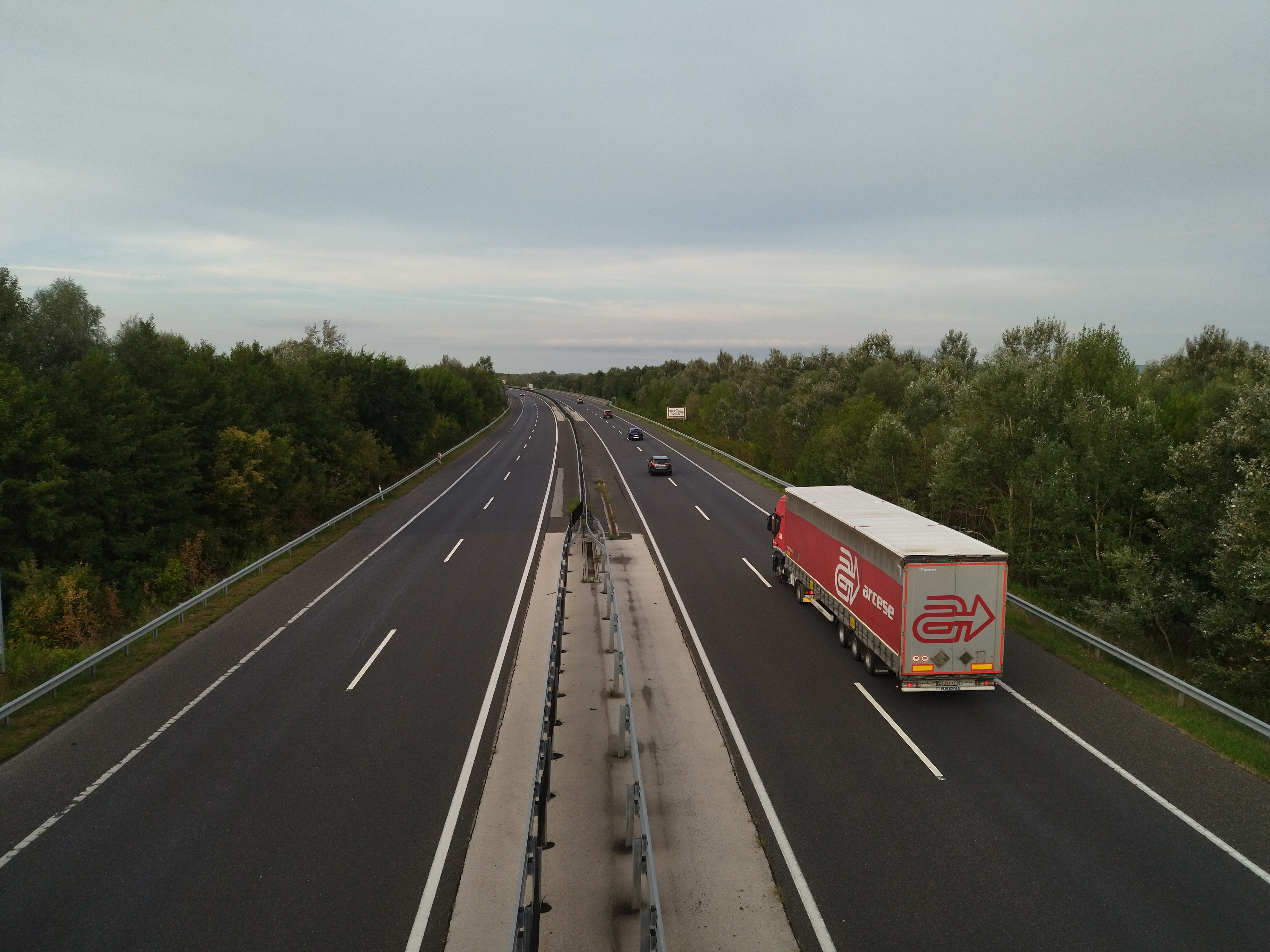
Az M7-es autópálya Buzsáknál
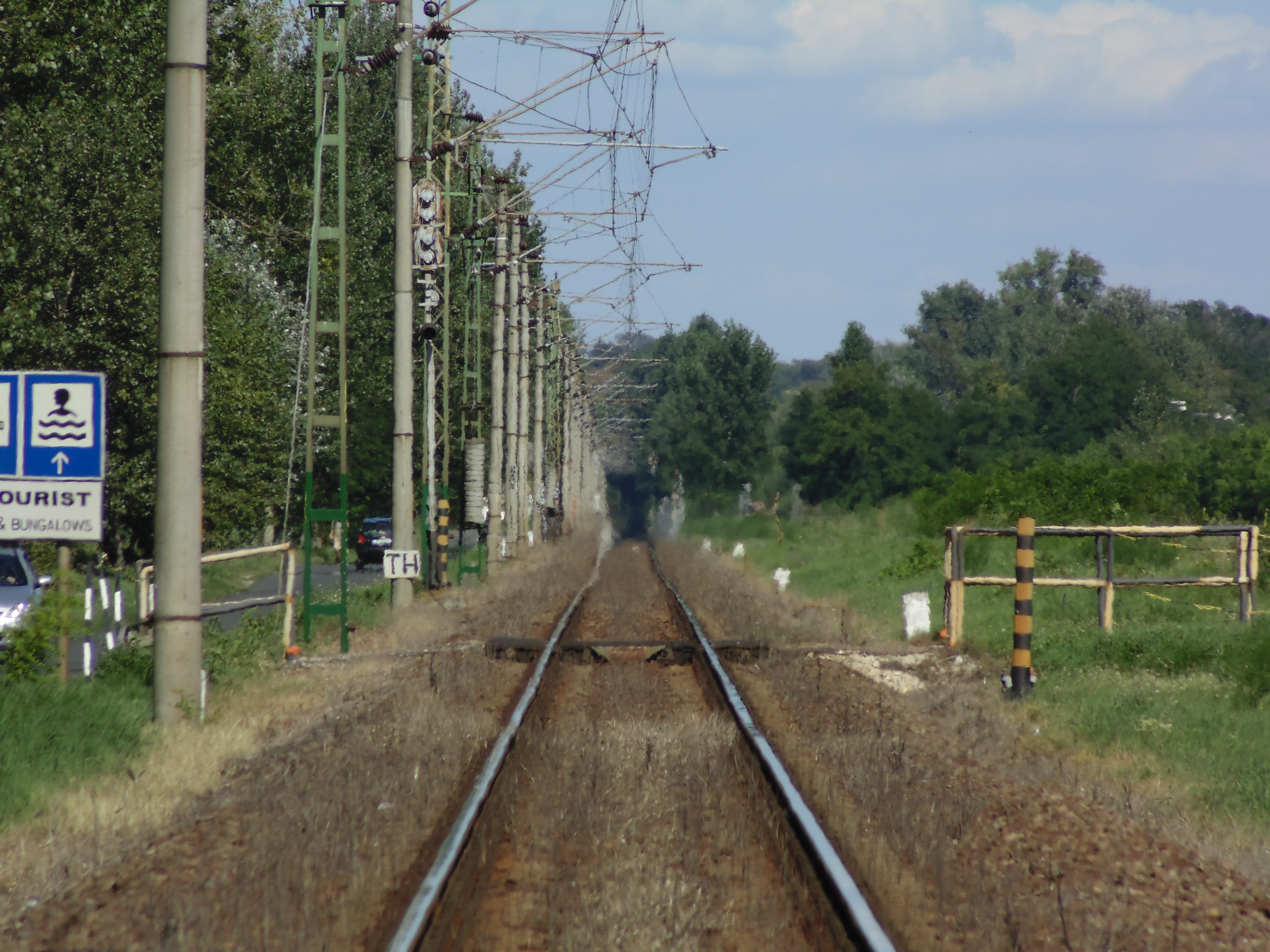
A déli vasút Balatonszemesnél
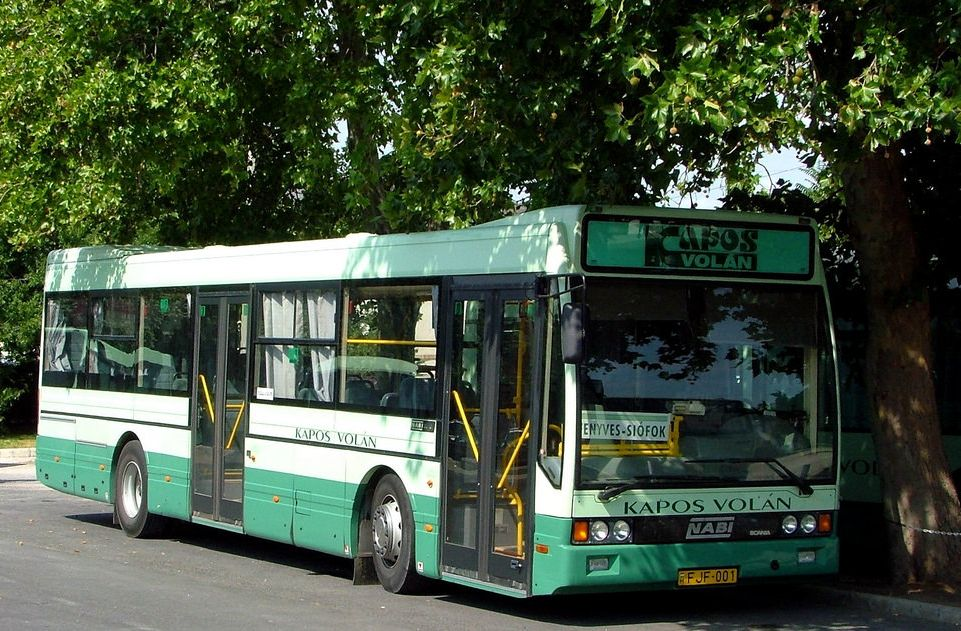
Kapos Volán-mintás NABI 700SE busz a siófoki autóbuszállomáson

## Híres szülöttei

### Itt születtek
- Xántus János (Csokonya, 1825. október 5. – Budapest, 1894. december 13.) magyar természettudós, utazó, néprajzkutató, a Magyar Tudományos Akadémia levelező tagja
- Zichy Mihály (Zala, 1827. október 14. – Szentpétervár, 1906. március 1.) magyar festő, grafikus, az illusztrálás és a magyar romantikus festészet kiemelkedő alakja és úttörője
- Kaposi Mór (Kaposvár, 1837. október 23. – Bécs, 1902. március 6.) magyar orvos, bőrgyógyász, egyetemi tanár, a Kaposi-szarkóma első leírója
- Rippl-Rónai József (Kaposvár, 1861. május 23. – Kaposvár, 1927. november 25.) magyar festő- és grafikusművész
- Nagyatádi Szabó István (Erdőcsokonya, 1863. szeptember 17. – Erdőcsokonya, 1924. november 1.) magyar politikus, földművelésügyi miniszter. A legjelentősebb magyar parasztpolitikusok egyike
- Kapoli Antal (Gyalán, 1867. november 4. – Somogyhárságy, 1957. április 12.) Kossuth-díjas fafaragó pásztor, a Népművészet Mestere
- Kálmán Imre (Siófok, 1882. október 24. – Párizs, 1953. október 30.) operettjeiről híres magyar zeneszerző, karmester
- Nagy Imre (Kaposvár, 1896. június 7. – Budapest, X. kerület, 1958. június 16.) magyar kommunista politikus, gazdaságpolitikus, egyetemi tanár, a Magyar Tudományos Akadémia rendes tagja, aki 1953 és 1955 között, valamint az 1956-os forradalom alatt a Magyar Népköztársaság Minisztertanácsának elnöke (miniszterelnöke) volt
- Lengyel József (Marcali, 1896. augusztus 4. – Budapest, 1975. július 14.) Kossuth- és József Attila-díjas magyar író, költő
- Fekete István (Gölle, 1900. január 25. – Budapest, 1970. június 23.) József Attila-díjas magyar író, számos regény, ifjúsági könyv és állattörténet írója
- Takáts Gyula (Tab, 1911. február 4. – Kaposvár, 2008. november 20.) Kossuth-díjas magyar költő, író, műfordító, kritikus, tanár, múzeumigazgató
- Csik Ferenc (Kaposvár, 1913. december 12. – Sopron, 1945. március 29.) olimpiai bajnok magyar úszó, orvos, lapszerkesztő
- Varga Imre (Siófok, 1923. november 1. – Budapest, 2019. december 9.) a nemzet művésze címmel kitüntetett, Kossuth-díjas magyar szobrászművész, hazánk egyik legismertebb köztéri szobrásza
- Pogány Judit (Kaposvár, 1944. szeptember 10. –) a Nemzet Színésze címmel kitüntetett, Kossuth- és Jászai Mari-díjas magyar színművésznő, érdemes művész, a Halhatatlanok Társulatának örökös tagja
- Szita Károly (Kaposvár, 1956. október 27. –) magyar politikus, Kaposvár történetének leghosszabb ideig hivatalban levő polgármestere
- Falusi Mariann (Barcs, 1959. április 22. –) Artisjus-díjas magyar énekesnő, rádiós- és televíziós műsorvezető, színésznő, a Pa-Dö-Dő együttes tagja
- D. Tóth Krisztina (Kaposvár, 1975. február 1. –) író, újságíró, a WMN online magazin alapító-főszerkesztője, UNICEF nagykövet

### Itt hunytak el
- Berzsenyi Dániel (Egyházashetye, 1776. május 7. – Nikla, 1836. február 24.) magyar költő
- Schulek Frigyes (Pest, 1841. november 19. – Balatonlelle, 1919. szeptember 5.) építész, műegyetemi tanár, az MTA tagja
- Karinthy Frigyes (Budapest, 1887. június 25. – Siófok, 1938. augusztus 29.) magyar író, költő, műfordító, eszperantista
- József Attila (Budapest, Ferencváros, 1905. április 11. – Balatonszárszó, 1937. december 3.) Baumgarten- és posztumusz Kossuth-díjas magyar költő, a magyar irodalom egyik legkiemelkedőbb, legeredetibb alakja
- Latinovits Zoltán (Budapest, 1931. szeptember 9. – Balatonszemes, 1976. június 4.) Jászai Mari-, Balázs Béla- és posztumusz Kossuth-díjas magyar színész

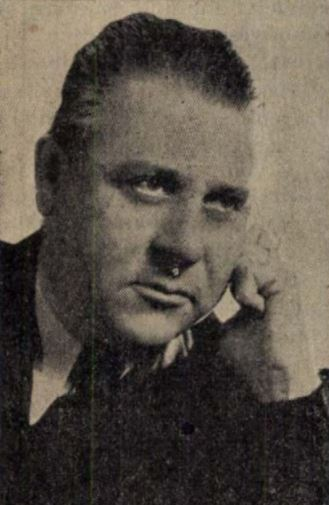
Fekete István
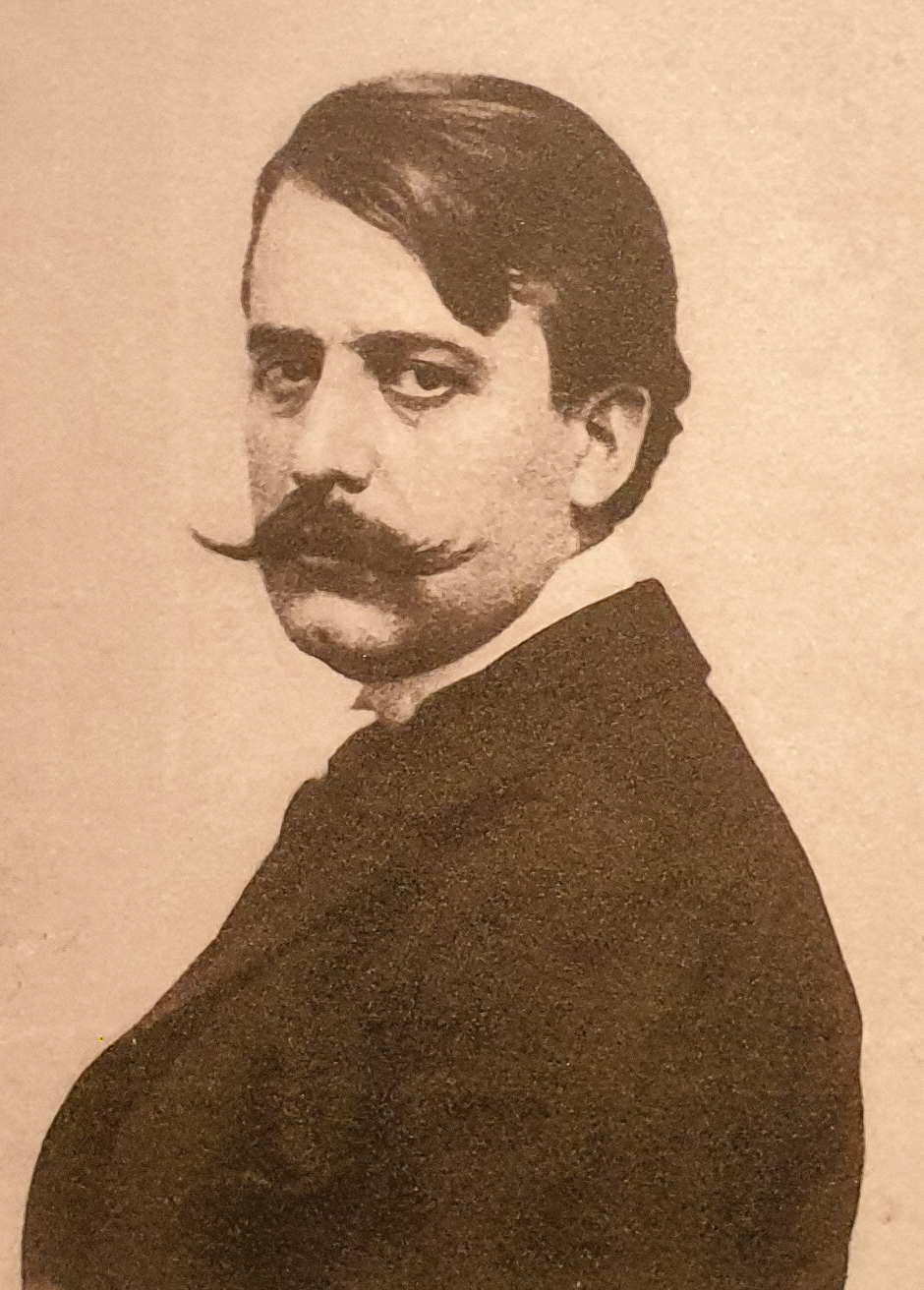
Rippl-Rónai József
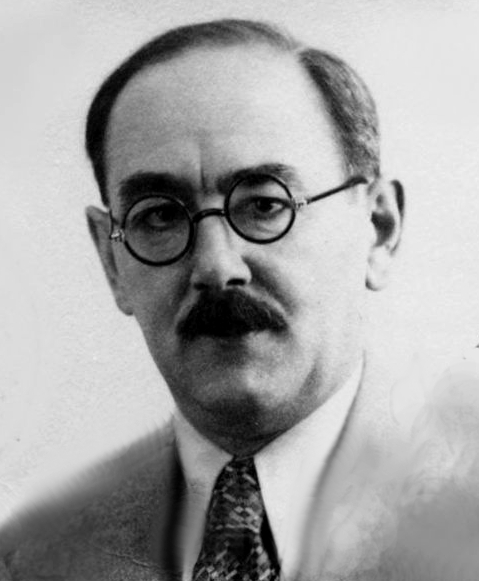
Nagy Imre
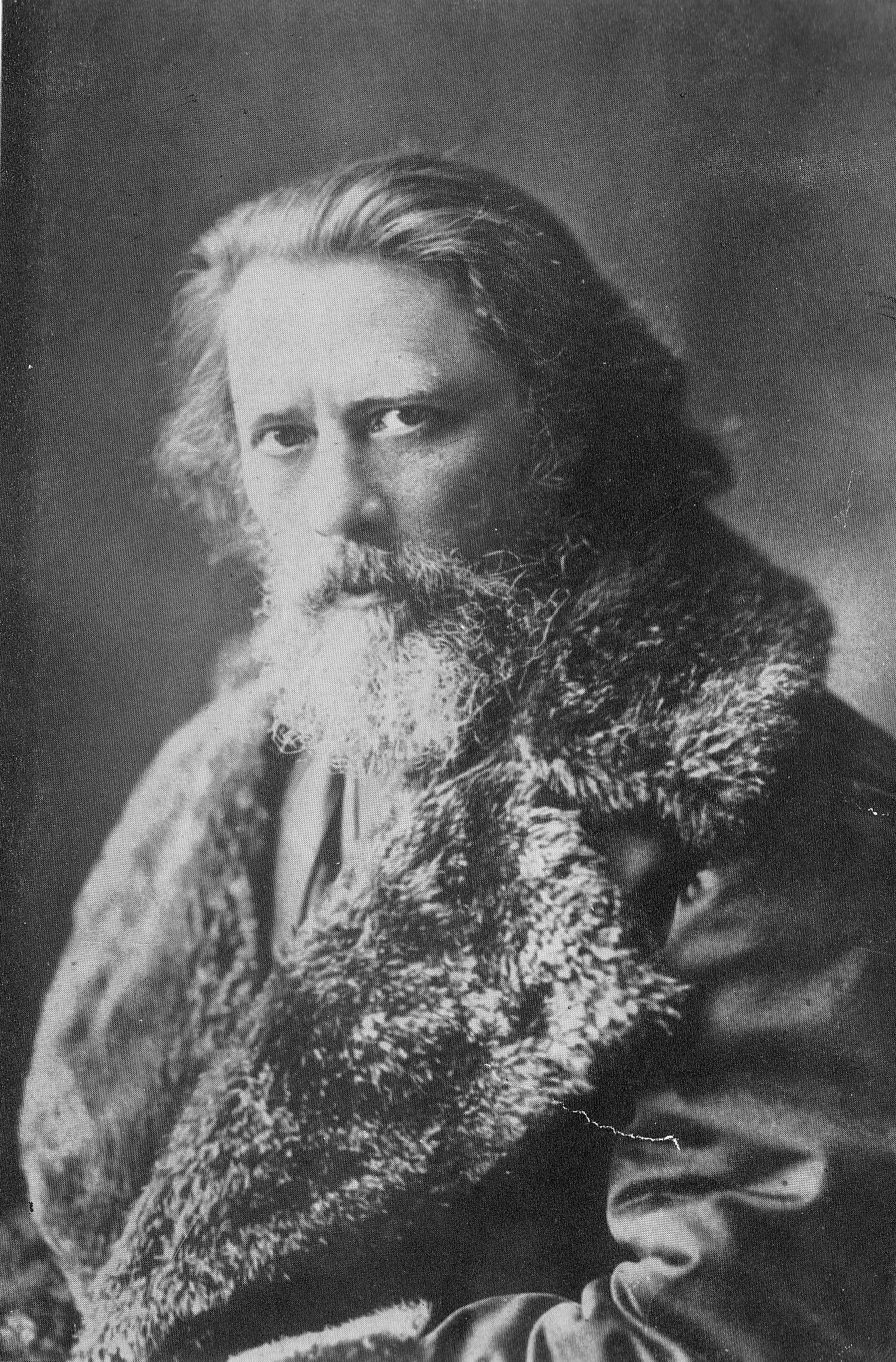
Zichy Mihály
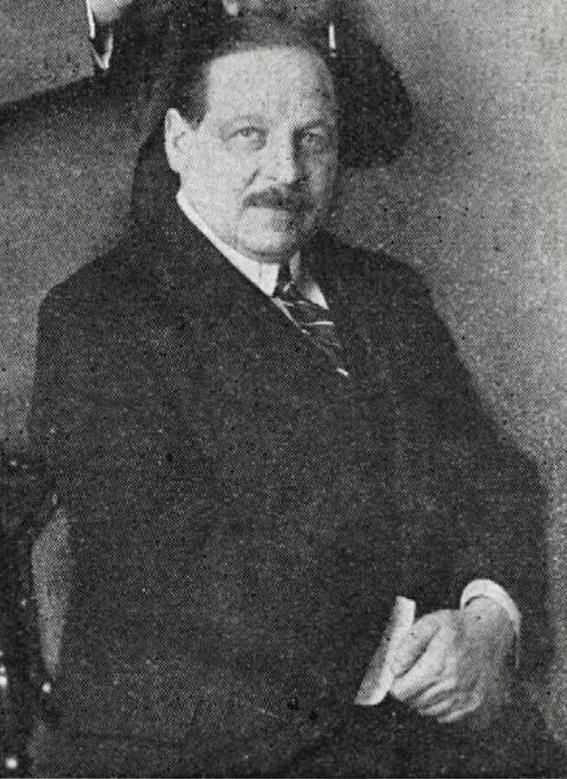
Kálmán Imre

## Turizmus

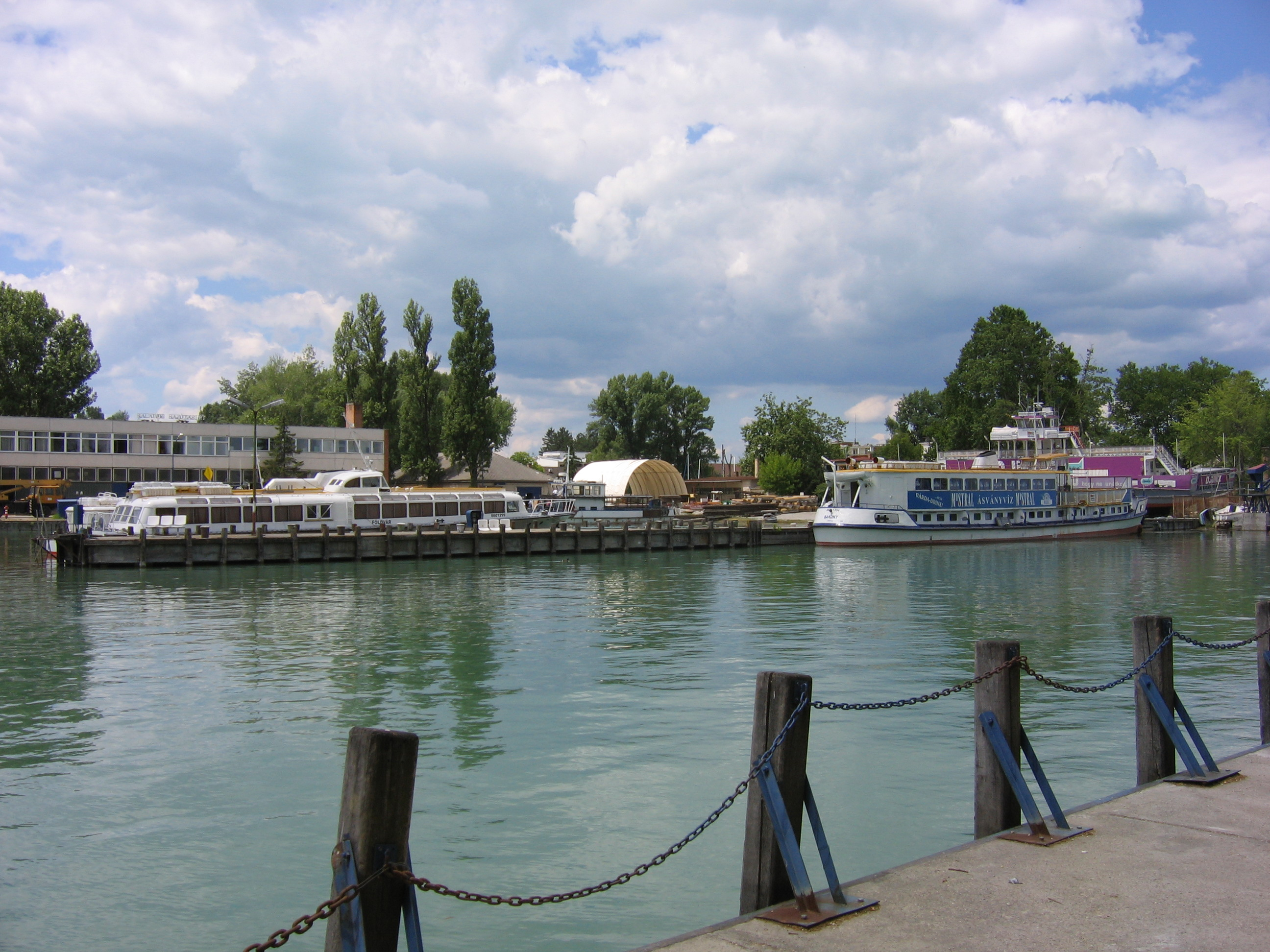
A siófoki hajókikötő

A vármegye fő turisztikai vonzerejét a Balaton déli partjának üdülőtelepülései, a Somogyi-dombság csendes, gondozott falvaiban gyakorolt falusi vendéglátás, a vármegyeszerte megtalálható gyógyfürdők és a vármegyeszékhely, Kaposvár épített öröksége és országos jelentőségű fesztiváljai jelentik. A természetjárók kedvelt célpontjai a vármegye nagy kiterjedésű erdői, valamint a Dunántúl egyik legszebb tája, a dél-balatoni borvidék. 

### Épített örökség: a kulturális turizmus lehetőségei
Nevezetességek Dél-Dunántúl turisztikai régióban:
Kaposvár
Egyetemi város, püspökségi központ, megyei jogú város, Somogy vármegye székhelye, a Dél-Dunántúl második legnépesebb települése. Figyelemre méltó létesítménye a Pannon Lovasakadémia. A Csiky Gergely Színház a Dunántúl egyik kivételes szépségű szecessziós épülete. Kaposvár belvárosa építészeti szempontból Európában egyedülálló, mert 220-nál is több eklektikus és szecessziós épület áll itt, sehol máshol nincs ennyi ilyen kis területen. A kaposszentjakabi városrészben állnak az 1061-ben alapított apátság romjai.
Szenna
A Szennai Szabadtéri Néprajzi Gyűjteménynek, a népi építészetet bemutató falumúzeumnak köszönhetően 1982-ben Europa Nostra-díjat kapott település. A Zselici Természetvédelmi Terület része.
Kaposmérő
A Kaposmérő és Bárdudvarnok közt található Kassai-völgy a lovasíjászat központja, ahol ahol a 9. századi harcmodort idézik fel korhű jelmezekben. Évente két alkalommal itt gyűlnek össze a világ lovasíjászai. A helyszínen 160 éves kazah jurtát állítottak ki. Az íjkészítés mellett lovasíjász bemutatókra, rendhagyó történelemórákra is sor kerül a völgyben.
Andocs
A 17. századtól búcsújáróhely. A jezsuita rendet követő Ferences rend 1721-ben kolostort épített a plébániatemplom mellett, amely két év múlva tűzvész áldozata lett. A ferences rendiek által megőrzött és a tűzvészt is túlélt 3 szobor ma is láthatóak a templom főoltárán. 1725-ben kezdték el építeni az új kolostort, amelyben megőrizték a középkori szentélyt. Az új kolostort és templomot 1747-ben szentelték fel. A zarándokhely legfontosabb elemét a Szűz Mária szobrot, Széchenyi Katalin grófnő díszes ruhába öltöztette. Innen számítható az a szokás, hogy a szobor hálaadásként újabb és újabb öltözékekkel gazdagodik. Ma már több mint 258 öltözéke van, amely a Mária múzeum kiállítási anyagaként megtekinthető.
Somogyvámos
A Krisna-völgy a Balatontól 30 km-re, Kaposvár irányában fekvő biofarm, vallási központ és idegenforgalmi látványosság mintegy 260 ha területen. Dísztavak, ligetek, arborétumok - több száz növény- és állatfajjal, biokertészet, méhészet és templom tekinthető meg. A Völgyben százötven Krisna-hívő szerzetes lakik, ők ökogazdálkodás révén, védikus életmóddal, önfenntartásra törekedve élnek itt.
A falu határában a szántóföld közepén áll a híres Árpád-kori romtemplom, a Pusztatemplom.
Nikla
Irodalmi jelentőségű hely, mely Berzsenyi Dániel, a „niklai remete” emlékét őrzi. A Berzsenyi-kúria ma múzeum, a költő életét, munkásságát mutatja be. Az udvarban még áll az a gesztenyefa, melyet maga Berzsenyi Dániel ültetett. Berzsenyi sírhelye ugyancsak Niklán tekinthető meg.
Gölle
Ugyancsak irodalmi emlékhely, itt született 1900. január 25-én Fekete István író, akinek 2004. augusztus 14-én hamvait is itt temették újra felesége kezdeményezésére, mert – mint fia idézte – „…egyedül Göllén érezte jól magát…” Szülőháza ma emlékmúzeum.
A Zselic dombvidéke
Nevezetességek Balaton régióban:
Somogyvár
Fő látnivalója a bencés monostor. A történelmi hagyomány szerint Géza fejedelem halálakor Koppány vezérnek a mai Somogyvár területén vagy a közelében volt a vezéri szállása, és innen indultak lázadó csapatai Veszprém ostromára 997-ben. A Kupa-várhegyen végzett ásatások, amelyek során a vár teljes belső területét feltárták, azonban egyértelműen bizonyították, hogy a Kupa-várhegy nem lehetett Koppány székhelye. A feltárás során kiderült, hogy az 1091-ben Szent László király által felszentelt Szent Egyed bencés monostor körül valószínűleg csak a 12. században épült várfal. 1991-ben nyitották meg a látogatók előtt.
További műemlékek: 
- Nagyberki – Vigyázó kastély
- Mosdós – kórház

Múzeumok:
- Rippl-Rónai Múzeum, Kaposvár
- Zichy Mihály Emlékmúzeum, Zala
- Somogyfajszi Őskohó Múzeum

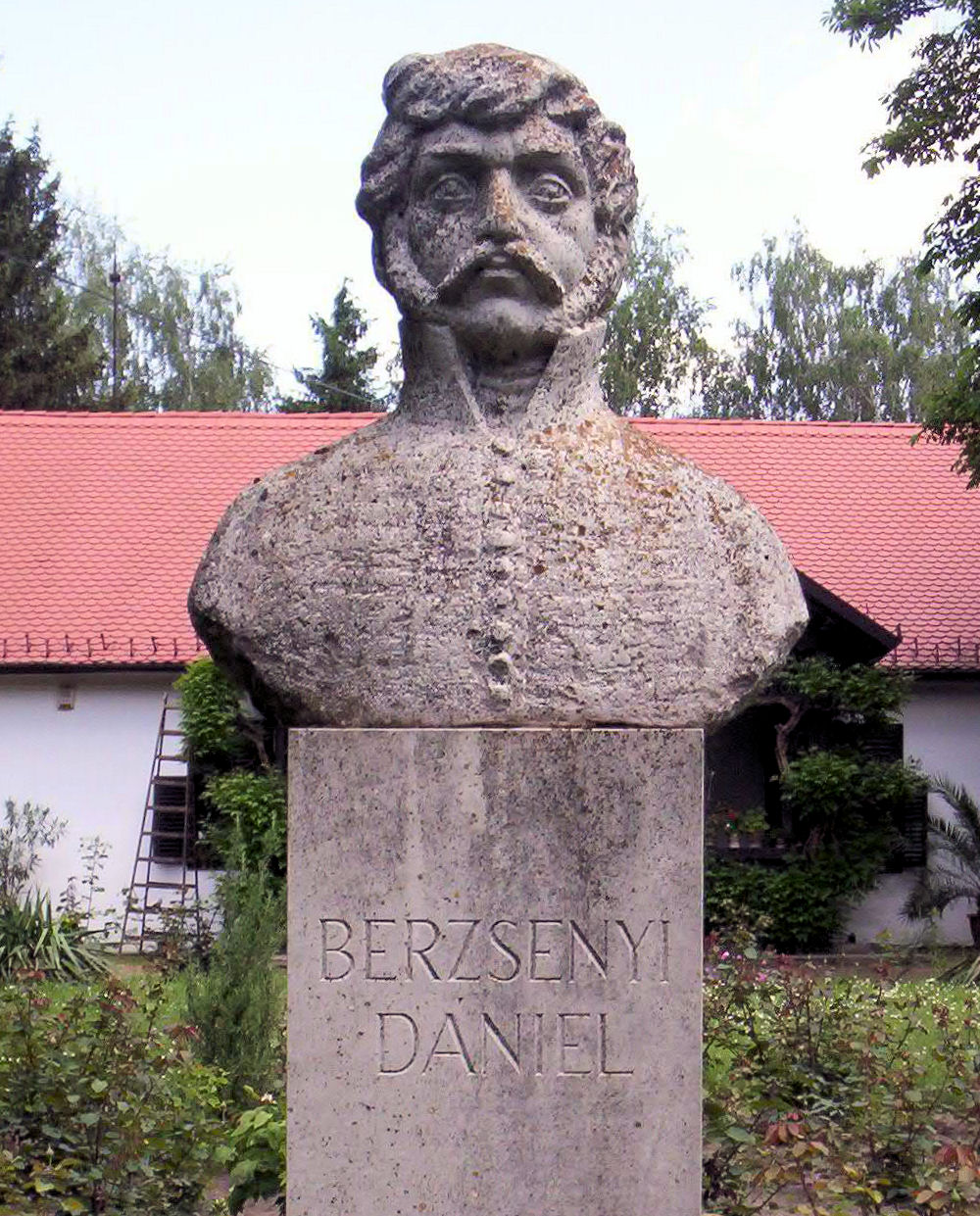
Berzsenyi Dániel szobra niklai emlékmúzeuma kertjében

- Kunffy Lajos Emlékmúzeum, Somogytúr
- József Attila Emlékmúzeum, Balatonszárszó
- Latinovits Zoltán Emlékkiállítás, Balatonszemes

### Egészségturizmus: gyógy- és wellnessturizmus
Gyógyfürdők a vármegyében:
- Nagyatádi Termál- és Gyógyfürdő - Nagyatád: A Széchenyi tér parkjában épült létesítmény, 1997-ben újították fel. A fedett térben 32, 38 és 42 fokos vizű gyógymedencék és kádfürdők használhatóak. A gyógyvíz reumatikus illetve ízületi panaszok kezelésére, törések utáni rehabilitációra, nőgyógyászati problémák gyógyítására szolgál.
- Kaposvári Uszoda és Gyógyfürdő - Kaposvár: „Virágfürdő” fantázianéven szerepel. 1960-ban találták meg vízét és 1969-ben nyitották meg a létesítményt. Alkáli-kloridos és hidrogén-karbonátos hévíz táplálja medencéit magas bróm, jód illetve fluorid-ion tartalommal, főleg mozgásszervi panaszokat, reumatikus betegségeket trombózis utáni állapotot, izomhúzódásokat, izomgyengeséget, csonttöréseket, porcsérüléseket kezelnek vele. Alkalmas baleseti sérülések utókezeléshez és nőgyógyászati bántalmak ápolásához is.  Archiválva 2009. február 26-i dátummal a Wayback Machine-ben
- Barcsi Gyógyfürdő és Rekreációs Központ - Barcs: 55 fokos, nátrium-hidrogén-karbonátos víze 1317 m mélységből jut a felszínre, főleg mozgásszervi panaszok és gyulladások kezelésére alkalmas.
- Igali Gyógyfürdő - Siófok- Igal: A fürdő 1964 óta működik, 2001-ben kapta meg a gyógyfürdő minősítést, alkáli-kloridos és hidrogén-karbonátos hévize jódos víz. Mozgásszervi betegségeket, sérülések után fennmaradt keringési zavarokat, ízületi és nőgyógyászati problémákat, urológiai betegségeket, időskorú potenciazavarokat ápolnak vele.  Archiválva 2009. március 7-i dátummal a Wayback Machine-ben
- Csokonyavisontai Gyógy- és Strandfürdő - Csokonyavisonta: alkáli-hidrogén-karbonátos, magas jodid-, fluorid- és metakovasav-tartalmú vize 1943-ban olajkutatás során jutott a felszínre. A gyógyvizet savtúltengés, emésztési zavarok, funkcionális epebántalmak, székrekedés, elfajulásos gerincbántalmak, nőgyógyászati idült panaszok, vesebetegségek és mozgásszervi problémák kezelésére ajánlják.[31]

Lásd még:
- Dél-Dunántúl turisztikai régió, Balaton turisztikai régió
- Örökségünk – Somogyország Kincse

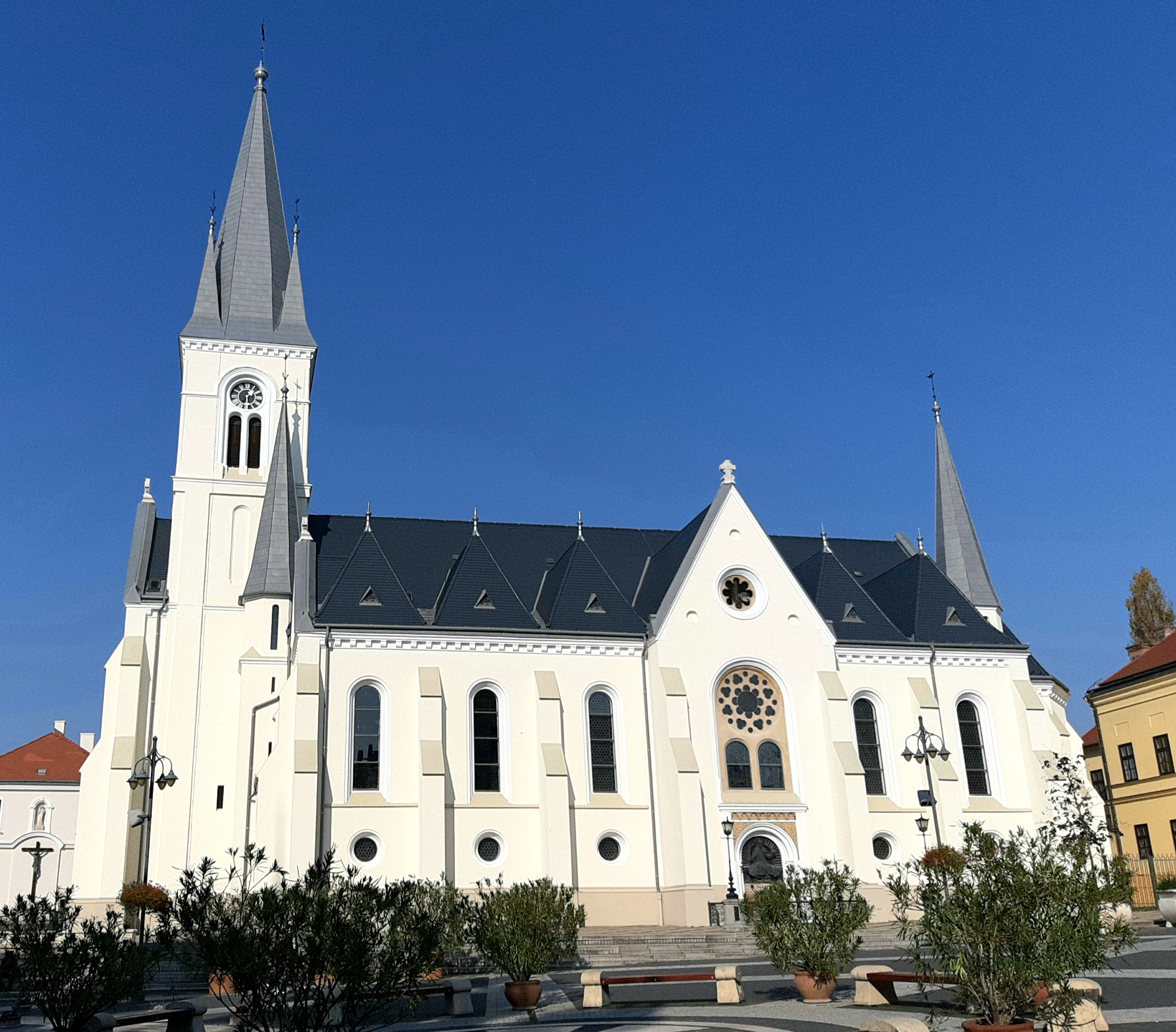
Kaposvár, a vármegyeszékhely
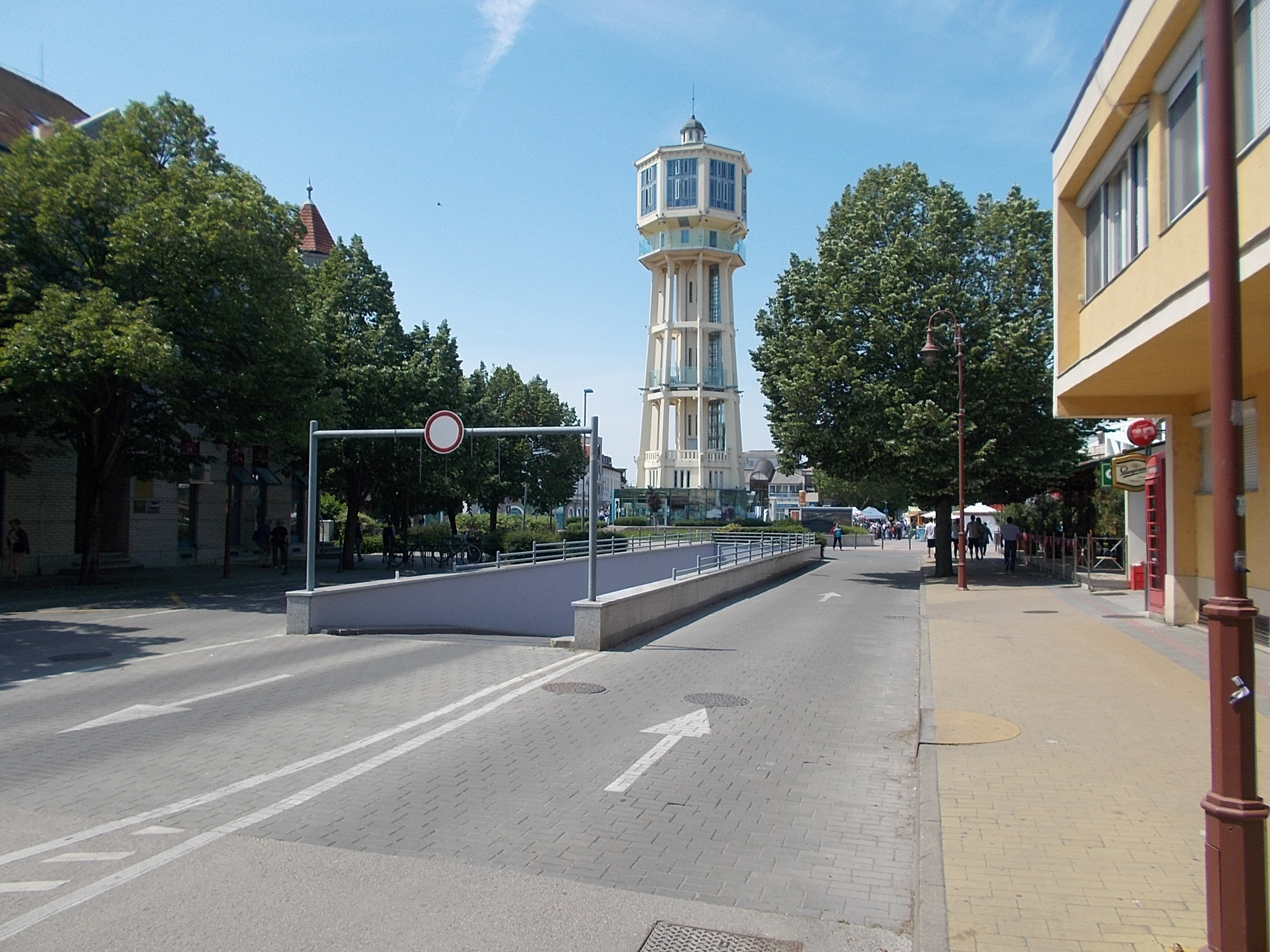
Siófok, a Balaton fővárosa
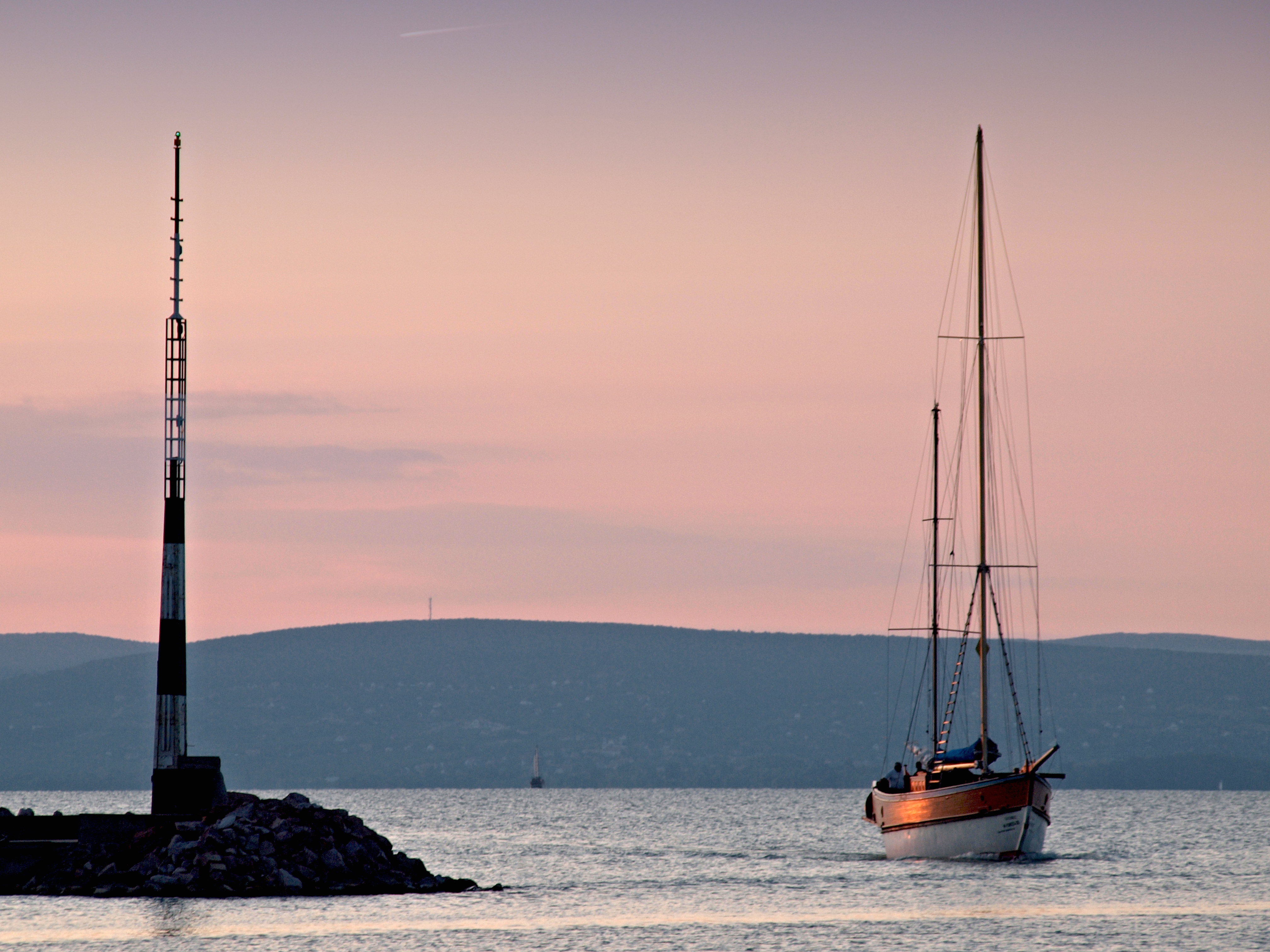
Balatonföldvár kikötője
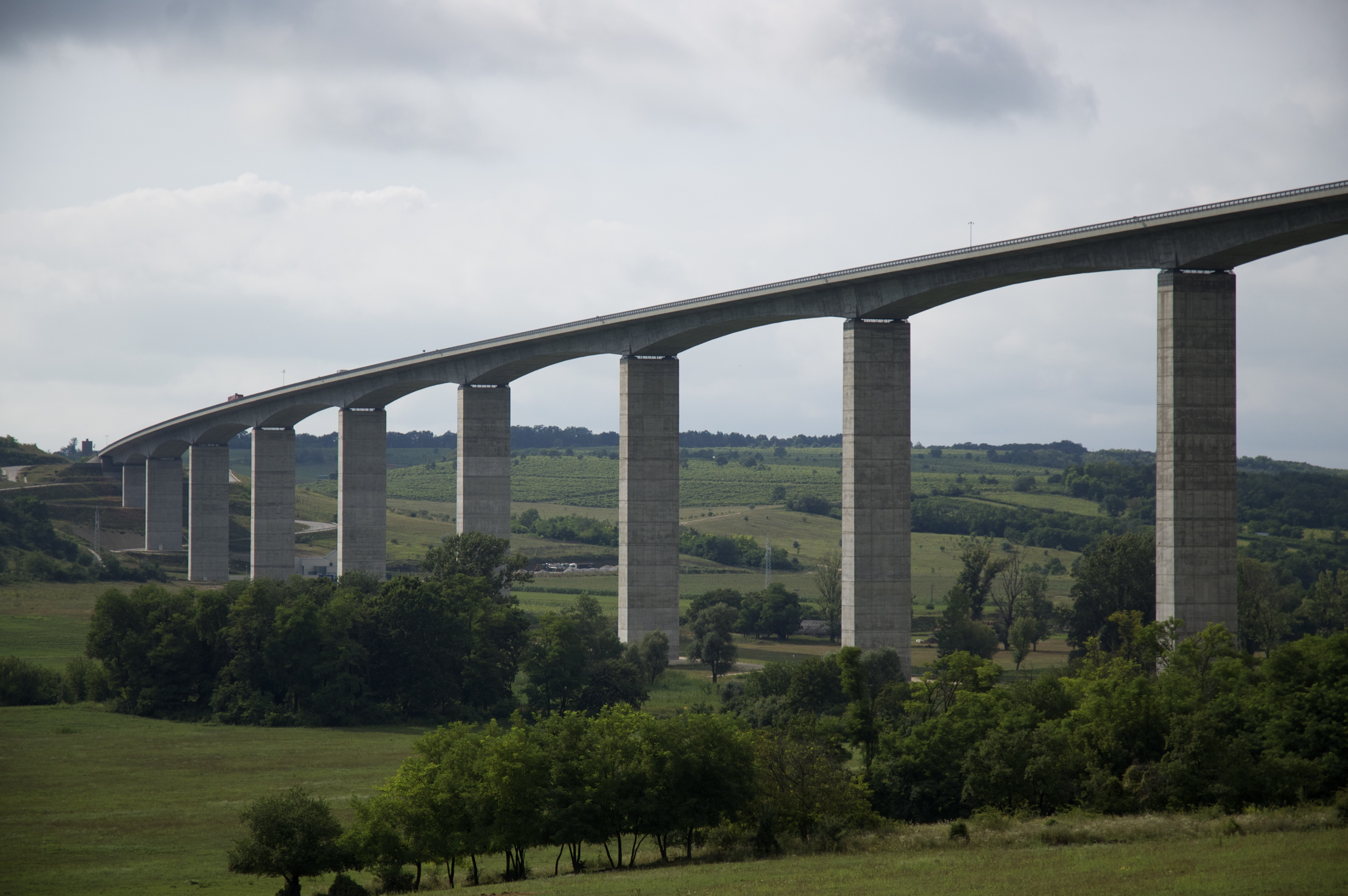
A kőröshegyi völgyhíd
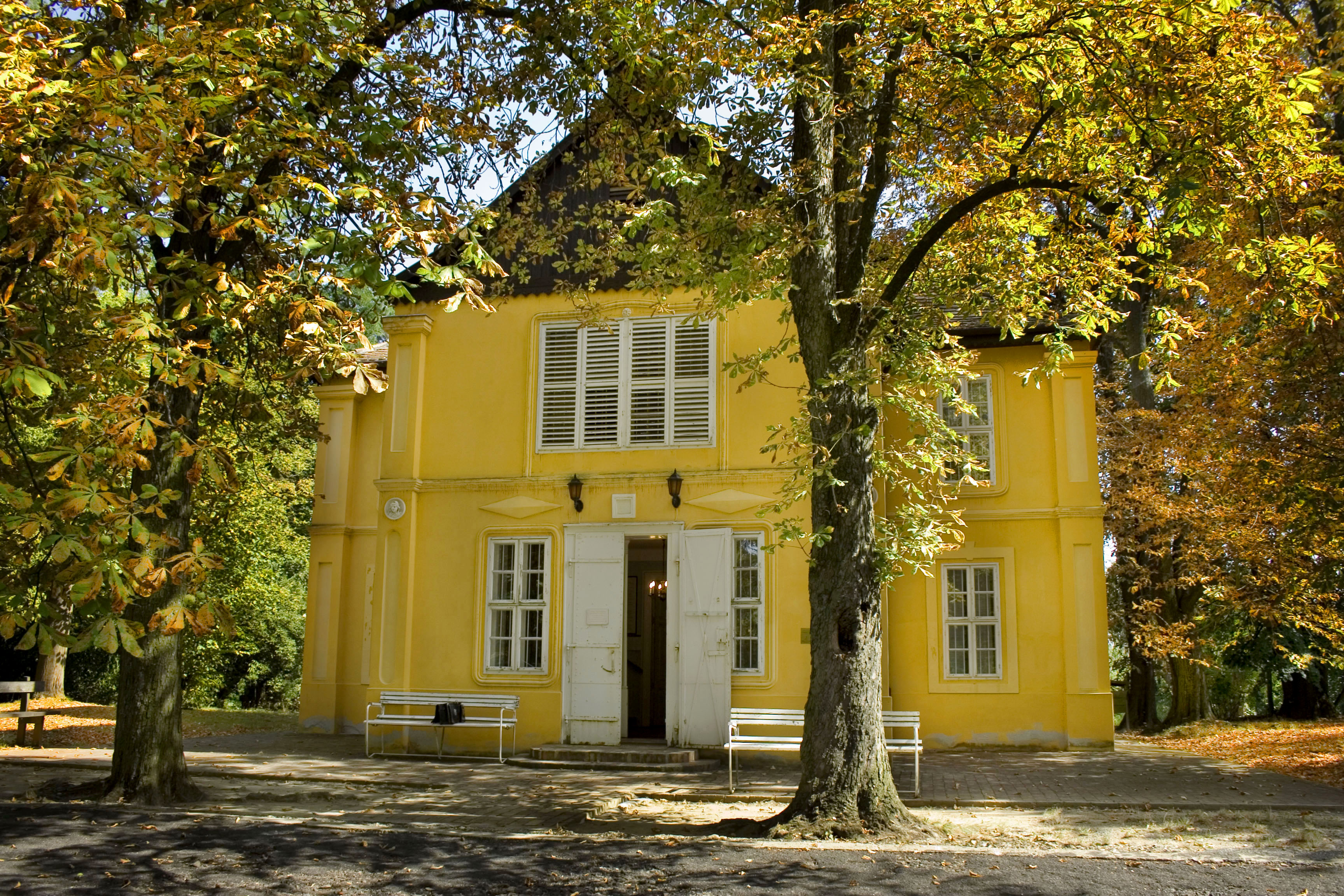
Rippl-Rónai József villája
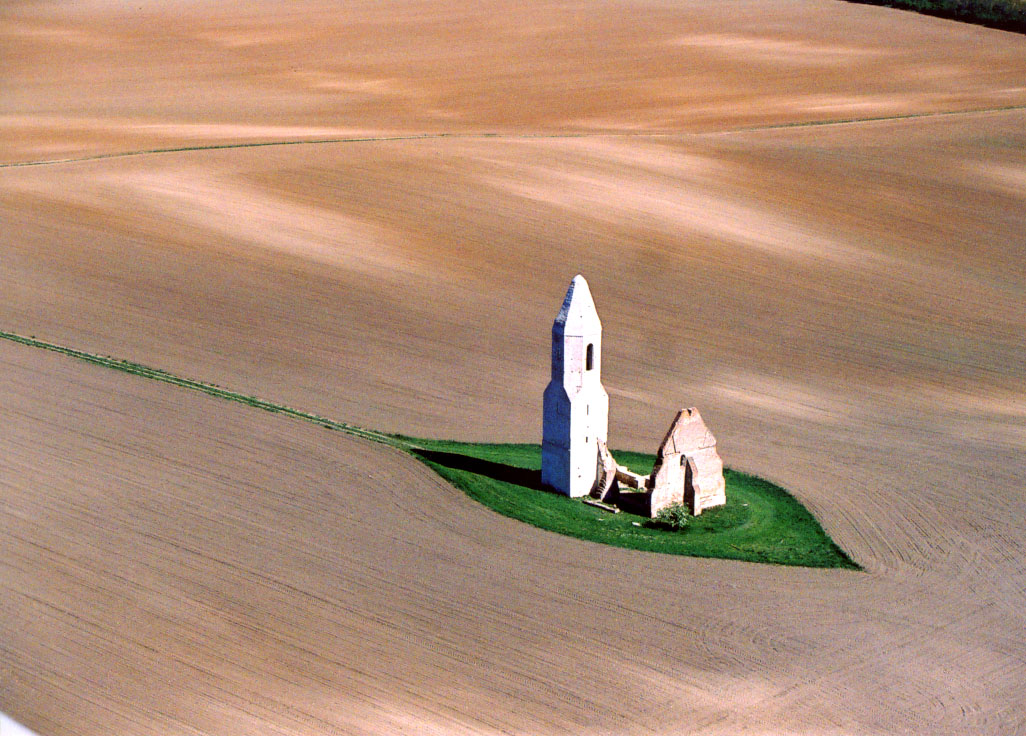
A somogyvámosi pusztatemplom
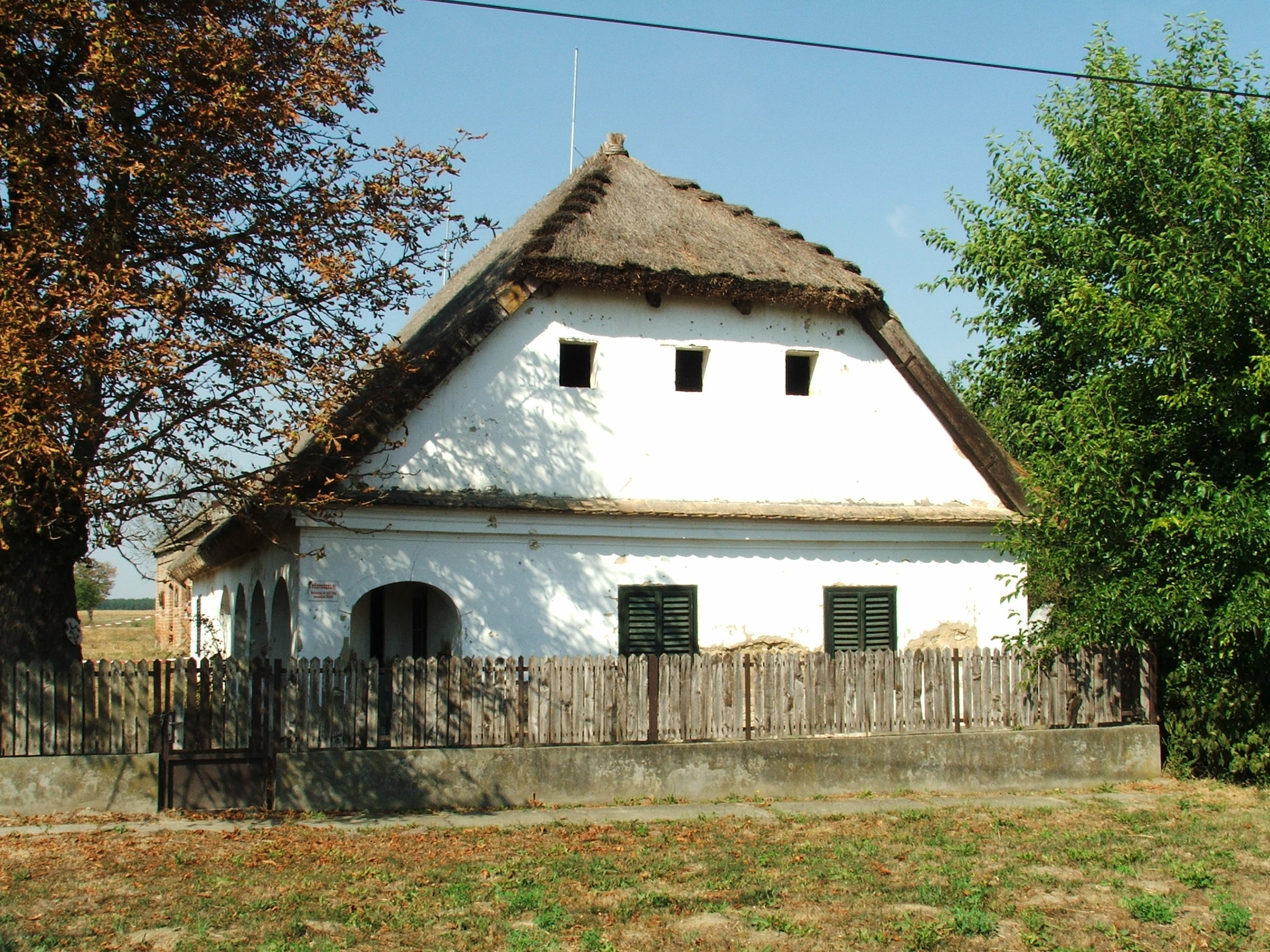
Hagyományos magyar parasztház Istvándin
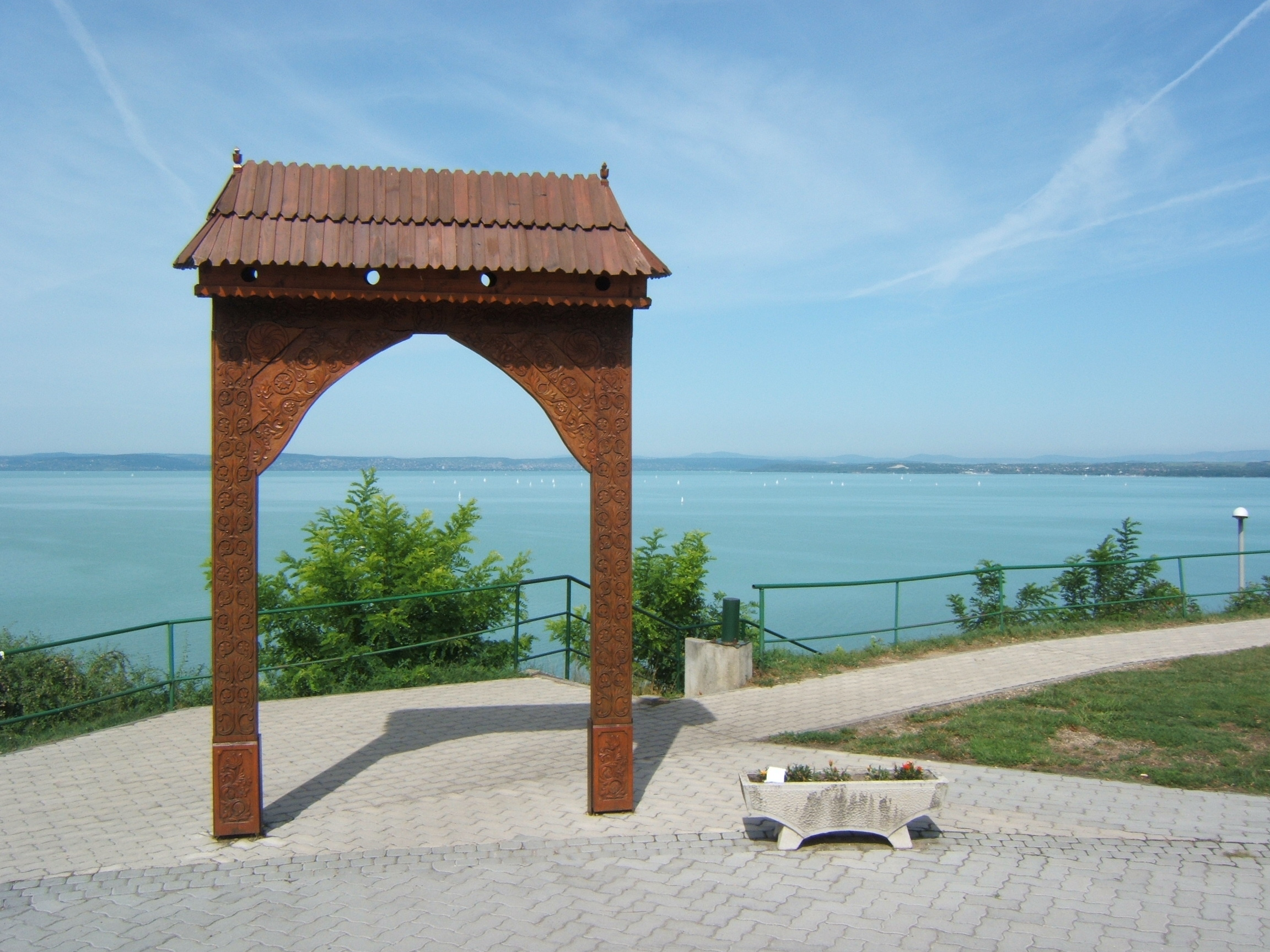
Panorámakilátó Balatonvilágoson

## Települései
A megyére aprófalvas településszerkezet jellemző, a települések 52 százalékának népessége kevesebb, mint 500 fő.

### Városok
(Népesség szerinti sorrendben, a KSH adatai alapján)
| Sorsz. | Település      | Lakónépesség                  | Járás           |
| ------ | -------------- | ----------------------------- | --------------- |
| 1.     | Kaposvár       | 58 830 fő (2024. jan. 1.) +/- | Kaposvári járás |
| 2.     | Siófok         | 24 021 fő (2024. jan. 1.) +/- | Siófoki járás   |
| 3.     | Marcali        | 10 502 fő (2024. jan. 1.) +/- | Marcali járás   |
| 4.     | Barcs          | 9672 fő (2024. jan. 1.) +/-   | Barcsi járás    |
| 5.     | Nagyatád       | 9333 fő (2024. jan. 1.) +/-   | Nagyatádi járás |
| 6.     | Balatonboglár  | 5390 fő (2024. jan. 1.) +/-   | Fonyódi járás   |
| 7.     | Fonyód         | 5065 fő (2024. jan. 1.) +/-   | Fonyódi járás   |
| 8.     | Balatonlelle   | 4904 fő (2024. jan. 1.) +/-   | Fonyódi járás   |
| 9.     | Csurgó         | 4295 fő (2024. jan. 1.) +/-   | Csurgói járás   |
| 10.    | Tab            | 4063 fő (2024. jan. 1.) +/-   | Tabi járás      |
| 11.    | Nagybajom      | 3176 fő (2024. jan. 1.) +/-   | Kaposvári járás |
| 12.    | Lengyeltóti    | 2915 fő (2024. jan. 1.) +/-   | Fonyódi járás   |
| 13.    | Zamárdi        | 2741 fő (2024. jan. 1.) +/-   | Siófoki járás   |
| 14.    | Kadarkút       | 2303 fő (2024. jan. 1.) +/-   | Kaposvári járás |
| 15.    | Balatonföldvár | 2251 fő (2024. jan. 1.) +/-   | Siófoki járás   |
| 16.    | Igal           | 1396 fő (2024. jan. 1.) +/-   | Kaposvári járás |

### Községek, nagyközségek
| - Alsóbogát - Andocs - Ádánd - Babócsa - Bakháza - Balatonberény - Balatonendréd - Balatonfenyves - Balatonkeresztúr - Balatonmáriafürdő - Balatonőszöd - Balatonszabadi - Balatonszárszó - Balatonszemes - Balatonszentgyörgy - Balatonújlak - Balatonvilágos - Baté - Bábonymegyer - Bálványos - Bárdudvarnok - Bedegkér - Beleg - Berzence - Bélavár - Bodrog - Bolhás - Bolhó - Bonnya - Böhönye - Bőszénfa - Buzsák - Büssü - Csákány - Cserénfa - Csokonyavisonta - Csoma - Csombárd - Csököly - Csömend | - Csurgónagymarton - Darány - Drávagárdony - Drávatamási - Ecseny - Edde - Felsőmocsolád - Fiad - Fonó - Főnyed - Gadács - Gadány - Gamás - Gálosfa - Gige - Gölle - Görgeteg - Gyékényes - Gyugy - Hajmás - Hács - Háromfa - Hedrehely - Hencse - Heresznye - Hetes - Hollád - Homokszentgyörgy - Hosszúvíz - Iharos - Iharosberény - Inke - Istvándi - Jákó - Juta - Kapoly - Kaposfő - Kaposgyarmat - Kaposhomok | - Kaposkeresztúr - Kaposmérő - Kaposszerdahely - Kaposújlak - Karád - Kastélyosdombó - Kaszó - Kazsok - Kálmáncsa - Kánya - Kára - Kelevíz - Kercseliget - Kereki - Kéthely - Kisasszond - Kisbajom - Kisbárapáti - Kisberény - Kisgyalán - Kiskorpád - Komlósd - Kötcse - Kőkút - Kőröshegy - Kutas - Lad - Lakócsa - Lábod - Látrány - Libickozma - Lulla - Magyaratád - Magyaregres - Mernye - Mesztegnyő - Mezőcsokonya - Mike | - Miklósi - Mosdós - Nagyberény - Nagyberki - Nagycsepely - Nagykorpád - Nagyszakácsi - Nágocs - Nemesdéd - Nemeskisfalud - Nemesvid - Nikla - Nyim - Orci - Ordacsehi - Osztopán - Öreglak - Ötvöskónyi - Őrtilos - Pamuk - Patalom - Patca - Patosfa - Pálmajor - Péterhida - Pogányszentpéter - Polány - Porrog - Porrogszentkirály - Porrogszentpál - Potony - Pusztakovácsi - Pusztaszemes - Ráksi - Rinyabesenyő - Rinyakovácsi - Rinyaszentkirály - Rinyaújlak - Rinyaújnép | - Ságvár - Sántos - Sávoly - Segesd - Sérsekszőlős - Simonfa - Siójut - Som - Somodor - Somogyacsa - Somogyaracs - Somogyaszaló - Somogybabod - Somogybükkösd - Somogycsicsó - Somogydöröcske - Somogyegres - Somogyfajsz - Somogygeszti - Somogyjád - Somogymeggyes - Somogysámson - Somogysárd - Somogysimonyi - Somogyszentpál - Somogyszil - Somogyszob - Somogytúr - Somogyudvarhely - Somogyvámos - Somogyvár - Somogyzsitfa - Szabadi - Szabás - Szántód - Szegerdő - Szenna - Szenta | - Szentbalázs - Szentborbás - Szentgáloskér - Szenyér - Szilvásszentmárton - Szorosad - Szólád - Szőkedencs - Szőlősgyörök - Szulok - Tapsony - Tarany - Taszár - Táska - Teleki - Tengőd - Tikos - Torvaj - Tótújfalu - Törökkoppány - Újvárfalva - Varászló - Várda - Vése - Visnye - Visz - Vízvár - Vörs - Zala - Zákány - Zákányfalu - Zics - Zimány - Zselickisfalud - Zselickislak - Zselicszentpál |

## Testvérmegye
2016-ban, szombaton, a Somogy Megyei Önkormányzat megújította testvérmegyei együttműködését a kínai Gansu tartománnyal. A közel húsz éve tartó kapcsolat bővítésének lehetőségeiről is szó esett a kaposvári Vármegyeházán rendezett találkozón. A kínai küldöttség a Kaposvári Egyetem élelmiszerbiztonsági laboratóriumait, az Egészségügyi Centrumot, a Diagnosztikai és Onkoradiológiai Intézetet, valamint a PET Központot követően érkezett a Somogy Megyei Önkormányzathoz, ahol Jakó Gergely, a közgyűlés elnöke bemutatta a Vigasságok terét és a Vármegyeházát. Köszöntőjében felidézte az elmúlt időszak legfontosabb eseményeit a két fél kapcsolatában. A közép-nyugat Kínában található Gansu tartománnyal az 1990-es évek közepén indult meg az informális kapcsolatfelvétel, amely 1997-re testvérmegyei megállapodásban realizálódott. A kezdeti kulturális és cserediák kapcsolatok idővel üzletember-találkozókkal bővültek, majd a Kaposvári és Lanzhou-i Egyetemek közötti együttműködés és egy ösztöndíjprogram is létrejött. Az utóbbi években gazdasági és egészségügyi tárgyalások is zajlottak a két megye között, ám ezen a téren még vannak kiaknázatlan lehetőségek. Jakó Gergely hangsúlyozta, hogy az együttműködést tartalommal kell megtölteni, és ennek egyik fő területe a gyógyászat lehetne.
A köszöntőt követően dr. Halmosné dr. Skrinyár Judit, megyei aljegyző, egy rövid prezentációban mutatta be Somogy megyét, majd Wang Sanyun, a kínai delegáció vezetője, a testvérmegyei kapcsolatok fontosságát kiemelve, a további lehetőségek keresését javasolta, különös figyelmet fordítva az oktatásra, a turizmusra és a kultúrára. Véleménye szerint somogyi orvosokat kellene képzni hazájában a hagyományos kínai orvoslásra, emellett fontosnak tartotta a kiállításokon való közös részvételt is.
Jakó Gergely válaszában kifejtette, hogy az elmúlt 19 év testvérmegyei kapcsolatának alapja a bizalom volt. Mindkét megye tisztában van saját erősségeivel, és partnerként kezeli a másikat a tapasztalatok átadásában. Hozzátette, hogy csak akkor lehet sikeres az együttműködés, ha a felek egyenlő mértékben adnak és kapnak. „Nem kívánunk versenyezni a több ezer éves kínai kultúrával, de büszkén fogadnánk és mutatnánk be azt itt, Somogyban” – mondta. Az élelmiszerbiztonság és a Kaposvári Egyetem diagnosztikai tevékenysége kiemelt területei lehetnek az együttműködésnek, amelyek akár interaktív módon is segíthetik a kínai betegek kezelését.
A találkozó zárásaként a két megye megújította testvérmegyei kapcsolatait. A dokumentumot Jakó Gergely közgyűlési elnök és Wang Sanyun, a Gansu tartományi népi kongresszus állandó bizottságának elnöke írta alá.